# Lippstadt
Lippstadt ([ˈlɪpʃtat]ⓘ) ist eine große kreisangehörige Stadt im Osten des Bundeslands Nordrhein-Westfalen und gehört seit der kommunalen Neugliederung 1975 zum Kreis Soest. Mit rund 69.000 Einwohnern ist es die größte Stadt des Kreises und ein bedeutendes regionales Zentrum. Geografisch liegt Lippstadt etwa 65 Kilometer östlich von Dortmund, 40 Kilometer südlich von Bielefeld und 30 Kilometer westlich von Paderborn im östlichen Teil der Westfälischen Bucht. Die Stadt erstreckt sich beidseits der Lippe, die dem Ort auch seinen Namen gab, und ist von einer flachen bis leicht hügeligen Landschaft geprägt.
Lippstadt wurde im Jahr 1185 als Planstadt gegründet und gilt damit als die älteste Gründungsstadt in Westfalen. Im Spätmittelalter war Lippstadt Mitglied der Hanse und entwickelte sich zu einem wichtigen regionalen Handelsplatz. Frühzeitig trat es zur Reformation über und war im 17. Jahrhundert eine der wenigen Städte mit einem paritätischen (konfessionell geteilten) Kirchenwesen. Während des Zweiten Weltkriegs spielte Lippstadt eine strategische Rolle durch seine Eisenbahnverbindungen und die umliegende Industrie. Ab 1944 wurde die Stadt mehrfach Ziel alliierter Luftangriffe. Im März und April 1945 kam es im Zusammenhang mit der alliierten Rheinüberquerung zur Schlacht um Lippstadt, bei der US-amerikanische Truppen im Rahmen der Schließung des Ruhrkessels (Ruhr Pocket) die Stadt einnahmen. Die Innenstadt wurde dabei nur teilweise zerstört und in der Nachkriegszeit rasch wiederaufgebaut.
Heute besteht Lippstadt aus 18 Ortsteilen und ist geprägt durch eine teilweise mittelalterliche Altstadt, moderne Infrastruktur und weitläufige Grünanlagen. Bedeutende historische Bauwerke wie die Große Marienkirche, die Jakobikirche und Reste der mittelalterlichen Stadtbefestigung zeugen von seiner langen Geschichte. Wirtschaftlich ist die Stadt ein bedeutender Industriestandort, insbesondere in den Bereichen Automobilzulieferung, Lichttechnik und Maschinenbau mit international tätigen Unternehmen wie Hella. Die Stadt ist seit 2009 Hochschulstandort mit einem der beiden Campus der Hochschule Hamm-Lippstadt.

## Geographie

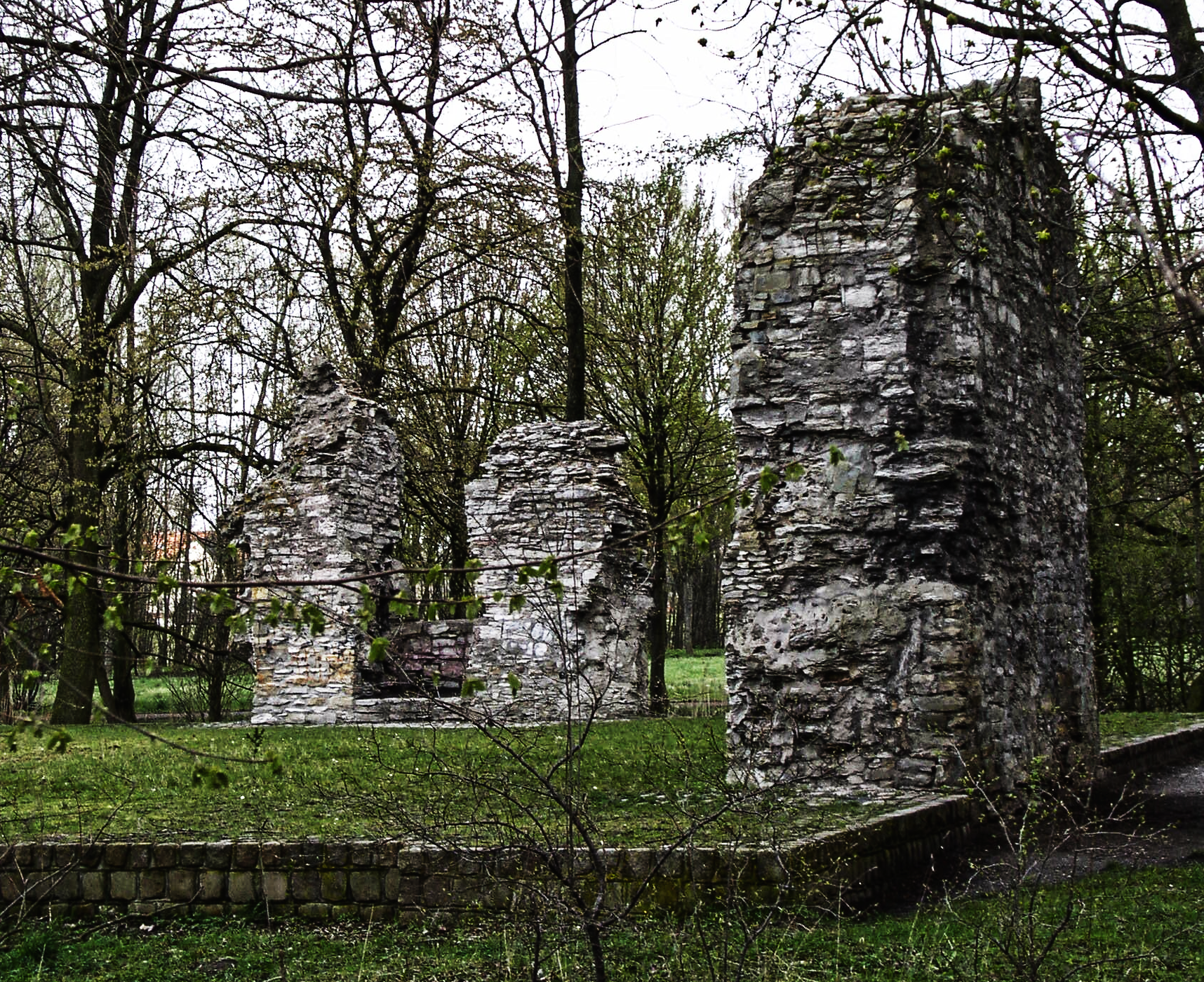
Burgruine Bernhards II. nahe Lipperode

### Lage
Lippstadt, die größte Stadt im Kreis Soest, liegt am Fluss Lippe im nordöstlichen Teil des Kreises zwischen dem südlich gelegenen Haarstrang sowie dem Münsterland und dem Paderborner Land und grenzt an die Nachbarkreise Paderborn, Warendorf und Gütersloh.

### Nachbargemeinden
Innerhalb des Kreises Soest liegt östlich die Stadt Geseke, südlich die Stadt Erwitte, südwestlich die Gemeinde Bad Sassendorf und im Westen die Gemeinde Lippetal. Weiter im Uhrzeigersinn stellen die zum Kreis Warendorf gehörende Gemeinde Wadersloh, die zum Kreis Gütersloh gehörende Gemeinde Langenberg und die Stadt Rietberg sowie die zum Kreis Paderborn gehörenden Städte Delbrück und Salzkotten die Nachbarn dar.

### Stadtgliederung

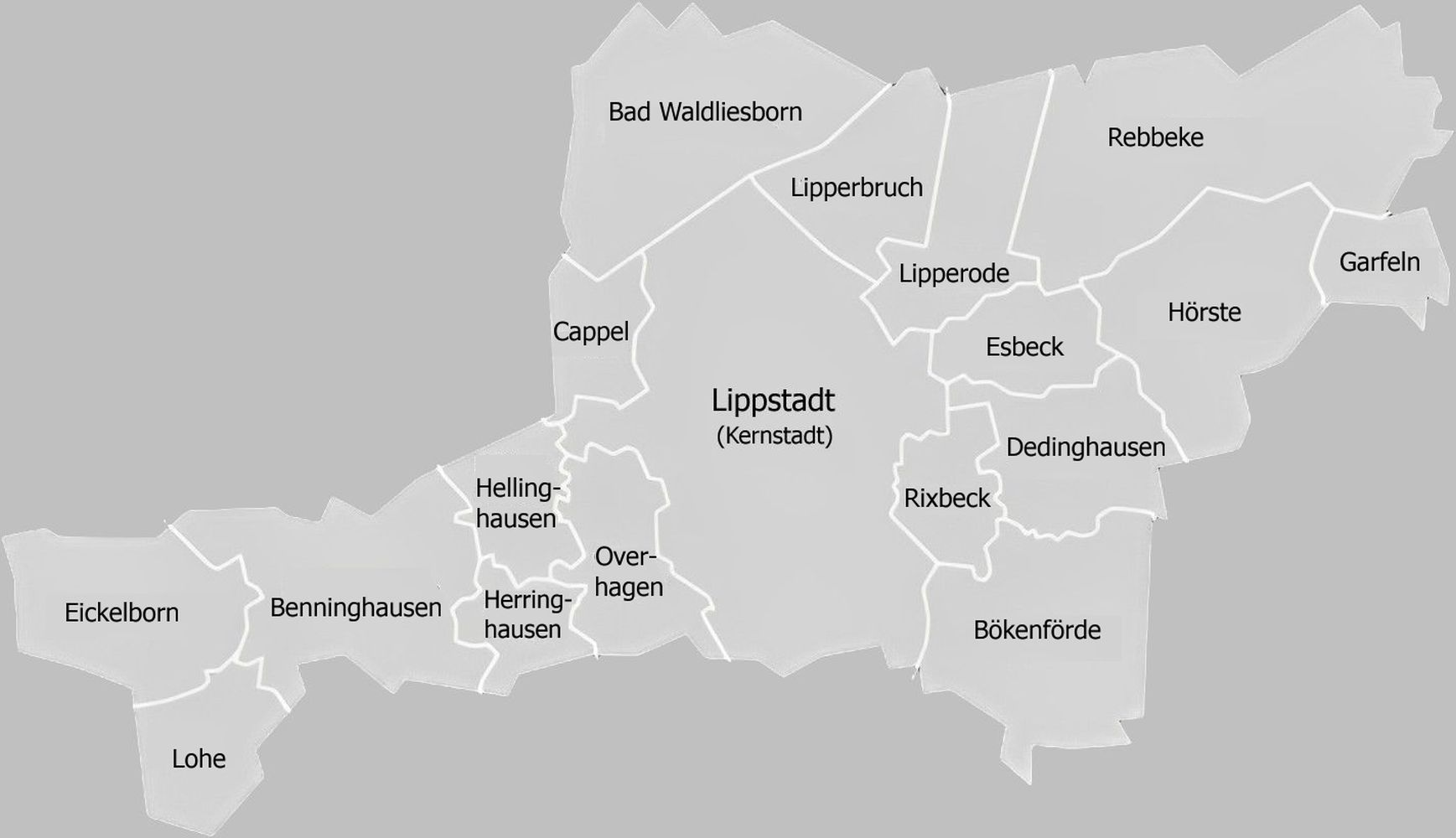
Ortsteile von Lippstadt

Die Postkarte aus der Zeit um 1900 zeigt die Gebäude der heutigen LWL-Einrichtungen in Lippstadt-Eickelborn und -Benninghausen.

- Bad Waldliesborn ist ein staatlich anerkanntes Heilbad. Der Ort geht zurück auf einen Teil der Bauerschaft Suderlage, die zu der bis 1975 eigenständigen Gemeinde Liesborn gehörte und ihren Namen seit dem 1. Mai 1913 trägt. Vor 1975 gehörte die Gemeinde Liesborn dem Kreis Beckum an (heute großteils Kreis Warendorf). Die Bedeutung als Heilbad verdankt es den Thermal-Solequellen, durch die es zu einem renommierten Zentrum für Herz- und Rheumarehabilitation aufsteigen konnte.
- Cappel ist von der Kernstadt Lippstadts baulich kaum noch getrennt und geht insbesondere durch ein innerstädtisch gelegenes Industriegebiet (Hella KGaA Hueck & Co. Werk 2, Rothe Erde) in diese über. Bedeutsam für den Ort ist das spätestens 1139 erbaute Prämonstratenserinnenkloster und spätere protestantische, freiweltliche Damenstift Cappel; politisch angegliedert wurde es dem damaligen Kreis Lippstadt erst 1949.
- Lipperode stellte wie Cappel einen der letzten Teile Lippstadts dar, die bis 1949 als Exklave zum Kreis Detmold gehörten und erst danach dem Kreis Lippstadt angegliedert wurden. Für die Legende, dass Lipperode der Ursprungsort der Stadtgründer Lippstadts ist, gibt es keine gesicherten Quellen. Die eigentliche Burg Lipperode wurde erst 1248 gebaut. Die Dienstleute dieser Wasserburg bildeten die ursprüngliche Bevölkerung Lipperodes.
- Eickelborn ist insbesondere durch das LWL-Zentrum für Forensische Psychiatrie des Landschaftsverbands Westfalen-Lippe (LWL) geprägt. Die Ortsgeschichte geht zurück bis ins Jahr 1262 und beginnt mit dem Rittergut der Herren von Eickelborn.
- Benninghausen, das sich östlich an Eickelborn anschließt, beherbergt ebenfalls eine psychiatrische Einrichtung, die LWL-Klinik Lippstadt. Erstmals wurde die Ortschaft im 9. Jahrhundert erwähnt. Sie erlangte vor allem durch ein 1240 erbautes Zisterzienserinnenkloster Bedeutung, welches 1820 in ein Landarmenhaus umgewandelt wurde und die Grundlage für die heutige psychiatrische Klinik bildet.
- Lohe, ursprünglich ein Vorort zum Kloster Benninghausen, ist auch heute noch sehr dörflich geprägt. Erstmals urkundlich erwähnt ist es als „Ruversloh“ 1313. Der Menninghof wurde erstmals um 1500 erwähnt und ist damit eines der ältesten Bauerngehöfte der Umgebung.
- Hellinghausen ist Lippstadt im Westen vorgelagert. Aufgrund einer Legende um ein „versteinertes Brot“ gehörte dieser 1235 in der Pfarrei Friedhardtskirchen gegründete Ort im Mittelalter zu den religiösen Attraktionen der Gegend.
- Herringhausen gehörte ebenfalls Friedhardtskirchen an. Das etwas abseits vom Ortskern gelegene Schloss Herringhausen wurde zwischen 1720 und 1730 errichtet und dient seit dem 15. Jahrhundert bis heute der Familie von Schorlemer als Herrensitz.
- Overhagen ist an der Westseite Lippstadts mit diesem fast verschmolzen. Auch dieser Ort gehörte ursprünglich zur Pfarrei Friedhardtskirchen. Das zentral gelegene Wasserschloss Overhagen beherbergt heute ein staatlich anerkanntes privates Gymnasium sowie ein kleines Theater.
- Esbeck liegt am linken Lippeufer und wird in der Busdorf-Urkunde als „Ebike, das bei Hörste liegt“ erstmals 1036 erwähnt. Wichtig für die Geschichte Esbecks ist die Bauernbefreiung 1807 durch den Freiherrn vom Stein.
- Dedinghausen wurde wahrscheinlich in der ersten Hälfte des 9. Jahrhunderts durch einen Bruder des Bischofs Altfrid von Hildesheim gegründet und besitzt ebenfalls eine eigene Kirche. Dedinghausen ist der einzige Stadtteil mit einem DB-Haltepunkt (Linie RB 89).
- Rixbeck liegt direkt an der Ostseite Lippstadts und ist durch ein Industriegebiet mit diesem verzahnt. Eine kleine Hügellandschaft, die „Rixbecker Alpen“, prägt das Ortsbild.
- Hörste ist ein Dorf, welches 981 wahrscheinlich aus einer altsächsischen Ansiedlung an der Lippe entstanden ist. Hörstes Pfarrkirche St. Martinus existiert bereits seit der Mitte des 12. Jahrhunderts.
- Garfeln, ehemals zum Kreis Büren gehörend, wurde erstmals 1248 urkundlich erwähnt. Der Ort ist stark bäuerlich geprägt und hat keine Kirche.
- Rebbeke liegt dem Ortsteil Hörste an der Lippe gegenüber. Dem stark landwirtschaftlich geprägten Ortsteil gehören auch die Drubbel Mettinghausen und Niederdedinghausen an. Erste Bauernfamilien in Rebbeke sind seit 1653 verzeichnet.
- Bökenförde im Südosten des Stadtgebietes ist ein ehemaliges Eigengut des Bistums Paderborn mit Mühle und Kirche. Die Pfarrkirche St. Dionysius wurde bereits im 12. Jahrhundert erbaut; sie ist seit 1719 eine Wallfahrtsstätte,[2] ebenso wie die 1864 erbaute Feldkapelle am „Brünneken“. Bekannt ist das zu Bökenförde gehörende Wasserschloss Schwarzenraben, welches 1765 von Johann Matthias Kitz erbaut wurde.
- Lipperbruch, die jüngste Ortschaft Lippstadts, entstand im Umfeld des ehemaligen Fliegerhorstes nach dem Zweiten Weltkrieg aus ehemaligen Kasernenanlagen und einigen bäuerlichen Nebenerwerbshöfen. Seine Bevölkerung bestand zunächst überwiegend aus Kriegsflüchtlingen, Vertriebenen und ansässig gewordenen Soldatenfamilien. Zwischenzeitlich bestand wieder eine Kaserne, die nördlich der Luftwaffenkaserne, auf dem ehemaligen Flugfeld, von den Britischen Besatzungstruppen errichtet wurde und ab 1958 als Lipperland-Kaserne von der Bundeswehr übernommen wurde. Dort waren bis in die frühen 1990er Jahre Teile der Luftlandebrigade 27 stationiert. Nach dem Ende des Kalten Krieges und der Auflösung der 1. Luftlandedivision zog das Transportbataillon 801 in die Kaserne. Im Zuge der Neustrukturierung der Bundeswehr wurde die Kaserne im Jahr 2007 geschlossen. Rund die Hälfte des ehemaligen Bundeswehrkasernengeländes wird gewerblich genutzt, im südlichen Teil entsteht seit 2014 Wohnbebauung. Im Lipperbrucher Ortskern befinden sich das private Gymnasium und das Berufskolleg Marienschule.

### Klima
|                        | Jan  | Feb  | Mär  | Apr  | Mai  | Jun  | Jul  | Aug  | Sep  | Okt  | Nov  | Dez  |   |      |
| Mittl. Temperatur (°C) | 2,8  | 3,3  | 6,0  | 9,7  | 13,5 | 16,6 | 18,6 | 18,5 | 14,7 | 10,7 | 6,6  | 3,7  | ⌀ | 10,4 |
| Mittl. Tagesmax. (°C)  | 5,5  | 6,5  | 10,3 | 15,1 | 19,0 | 22,0 | 24,2 | 24,1 | 19,9 | 14,9 | 9,6  | 6,2  | ⌀ | 14,8 |
| Mittl. Tagesmin. (°C)  | −0,2 | 0,0  | 1,9  | 4,1  | 7,6  | 10,7 | 12,9 | 13,0 | 10,0 | 6,8  | 3,5  | 0,9  | ⌀ | 6    |
|                        |      |      |      |      |      |      |      |      |      |      |      |      |   |      |
| Niederschlag (mm)      | 63,0 | 52,0 | 58,0 | 43,0 | 60,0 | 67,0 | 87,0 | 75,0 | 63,0 | 65,0 | 63,0 | 63,0 | Σ | 759  |

| −0,2 |

| 0,0 |

| 1,9 |

| 4,1 |

| 7,6 |

| 10,7 |

| 12,9 |

| 13,0 |

| 10,0 |

| 6,8 |

| 3,5 |

| 0,9 |

| −0,2 |

| 0,0 |

| 1,9 |

| 4,1 |

| 7,6 |

| 10,7 |

| 12,9 |

| 13,0 |

| 10,0 |

| 6,8 |

| 3,5 |

| 0,9 |

## Geschichte

### Mittelalter
Lippstadt wurde 1184 oder 1185 (das genaue Gründungsjahr ist nicht sicher bekannt) vom Edelherrn Bernhard II. zur Lippe unter dem Namen Lippe als erste echte Planstadt Westfalens gegründet. Die Erlaubnis zum Bau der Stadt erhielt Bernhard von Kaiser Friedrich I., genannt Barbarossa.

#### Erste Siedlungsansätze

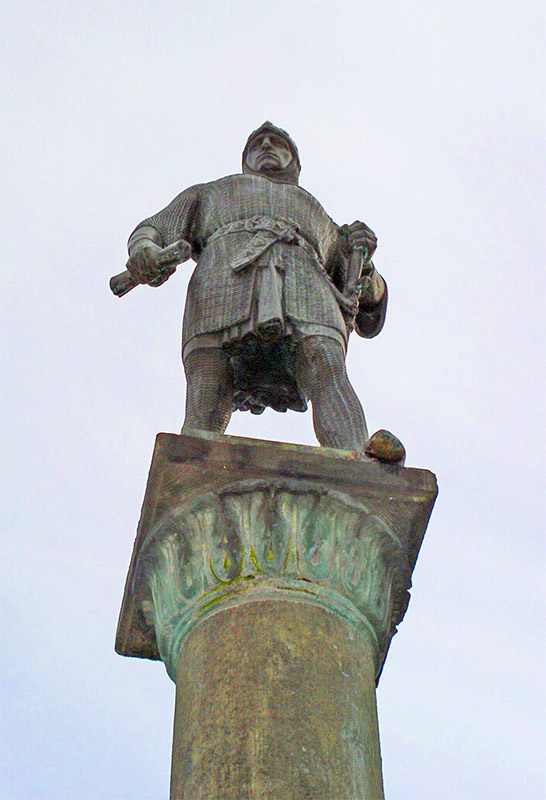
Denkmal Bernhards II. in Lippstadt auf dem Bernhardbrunnen, von Albert Pehle

Bereits vor dieser Gründung gab es allerdings erste Ansiedlungen im heutigen Stadtgebiet; vor allem das heutige Nicolaiviertel und der Vorgängerbau der heutigen Nicolaikirche waren als Ansiedlung von Kaufleuten und als Marktviertel bedeutend. Diese Bedeutung rührte von der Lage her, welche die Stadt an der Lippefurt für den Handel in Deutschland hatte: Sie lag am Kreuzungspunkt der Handelsstrecke zwischen Frankfurt am Main und Lübeck und der Straße zwischen Paderborn und Münster. Des Weiteren gibt es Annahmen, nach denen im nordwestlichen Bereich der Stadt bereits seit 1120 eine Wasserburg der Herren zur Lippe gestanden haben soll, einen archäologischen Nachweis dafür gibt es nicht. Bereits 1139 wurde das Prämonstratenserinnenkloster im heutigen Stadtteil Cappel von Bernhard I. und seinem Bruder Hermann I. gegründet. Die Annahme, dass der Stammsitz der Edelherren zur Lippe sich in der Burg Lipperode an der Lippe, nordöstlich der heutigen Kernstadt, befunden habe, gilt als widerlegt. Die dortige Burg ist nur kurz vor ihrer ersten urkundlichen Erwähnung 1248, also lange nach der Stadtgründung, errichtet worden. Es wird angenommen, dass Bernhard II. in dem von ihm gegründeten Stift oder in unmittelbarer Nachbarschaft residierte.
Im Laufe des Sächsischen Krieges (1177 bis 1181) wurden die bereits bestehenden Teile der Siedlung, vor allem das Nikolaiviertel und die dort vorhandene Kirche, von den Truppen des Kölner Erzbischofs Philipp I. von Heinsberg 1179 zerstört, der sich damit für die Unterstützung der Truppen von Heinrich dem Löwen durch Bernhard II. rächen wollte. Nach der Verbannung des Sachsenherzogs und der Rückkehr Bernhards II. gelang es diesem im Jahr 1184, von Kaiser Friedrich I. die Erlaubnis für den Bau einer Stadt zu bekommen. 1185 gründete Bernhard II. daraufhin die Stadt Lippe, die heute als Lippstadt bekannt ist.

#### Gründung und Stadtentfaltung

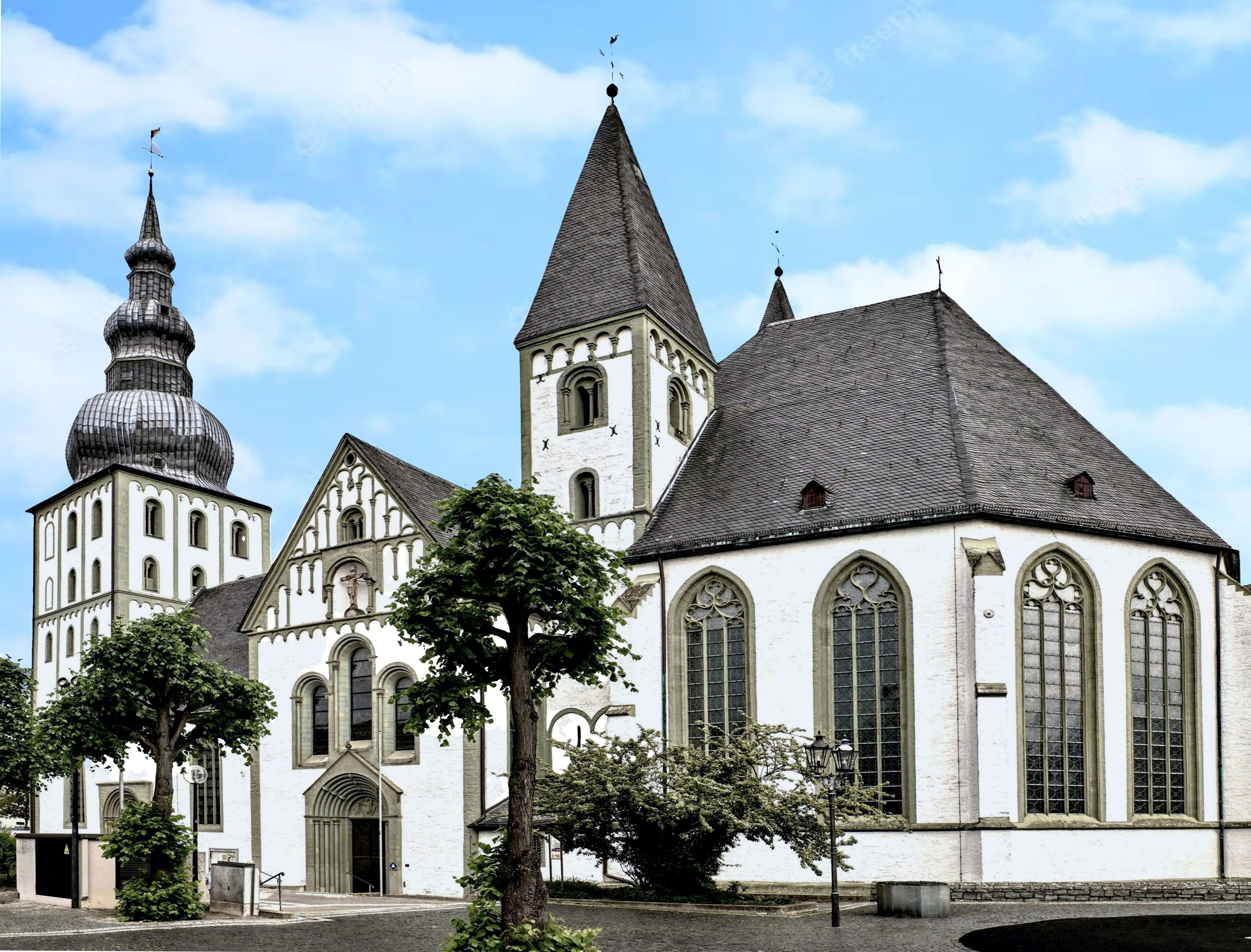
Große Marienkirche

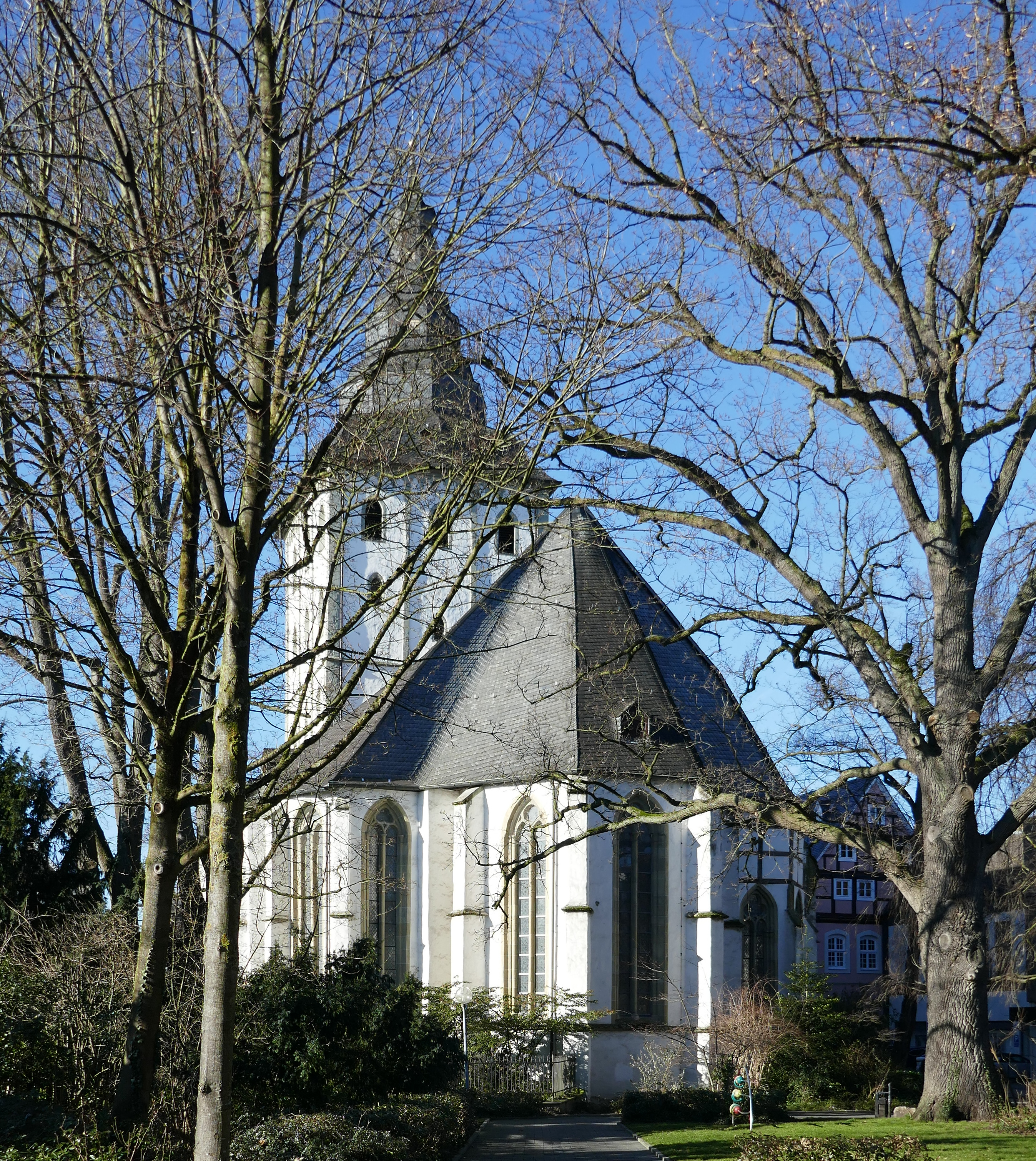
Jakobikirche

Bernhard II. plante seine Gründungsstadt nach den Vorbildern Braunschweig und Heidelberg, die er während des Sächsischen Krieges studieren konnte. Das im Wiederaufbau begriffene Nicolaiviertel war in diesem Plan erst nicht enthalten und wurde erst später aufgenommen, gemeinsam mit der seit 1182 im Neubau befindlichen Nicolaikirche. Ab 1185 wurde das freie Land zwischen der Lippe und den heutigen Straßen Marktstraße, Rathausstraße und Poststraße in Parzellen unterteilt und aufgebaut, fast gleichzeitig begann der Bau der Stiftskirche St. Marien (die heutige Stiftsruine) sowie der Marktkirche St. Marien (die heutige große Marienkirche).
Die neu entstehende Stadt taucht in historischen Quellen dann erstmals 1194 als „nova civitas“ auf, zu diesem Zeitpunkt besaß sie bereits eine Befestigung in Form von Wällen, Gräben und Palisaden aus Holz und Erde. Auf dem ehemaligen Burggelände der Herren zur Lippe, dem Hermelinghof, entstand ein Augustinerinnenstift, welches ab 1207 ebenfalls im Inneren der Stadt lag. Die schnell wachsende Bevölkerung der Stadt Lippe siedelte dabei vor allem in der Marienstadt um die Marktkirche St. Marien sowie um St. Nicolai und die Stiftskirche St. Marien, welche bei einer Erweiterung der Stadtfläche im Jahr 1229 ebenfalls in den befestigten Bereich einbezogen wurden.
Bernhard II. hatte die Regierung des Besitzes zu dem Zeitpunkt bereits an seinen Sohn Hermann II. übergeben, während er selbst als Abt von Dünamünde in Livland lebte. Zwischen 1220 und 1222 verlieh er den Lippstädtern ihr erstes Stadtrecht und weihte die Marktkirche St. Marien. Spätestens ab 1231 führte der Lippstädter Rat ein eigenes Stadtsiegel, und in den 1260er Jahren begann der Bau der Stadtmauer, welcher 1292 abgeschlossen war. Diese Mauer ersetzte die alten Wallanlagen und legte zugleich die Grenze zwischen der Bürgerstadt „Lippe“ und dem Agrarland des Umkreises bis in das 19. Jahrhundert fest.
Aufgrund der Erbstreitigkeiten nach dem Tod Bernhards V. und einer nachfolgenden Fehde zwischen dessen Neffen Simon III. und dem Grafen Otto von Tecklenburg als Gemahl der Tochter Bernhards V. ging die Herrschaft über Lippstadt im Jahr 1376 an den Vermittler Graf Engelbert III. von der Mark über und gelangte nachfolgend als Pfandherrschaft an weitere Häuser. Der Zustand, dass die Herrschaft der Stadt nicht in der Hand der Landesherren lag, dauerte über die Soester Fehde im Jahr 1444 bis zum Jahr 1666, als die Grafen zur Lippe und die Kurfürsten von Brandenburg ein Kondominium begründeten, d. h. gemeinsam Herren über Lippstadt wurden.

#### Lippstadt als Handelsstadt

Lippe (Lippstadt) (Braun/Hogenberg 1588)

Bereits vor der Gründung der Stadt war Lippstadt aufgrund der Lage an der Lippefurt ein bedeutender Handelsknotenpunkt. Durch die Bestimmungen zum Stadtrecht von 1220 und die Verleihung der Stadtprivilegien 1244 wurden die Aussichten für Handel und Gewerbe in der Stadt weiter verbessert. So existierte spätestens seit 1244 ein Jahrmarkt in der Stadt, auf dem vor allem Fernhändler Waren anbieten konnten. Die Stadt profitierte vom Angebot der Händler sowie vom Standgeld derselben. Im 16. Jahrhundert fanden nachweislich vier Jahrmärkte im Jahr statt, im Jahr 1691 bereits sechs und bis zum Ende des 18. Jahrhunderts waren es acht dieser Märkte, die über das Jahr verteilt waren. Als Marktplatz diente der alte Marktplatz zwischen der Marktkirche St. Marien und dem Rathaus der Stadt, der heutige Rathausplatz.
Ein weiterer wichtiger Faktor für die Handelsentwicklung einer mittelalterlichen Stadt war das Vorhandensein eigener Münzprägungen. Nachweislich gab es bereits 1231 zwei Münzmeister in der Stadt, die zuerst englische Münzen nachprägten. Um die Mitte des 13. Jahrhunderts tauchten dann erstmals eigene Münzen mit der Lipperose als Prägung auf. Besonders der Lippstädter Pfennig aus der Zeit von 1290 bis 1310 tauchte in vielen Münzfunden in Dänemark, England, Polen und Mecklenburg auf.
Am 17. Juli 1253 gehörte Lippstadt neben Münster, Soest und Dortmund zu den Gründungsmitgliedern des Werner Bundes, dem 1268 auch Osnabrück beitrat. Dieses Bündnis sollte vor allem den Landesherren die wirtschaftliche Macht der Städte signalisieren.
Im 12. und 13. Jahrhundert war Lippstadt auch Hansestadt, wobei Lippstädter Kaufleute schon in der Hanse tätig waren, als die Organisation selbst erst im Entstehen begriffen war. Wie fast alle Städte Westfalens war es Mitglied dieser großen Gemeinschaft von Städten, die zeitweise die Wirtschaftspolitik im gesamten norddeutschen Raum bestimmte. Für Lippstadt waren besonders die Dittelstage in Köln sowie die Regionaltage von Bedeutung, obwohl die Stadt auch zu den „Großen“ Hansetagen in Lübeck Vertreter schickte. 1494 wurde Lippstadt die Handelsmatrikel nachgetragen und 1540 wurde die Stadt zur Prinzipalstadt erhoben. Am letzten Hansetag in Lübeck am 18. April 1669 nahm Lippstadt jedoch nicht mehr teil, obwohl es bis zum letzten Tag zu den Mitgliedern des Handelsbundes gezählt wurde.

### Neuzeit

#### Reformation und danach
Die Lehren Martin Luthers und mit diesen die Reformation wurden von den beiden Mönchen des Lippstädter Augustinereremiten-Klosters Johannes Westermann und Herrmann Koiten nach Lippstadt gebracht. Diese studierten zwischen 1520 und 1524 an der Universität Wittenberg, die von den neuen Ideen Luthers geprägt war. Am 3. Februar 1523 promovierte Westermann gemeinsam mit dem Herforder Augustinereremiten Gottschalk Kropp.
Johannes Westermann kehrte im gleichen Jahr zurück nach Lippstadt und predigte dort die neue Lehre, im Jahr 1524 wurden die von ihm in der Brüderkirche gehaltenen Fastenpredigten in Lippstadt gedruckt. Dieses Buch ist die erste Dokumentation der Reformationsbewegung in Westfalen, im gleichen Jahr erschien auch ein Katechismus Westermanns, ebenfalls in Mittelniederdeutsch geschrieben. Die Veränderungen in der Bürgerschaft Lippstadts durch die neue Lehre blieben jedoch auch dem Kölner Erzbischof nicht verborgen, der daraufhin den Dominikaner Johannes Host von Romberg nach Lippstadt schickte. Dieser predigte am 16. März 1526 in der großen Marienkirche gegen die Predigten der Lippstädter.
In der Folgezeit kam es zu tiefgreifenden Veränderungen im religiösen und kirchlichen Leben Lippstadts. Vor allem das Begehren der Lippstädter Zünfte, mehr Mitspracherecht im Stadtregiment zu bekommen, führte zu maßgeblichen Veränderungen. Im Februar 1531 begannen die Zünfte gemeinsam mit den Anhängern der lutherischen Lehre einen Aufstand, bei dem sie die Magistrate der Stadt vertrieben und einen neuen Rat bildeten. Ein Jahr später verhängten die Stadtherren des lippschen Grafenhauses und die Herzöge von Kleve ein Verkehrsrecht über die Stadt, unterstützt vom Kölner Erzbischof und den Bischöfen von Münster, Osnabrück und Paderborn.
Die Vermittlungsversuche scheiterten bis 1535, als die Bürger der Stadt aufgrund der schlechter werdenden Versorgung am 13. Juli 1535 aufgaben und ihre Geistlichen absetzten. Daraufhin wurde ein Vertrag zwischen Graf Simon V. zur Lippe, Herzog Johann III. von Jülich-Kleve-Berg und der damals noch Lippe genannten Stadt geschlossen. Die kirchlichen Neuerungen der Stadt wurden weitgehend zurückgenommen, die Messe durfte jedoch auch weiterhin auf Deutsch gehalten werden. Die Prediger wurden der Stadt verwiesen und später anderswo tätig, Johannes Westermann etwa in Hofgeismar, wo er 1542 starb. Die Beteiligung der Zünfte an der Regierung wurde jedoch festgeschrieben und angeordnet. Da sich in den Folgejahren beide Landesherren der Reformation zuwandten, blieben die Lippstädter Bürger auch nach dem Augsburger Religionsfrieden lutherisch, die kleine katholische Gemeinde im Kloster St. Annen-Rosengarten wuchs in den Folgejahren vor allem durch den Zuzug aus dem Umland zu einer neuen katholischen Gemeinde.

#### Dreißigjähriger Krieg

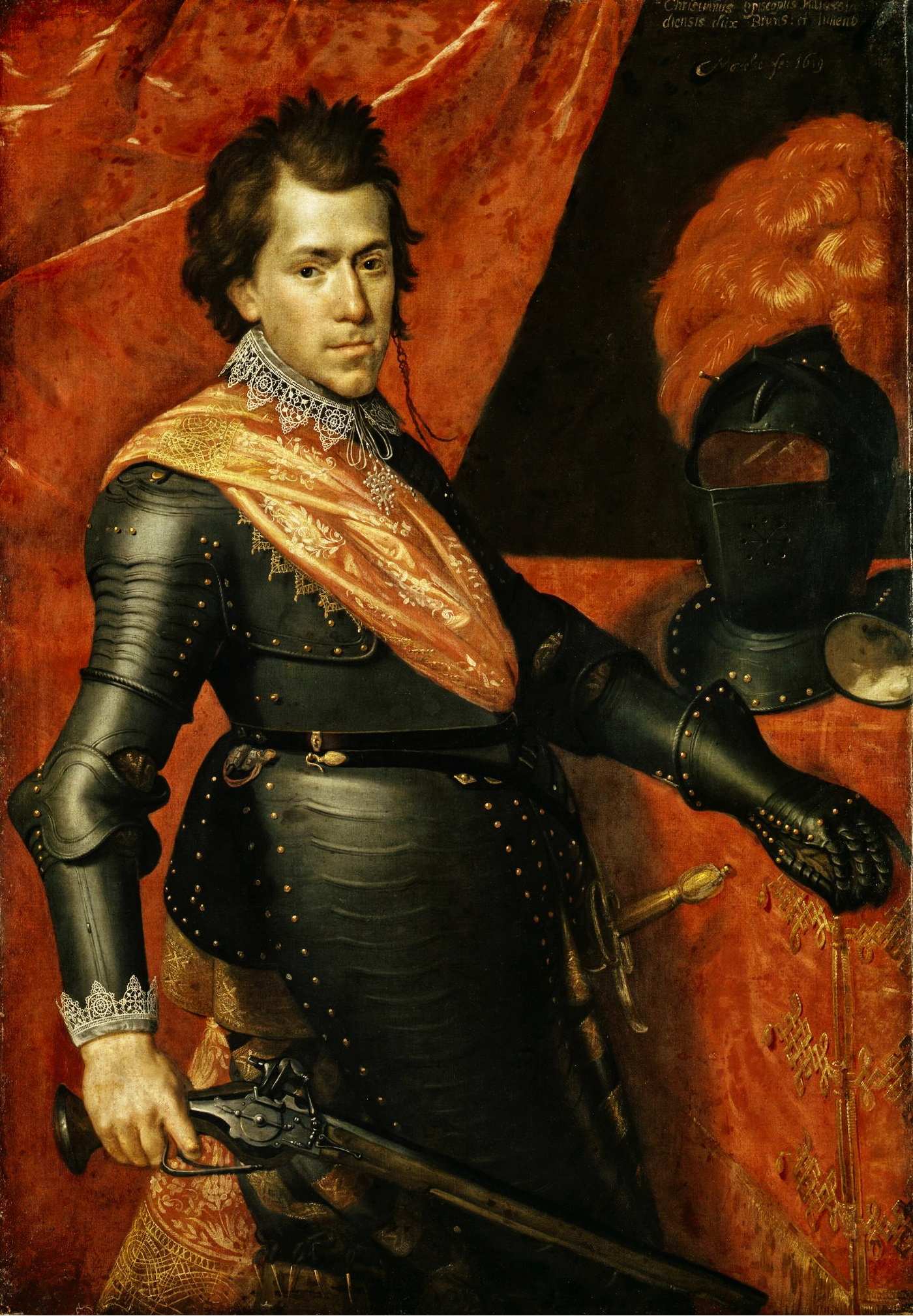
Herzog Christian von Braunschweig, Gemälde von Paulus Moreelse, 1619

Während des Dreißigjährigen Krieges (1618 bis 1648) blieb auch Lippstadt nicht von den Kriegswirren verschont. Im Winter 1621/1622 wurde Lippstadt von Christian von Braunschweig-Wolfenbüttel und seinen Truppen als Quartierstadt besetzt. Von hier führte der Feldherr regelmäßige Raubzüge in die umliegenden katholischen Nachbarterritorien Paderborn und Münster durch. In Lippstadt ließ „der tolle Christian“, wie er auch genannt wurde, angeblich den Pfaffenfeindtaler aus geraubten und eingeschmolzenen Teilen des Paderborner Domschatzes prägen. Nach seinem Abzug versuchten Truppen Kaiser Ferdinands II. die Stadt zu erobern, was ihnen am 24. Oktober 1623 auch gelang. Die Truppen unter Johann Graf von Rietberg wurden in der Stadt einquartiert und blieben bis 1633; von dem eigentlichen Krieg blieb die Stadt jedoch verschont.
1633 hatte sich die Bündnissituation im Krieg massiv gewandelt, und diesmal war es der Landgraf von Hessen-Kassel, Wilhelm V., der die Stadt nach der Zerstörung Salzkottens einnehmen wollte. Bereits nach einem Tag ließ die Stadtbevölkerung die Truppen einmarschieren, die bis zum Kriegsende 1648 hier blieben. Die Besatzer nutzten die günstige Lage der Stadt sowie die Festungswerke, die weiter verstärkt wurden. Die Hessen verließen die Stadt erst 1650, nach 1666 traten die Kurfürsten von Brandenburg infolge des Vertrags von Kleve als Samtlandesherren in Lippstadt auf.

#### Hexenprozesse
Im Jahr 1565 fanden in Liesborn Hexenprozesse gegen die drei Frauen Aleke, Anna und Katharina auf der Burg Stromberg statt. Sie wurden der Zauberei angeklagt, gefangen genommen, gefoltert und verbrannt. Um 1573 gab es etliche weitere Hexenverfolgungen in Lippstadt in der Zeit Graf Simons VI., dabei sind „etliche Burgers Weiber hinaus geführt und verbrannt worden“.
Hierzu berichtete Pfarrer Anton Praetorius 1613, dass bei diesen Hexenprozessen „der Nagel-Schmidt Ebert Balve und seine Schwester, eine Bäckerin, die Freytägische genannt, nach langen Foltern nach dem Widerruf ihres Geständnisses trotz Protesten aus der Bevölkerung freigelassen wurden.“ Dieser Hexenprozess beeindruckte Anton Praetorius stark und trug zu seinem Denken entscheidend bei, als er sich 1597 unter Lebensgefahr dafür einsetzte, dass eine Frau aus der Folterkammer entlassen wurde, und er diesen Kampf gegen Hexenverfolgung und Folter literarisch fortsetzte.
Im Jahr 1630 kam es in Lippstadt erneut zu einem großen Hexenprozess mit 23 weiblichen und 6 männlichen Angeklagten. Darunter waren zwei Jungen im Alter von 11 und 14 Jahren sowie der Erwitter Pastor Jodocus. Hierüber berichtete auch der Superior der Jesuitenniederlassung in Lippstadt P. Kuinken an den Provinzial Bavingh in Köln in einem Brief vom 27. Dezember 1630. Laut Prozessakten des Stadtarchivs Lippstadt wurden von diesen die letzten sieben am 10. und 22. September verurteilt, mit dem Schwert hingerichtet und verbrannt. Hierüber berichtete der zu der Zeit in Lippstadt anwesende Söldner Peter Hagendorf in seinem Tagebuch. Darunter waren mit Elschen Koch und Elschen Bockhoff zwei junge Mädchen, auf die die Beschreibung von Hagendorf passt.
Weitere Hexenprozesse fanden 1677 statt.

#### Festungszeit und Kondominium
Nach dem Vertrag zwischen Hessen und Brandenburg wurden in Lippstadt fünf kriegsstarke Kompanien der Brandenburger einquartiert, ohne die lippischen Ortsherren zu involvieren. Diese wurden erst 1669 hellhörig, nachdem der Kurfürst von Brandenburg weitere militärische Verstärkung eingesetzt und die Festungen der Stadt weiter verstärkt hatte. Dabei wurden allein an der Südmauer bis zu 700 Arbeiter eingesetzt, um das Bollwerk zu verstärken. Lippstadt wurde Teil der brandenburgischen Expansion und lieferte auch die Truppen im Krieg gegen den französischen König Ludwig XIV. zwischen Soest und Lippstadt.
Innerhalb der Festung gab es zu dieser Zeit eine Reihe Katastrophen. So wird von zwei Großbränden in den Jahren 1656 und 1676 sowie einer Fleckfieberepidemie 1673 berichtet, die 2000 Tote forderte. Am 4. März 1679 übernahmen die Franzosen die Stadt, nachdem sich die Brandenburger nach Bielefeld und Minden zurückgezogen hatten. Über die verschiedenen Besetzungen und Katastrophen hinweg verschlechterte sich die finanzielle Situation in Lippstadt bis zum Ende des 17. Jahrhunderts drastisch und die Abgaben an die Landesherren in Lippe und in Brandenburg konnten nicht bezahlt werden. Das Interesse Brandenburg-Preußens an Lippstadt stieg jedoch, und es versuchte mehrfach, Lippstadt ganz für sich zu gewinnen. 1730 musterte der Soldatenkönig Friedrich Wilhelm I. die Stadt, zehn Jahre später König Friedrich II.
1757 zogen die französischen Truppen im Siebenjährigen Krieg gegen Hannover, welches mit Preußen verbündet war; Lippstadt lag inmitten des Durchmarschgebietes. Am 26. April des Jahres zogen die Franzosen mit 1300 Mann in Lippstadt ein, die Preußen hatten die Stadt bereits vorher verlassen. Im Anschluss an den Abzug der Franzosen 1758 kamen preußische Husaren in die Stadt, die im darauffolgenden Jahr wiederum von Franzosen eingekesselt wurden. 1761 fand in Vellinghausen bei Hamm die bedeutendste Schlacht der Region statt, bei der die Franzosen zurückgeschlagen werden konnten. Nach dem Frieden von Hubertusburg 1763 wurden die Festungswerke Lippstadts vollständig abgebrochen.
Da Preußen nach dem Frieden von Tilsit im Jahre 1807 alle Besitzungen westlich der Elbe abtreten musste, gelangte Lippstadt nun unter französisch-lippische Herrschaft. Am 8. August 1808 wurde der Rat der Stadt auf Napoleon vereidigt. Die französische Regierung sprach der seit 250 Jahren ohne Kirche existierenden katholischen Gemeinde 1807 die Nikolaikirche als Gotteshaus zu und setzte den Pfarrer Jodocus Denker als Seelsorger ein. Die unmittelbare französische Besetzung endete bereits 1808; die Stadt stand aber als Teil des Großherzogtums Berg weiter unter direktem Einfluss Napoleons. Erst die Erfolge der verbündeten Russen und Preußen vertrieben die französisch-bergische Verwaltung und der Wiener Kongress beließ es bei dem preußisch-lippischen Kondominium.
Die Barrikadenkämpfe der Revolution 1848 führten am 12. März auch in Lippstadt zu Unruhen, die jedoch aufgrund der ruhigen und besonnenen Reaktion des Stadtmagistrats nicht eskalierten. Im gleichen Jahr erschien die erste eigene Lippstädter Tageszeitung „Der Patriot“. Am 17. Mai 1850 verzichtete Lippe in einem Vertrag mit Preußen gegen eine Entschädigung auf die Herrschaft in Lippstadt, das dadurch preußisch wurde. Die heutigen Ortsteile Lipperode und Cappel blieben jedoch auch nach dem Ende des Kondominiums beim Fürstentum Lippe.

#### Industrialisierung und Wirtschaftsentwicklung seit Beginn des 18. Jahrhunderts
Ab etwa 1820 wuchs im Zuge der Industrialisierung die Einwohnerzahl der Stadt rapide an, die ansonsten seit dem Höhepunkt im 13. Jahrhundert relativ konstant bei 3000 Einwohnern geblieben war. 1850 lebten bereits 5000 Bürger in der Stadt Lippstadt, 1865 waren es 7000 und im Jahr 1902 bereits 13.000. Durch diesen Zuwachs war die Grundlage für die Ansiedlung von Industrie und den Ausbau der Verkehrswege gelegt. So wurde ab 1819 die Lippe-Schifffahrt bis nach Lippstadt ausgedehnt und eine Hafenanlage sowie 1830 auch ein Schifffahrtskanal angelegt. Aufgrund der Konkurrenz mit der Bahn wurde die Schifffahrt jedoch bald wieder aufgegeben, 1868 kamen nur noch vier Lastschiffe nach Lippstadt und 1870 wurde die Schifffahrt oberhalb Hamms gänzlich eingestellt.
Die erste Eisenbahnverbindung bekam Lippstadt 1850 mit der durch die Westfälische Eisenbahn erbauten Bahnstrecke Hamm–Warburg; weitere Anbindungen erfolgten 1883 nach Warstein, 1887 nach Rheda und Münster sowie 1898 nach Beckum. Lippstadt wurde so zu einem Eisenbahnstern und baute neben dem Hauptbahnhof 1898 den Nordbahnhof. Die erste wichtige Straße stellte 1823 die Strecke Erwitte–Lippstadt–Wiedenbrück dar, die als Teilstück der Strecke Koblenz–Minden entstand, die heutige Bundesstraße 55. 1878 wurde die Cappeler Chaussee (heute Beckumer Straße) ausgebaut. Diese beiden Straßen stellten bis in die 1880er Jahre die einzigen befestigten Straßen dar, die Lippstadt mit dem Umland verbanden.
Um 1860 siedelte sich in Lippstadt das erste größere eisenverarbeitende Werk an, welches später in die „Westfälische Union“ überging. Bis 1900 entwickelte es sich so gut, dass es bereits 800 Arbeiter beschäftigte und Drahtwaren bis Japan exportierte. Bedingt durch dieses Werk entstand im Süden der Stadt ein großes Wohnviertel gemeinsam mit der Josefskirche. 1902 wurde der Grundstein für einen weiteren Großbetrieb, die „Königlich Preußische Artilleriewerkstatt“ an der Beckumer Straße gelegt, die 1905 mit 400 Arbeitern die Produktion aufnahm. 1912 entwickelte sich aus einer mittelgroßen Laternenfabrik Sally Windmüllers die Westfälische Metallindustrie, die an die Lüningstraße umzog.
Ende des 19. und Anfang des 20. Jahrhunderts wurden eine Reihe kleiner und mittelgroßer Gewerbebetriebe gegründet. Etliche davon entwickelten sich zu regional relevanten Großbetrieben, darunter die Lippstädter Brauereien Weißenburg, Nies und Tannenberg. Der aufkommende Reichtum der Bürgerschaft zeigte sich auch im Bau neuer Villen der Gründerzeit, wie sie heute noch vor allem in der Langen Straße und der Cappelstraße sowie in verschiedenen vorgelagerten Vierteln zu finden sind.
Vom 3. bis zum 12. Oktober 1908 wurde in Lippstadt eine „Volkstümliche Kolonialausstellung“ gezeigt, organisiert von der Abteilung Lippstadt der Deutschen Kolonialgesellschaft.
Ab den 1950er Jahren kam es in Lippstadt zu einem steilen Wirtschaftswachstum, vor allem durch die Entwicklung der Automobilindustrie. Die Westfälische Metall-Industrie war bereits um 1900 eines der bedeutsamsten Wirtschaftsunternehmen Lippstadts und dominierte später als Zulieferbetrieb für Fahrzeugbeleuchtung und -elektrik die Lippstädter Industrie. Die Beschäftigungszahlen des heute als Hella GmbH & Co. KGaA bekannten Unternehmens stiegen von den etwa 1.000 Beschäftigten zur Zeit der Währungsreform von 1948 auf rund 6.000 (Stand 31. Mai 2009) in Lippstadt, auf über 10.000 in Deutschland und weltweit auf rund 39.000. Heute ist die Firma eines der international führenden Unternehmen im Bereich Fahrzeugelektronik und -beleuchtung sowie beim Autotuning. 2021 wurde Hella von der FORVIA-Gruppe, dem weltweit siebtgrößten Zulieferer von Automobiltechnologien, übernommen.
2004 entstand die Hella Behr Plastic Omnium (HBPO) als Joint Venture von Hella, Behr und Plastic Omnium. HBPO ist ein Hersteller von Fahrzeugfronten (Frontend-Modulen). Es ist nach eigenen Angaben weltweit einziger Systemintegrator auf diesem Gebiet. HBPO beschäftigt weltweit über 2.000 Mitarbeiter, die in 24 reihenfolgesynchronen Fertigungsstätten in Europa, Nordamerika und Asien über 5,4 Millionen Fahrzeugfronten pro Jahr montieren. Seit Mitte 2022 befindet sich HBPO zu 100 % im Besitz der Plastic Omnium, eines börsennotierten französischen Automobilzulieferers.
Daneben etablierten sich viele mittelständische Betriebe unterschiedlicher Branchen. Die Goodrich Lighting Systems GmbH & Co. KG, eine Tochter von Collins Aerospace, entstand aus der ehemaligen Hella Aerospace GmbH und stellt mit rund 450 Mitarbeitern Beleuchtungssysteme für Luftfahrzeuge her. Die Industrie- und Gewerbebetriebe Lippstadts konzentrieren sich vor allem auf die Randbereiche der Kernstadt: „Am Wasserturm“, „Am Mondschein“, „Roßfeld“, „Lippstadt-Nord“.

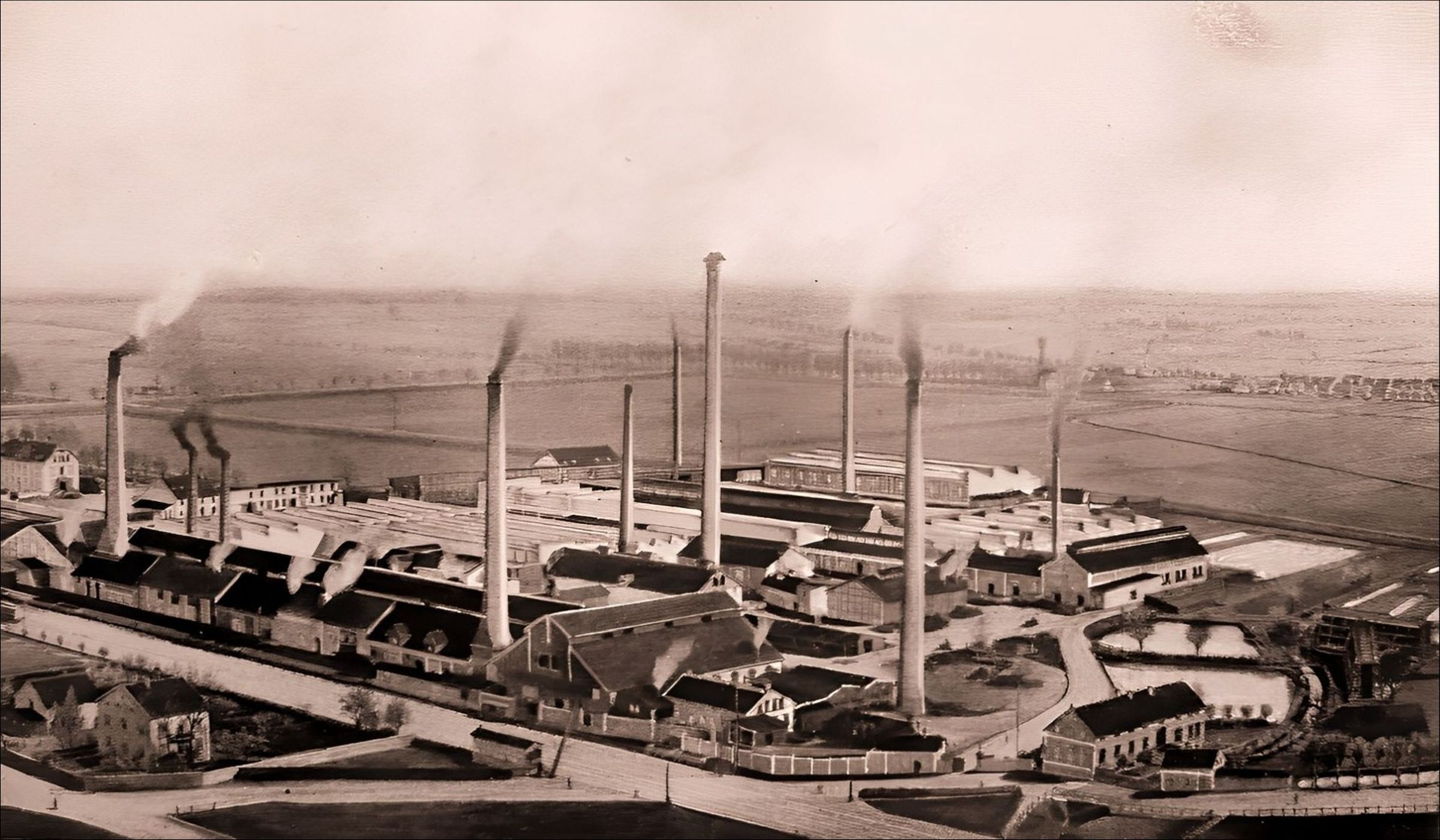
Drahtfabrik Westfälische Union vor 1900.
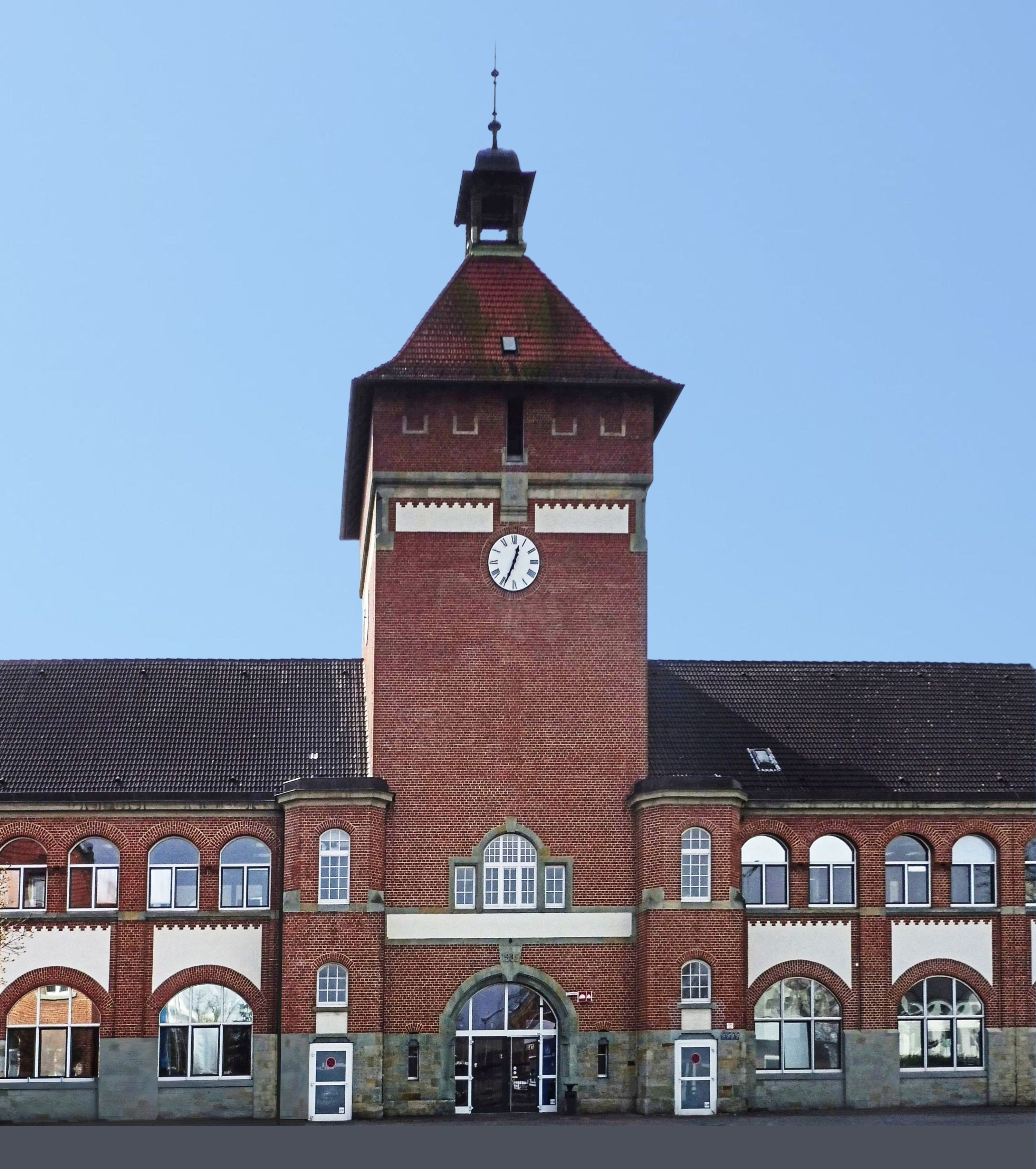
Thyssenkrupp Rothe Erde, Werk Lippstadt
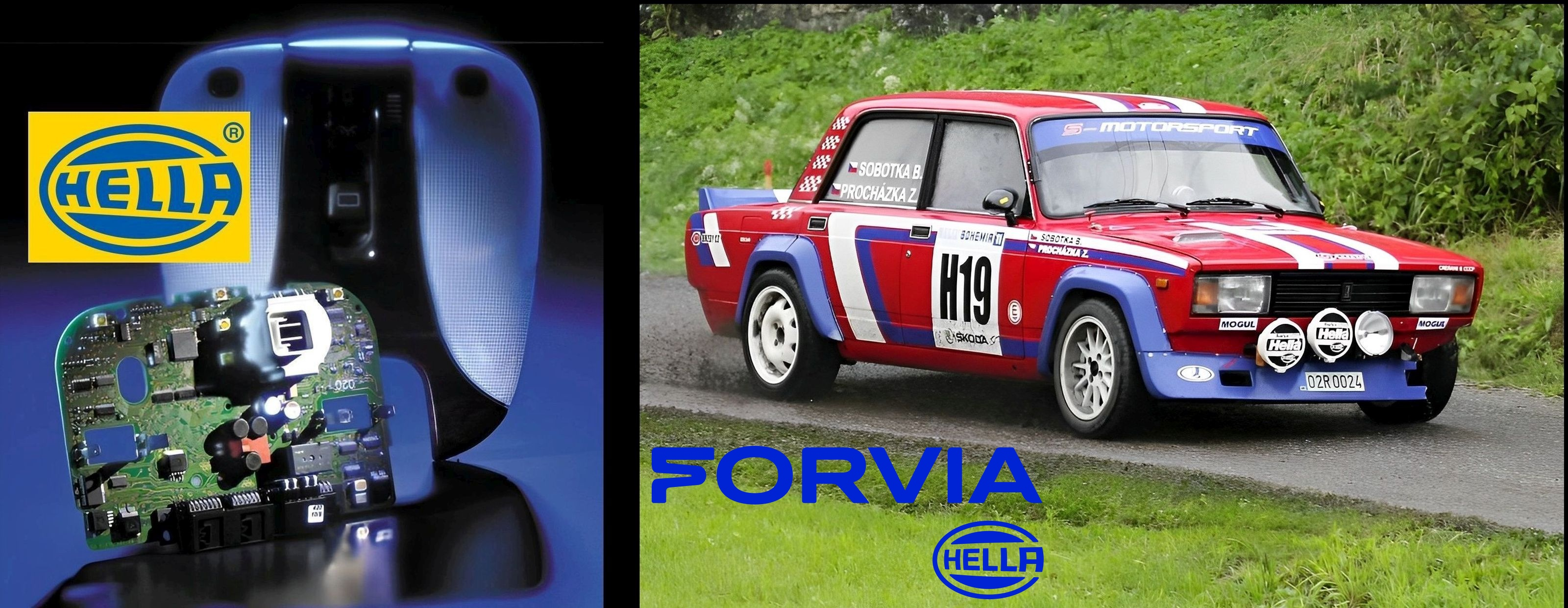
Hella, Modul und Rally car, altes und neues Logo
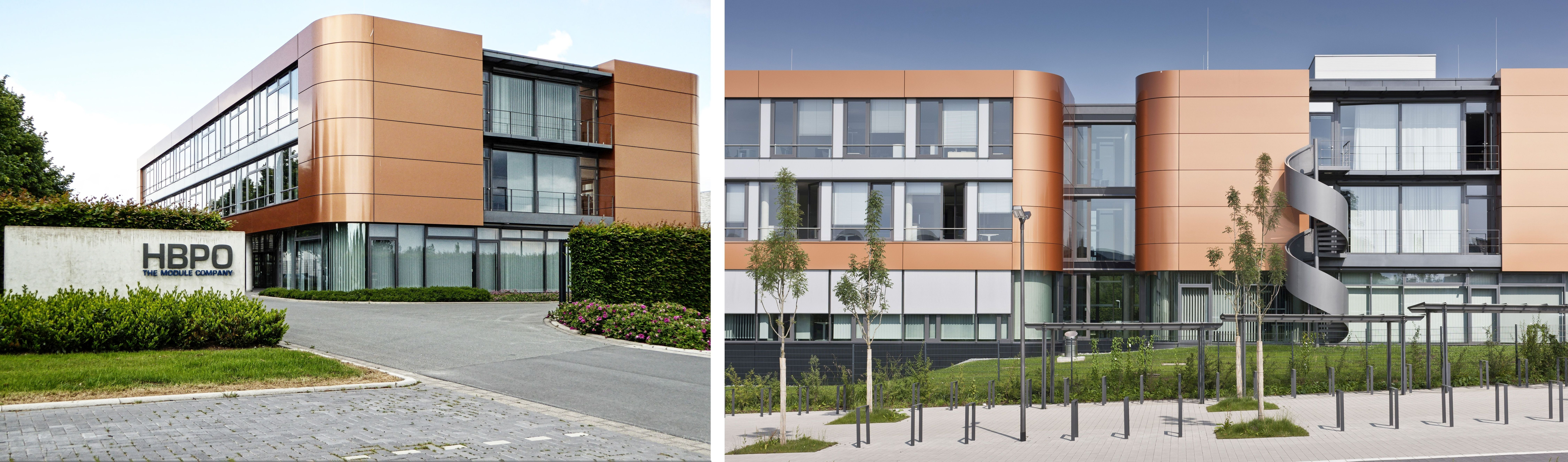
Firmenzentrale HBPO

#### Sonstige Entwicklungen und Ereignisse von 1918 bis 1974
Nach dem Ersten Weltkrieg und der am 9. November 1918 erfolgten Ausrufung der Republik wurde wie vielerorts auch in Lippstadt ein Arbeiter- und Soldatenrat gegründet, für die Entwicklung und das Leben der Stadt änderte sich jedoch nicht viel. Versorgungsengpässe der 1920er Jahre führten zu sozialen Ungerechtigkeiten, und durch die Wirtschaftskrise und die Inflation 1923 verschärften sich die sozialen Probleme wie in ganz Deutschland.
Mit der Einführung des Frauenwahlrechts in Deutschland im November 1918 wurden von den Lippstädter Parteien zur Wahl der Stadtverordnetenversammlung am 2. März 1919 insgesamt elf Kandidatinnen aufgestellt. Fünf davon waren auf der Liste der DDP zu finden; gewählt wurde lediglich Helene Venema als Kandidatin für das Zentrum. Die Gründe ihres Ausscheidens 1920 sind nicht bekannt; bereits 1923 rückte mit Pauline Schmidt für die SPD erneut eine Frau in die Stadtverordnetenversammlung, nach Ausscheiden eines Abgeordneten, ein.
Im Winter 1923/24 wurde die erste größere Notküche in der Wilhelmschule eingerichtet, die Wohnungsnot sowie die Arbeitslosigkeit verschärften die Situation jedoch weiter. 1929 gründete sich in Lippstadt eine Ortsgruppe der NSDAP. Die Bevölkerung Lippstadts wählte bis 1933 vorwiegend die etablierte Zentrumspartei, nur im heutigen Lippstädter Stadtteil Lipperode, der damals zum Freistaat Lippe gehörte, entschied sich bereits bei den letzten Wahlen vor der „Machtergreifung“ die Mehrheit der Wähler für Hitler.
Bedingt durch die Nähe zum psychiatrischen Krankenhaus in Eickelborn und zum Provinzialarbeitshaus Benninghausen, das bereits 1933 für kurze Zeit als Konzentrationslager diente und in dem später zeitweise lungenkranke Jugendliche aus dem KZ Moringen untergebracht waren, wurde Lippstadt in den folgenden Jahren zum Ort medizinischer Verbrechen. Im evangelischen Krankenhaus der Stadt fanden in der Zeit des Nationalsozialismus zahlreiche Zwangssterilisationen statt; die Zustände in den Anstalten gipfelten in körperlichen Misshandlungen sowie in umfangreichen Euthanasieprogrammen.
Lippstadt wurde im Zuge der Militarisierung Deutschlands auch wieder Garnisonsstadt: Im Süden der Stadt wurde die sogenannte „Flak-Kaserne“, im Norden der Fliegerhorst Lipperbruch aufgebaut. 1937 gehörten die Lippstädter Eisen- und Metallwerke zu den ersten vier Nationalsozialistischen Musterbetrieben im Gau Westfalen-Süd.

Gedenktafel für das Außenkommando Lippstadt des KZ Buchenwald 1944–45 in der Graf-Adolf-Straße

Am 9. November 1938 kam es in Lippstadt wie in ganz Deutschland zu organisierten Ausschreitungen gegen jüdische Bürger und deren Besitz (siehe: Novemberpogrome 1938). Dabei wurde auch die Synagoge bis auf die Außenmauern vernichtet. 1942 wurden alle verbliebenen Mitglieder der jüdischen Gemeinde deportiert. Ein Großteil von ihnen wurde von den Nationalsozialisten in der Shoa ermordet.
Mit dem Beginn des Zweiten Weltkriegs änderte sich auch die industrielle Ausrichtung Lippstadts. Im Vordergrund stand nun die Rüstungsproduktion, bei der auch Zwangsarbeiter – u. a. in zwei örtlichen Außenlagern des Konzentrationslagers Buchenwald, Lippstadt I („Lippstädter Eisen- und Metallwerke“) und Lippstadt II („Westfälische Metallindustrie“, heute Forvia Hella) – eingesetzt wurden.
Wie überall in Deutschland wurde in Lippstadt ein Großteil der einheimischen Männer zum Militärdienst eingezogen. Vom Bombenkrieg der letzten Kriegsjahre blieb die Stadt bis auf kleinere Attacken verschont, der Fliegerhorst in Lipperbruch wurde mehrfach angegriffen und weitgehend zerstört. Kurz vor dem Einmarsch der US-amerikanische Truppen wurden am Karfreitag sechs Arbeiter und sieben französische Zwangsarbeiter ermordet. Am 1. April 1945 marschierten die Truppen in Lippstadt ein und schlossen damit den Ruhrkessel. Die Stadt wurde nahezu ohne Widerstand und unversehrt übergeben. Am selben Tag kam es in Kaunitz zur Befreiung von über 700 jüdischen Zwangsarbeiterinnen, die wenige Tage zuvor aus Lippstadt auf einen Todesmarsch ins KZ Bergen-Belsen geschickt worden waren.
Die Verwaltung Lippstadts erfolgte danach erst durch die amerikanischen, später durch britische Besatzungstruppen. Nach dem Zweiten Weltkrieg gehörte die Stadt zur Britischen Besatzungszone. Die Militärverwaltung richtete ein DP-Lager ein zur Unterbringung so genannter Displaced Persons (DP). Die meisten stammten aus der Sowjetunion, Polen und Ungarn.
Erstmals politisch teilhaben konnten die Bürger ab dem 15. September 1946 bei einer „Urwahl“ mit politisch unbelasteten Bürgern. Die zu diesem Zeitpunkt etwa 3.000 in Lippstadt lebenden Vertriebenen waren bei dieser Wahl jedoch ausgeschlossen. 1948 wurde der Polsterermeister und SPD-Politiker Jakob Koenen der erste Nachkriegsbürgermeister der Stadt und er blieb es bis zu seinem Tod 1974. Eine Straße im Norden der Innenstadt wurde nach ihm benannt wie auch das alte, 2011 abgerissene Hallenbad Lippstadts, das Jakob-Koenen-Bad.
Am 16./17. Juli 1965 wurde Lippstadt von einem katastrophalen Hochwasser, der sogenannten Heinrichsflut, heimgesucht, wovon weite Teile der Kernstadt und einige Vororte betroffen waren. Besonders schwere Schäden entstanden in den Erdgeschossen einiger Wohnhäuser im Bereich der Soeststraße, die meterhoch überflutet wurden. Nach diesem Hochwasser wurden zahlreiche Rückstauflächen erstellt und umfangreiche Baumaßnahmen am Lauf und den Brücken der Lippe unternommen, wodurch die Wassermenge, die durch die Stadt fließen kann, fast vervierfacht wurde. Der Erfolg der Maßnahmen zeigte sich im August 2007, als eine größere Wassermenge als 42 Jahre zuvor durch die Stadt strömte, dort aber keinen Schaden anrichtete.

#### Eingemeindungen 1975
Am 1. Januar 1975 wurden durch § 45 Münster/Hamm-Gesetz die Gemeinden Benninghausen, Bökenförde, Cappel, Dedinghausen, Eickelborn, Esbeck, Garfeln, Hellinghausen, Herringhausen, Hörste, Lipperode, Lohe, Overhagen, Rebbeke und Rixbeck sowie Teile der Gemeinden Liesborn (Bad Waldliesborn) und Ermsinghausen (Gut Schwarzenraben) nach Lippstadt eingemeindet. Dadurch wurde die Fläche Lippstadts von ehemals 29,82 km² auf 113,3 km² erweitert. Zugleich wurde der alte Kreis Lippstadt dem neu gebildeten Kreis Soest zugeschlagen, dessen größte Stadt Lippstadt heute ist. Die Wahl der Kreisstadt war von großen Differenzen begleitet und fiel schließlich auf Soest, da dieses zentraler im neuen Kreisgebiet lag.

#### Einwohnerentwicklung

Einwohnerentwicklung nach Gebietsständen von 1819 bis 2017 gemäß untenstehenden Tabellen

Im Mittelalter und der frühen Neuzeit stieg die Bevölkerungszahl Lippstadts nicht über 3.000. Sie ging durch die zahlreichen Kriege, Seuchen und Hungersnöte immer wieder zurück. Durch den Beginn der Industrialisierung im 19. Jahrhundert beschleunigte sich das Bevölkerungswachstum. Lebten 1819 erst 3.115 Menschen in der Stadt, so waren es 1900 bereits 12.533. Auch danach stieg die Bevölkerungszahl weiter. 1950 hatte die Stadt 31.462 Einwohner.
Die Eingemeindung zahlreicher Orte in der Umgebung am 1. Januar 1975 brachte einen Zuwachs von 22.288 Personen auf 63.983 Einwohner. 
Die folgende Übersicht zeigt die Einwohnerzahlen nach dem jeweiligen Gebietsstand. Dabei handelt es sich um Volkszählungsergebnisse (¹) oder amtliche Fortschreibungen des Statistischen Landesamtes. Die Angaben beziehen sich ab 1871 auf die „Ortsanwesende Bevölkerung“, ab 1925 auf die Wohnbevölkerung und seit 1987 auf die „Bevölkerung am Ort der Hauptwohnung“. Vor 1871 wurde die Einwohnerzahl nach uneinheitlichen Erhebungsverfahren ermittelt.
In Lippstadt leben überdurchschnittlich viele Menschen italienischer und griechischer Staatsangehörigkeit. So gibt es eine Italienische Katholische Mission und eine Zweigstelle des Italienischen Konsulates Dortmund in der Stadt.

##### Lippstadt nach dem damaligen Gebietsstand
| Jahr               | Einwohner |
| ------------------ | --------- |
| 1819 ²             | 03.115    |
| 1. Dezember 1840 ¹ | 03.982    |
| 3. Dezember 1855 ¹ | 05.443    |
| 3. Dezember 1858 ¹ | 05.763    |
| 1. Dezember 1871 ¹ | 07.728    |
| 1. Dezember 1875 ¹ | 08.100    |
| 1. Dezember 1880 ¹ | 09.300    |
| 1. Dezember 1885 ¹ | 11.504    |
| 1. Dezember 1890 ¹ | 10.406    |

| Jahr               | Einwohner |
| ------------------ | --------- |
| 2. Dezember 1895 ¹ | 11.118    |
| 1. Dezember 1900 ¹ | 12.533    |
| 1. Dezember 1905 ¹ | 15.436    |
| 1. Dezember 1910 ¹ | 16.360    |
| 1. Dezember 1916 ¹ | 16.486    |
| 5. Dezember 1917 ¹ | 17.601    |
| 8. Oktober 1919 ¹  | 17.920    |
| 16. Juni 1925 ¹    | 18.455    |
| 16. Juni 1933 ¹    | 19.471    |

| Jahr                 | Einwohner |
| -------------------- | --------- |
| 17. Mai 1939 ¹       | 23.418    |
| 31. Dezember 1945 ²  | 26.404    |
| 29. Oktober 1946 ¹   | 28.377    |
| 13. September 1950 ¹ | 31.462    |
| 25. September 1956 ¹ | 34.414    |
| 6. Juni 1961 ¹       | 37.502    |
| 31. Dezember 1965 ²  | 40.518    |
| 27. Mai 1970 ¹       | 41.588    |
| 30. Juni 1974 ²      | 42.262    |

¹ Volkszählungsergebnis

##### Lippstadt nach dem heutigen Gebietsstand
| Jahr                | Einwohner |
| ------------------- | --------- |
| 6. Juni 1961 ¹      | 53.916    |
| 27. Mai 1970 ¹      | 61.878    |
| 30. Juni 1974 ²     | 64.418    |
| 31. Dezember 1975 ² | 63.040    |
| 31. Dezember 1980 ² | 61.927    |
| 31. Dezember 1985 ² | 60.032    |
| 25. Mai 1987 ¹      | 60.102    |

| Jahr              | Einwohner |
| ----------------- | --------- |
| 31. Dezember 1990 | 62.345    |
| 31. Dezember 1995 | 66.636    |
| 31. Dezember 2000 | 66.933    |
| 31. Dezember 2005 | 67.446    |
| 31. Dezember 2006 | 67.109    |
| 31. Dezember 2007 | 66.971    |
| 31. Dezember 2008 | 66.924    |

| Jahr              | Einwohner |
| ----------------- | --------- |
| 31. Dezember 2009 | 66.948    |
| 31. Dezember 2010 | 66.976    |
| 31. Dezember 2011 | 66.936    |
| 31. Dezember 2012 | 66.100    |
| 31. Dezember 2013 | 66.312    |
| 31. Dezember 2017 | 67.936    |
| 31. Dezember 2018 | 67.901    |

¹ Volkszählungsergebnis
Quelle: ab 1990 Landesbetrieb Information und Technik Nordrhein-Westfalen

#### Konfessionsstatistik
Laut der Volkszählung 2011 waren im Jahr 2011 52,6 % römisch-katholisch, 23,4 % der Einwohner evangelisch und 24,1 % waren konfessionslos, gehörten einer anderen Glaubensgemeinschaft an oder machten keine Angabe. Der Anteil der Protestanten und Katholiken an der Gesamtbevölkerung ist seitdem gesunken. Im Dezember 2024 waren von den Einwohnern 40,1 % katholisch, 17,7 % evangelisch und 41,2 % waren konfessionslos oder gehörten einer anderen Glaubensgemeinschaft an.

## Politik und Administration

### Stadtrat
Die Kommunalwahlen seit 2009 ergaben folgende Verteilung der Sitze und Stimmenanteile:
| Partei / Gruppierung                          | Sitze | Sitze | Sitze  | Stimmenanteil | Stimmenanteil | Stimmenanteil |
| --------------------------------------------- | ----- | ----- | ------ | ------------- | ------------- | ------------- |
| Partei / Gruppierung                          | 2020  | 2014  | 020090 | 2020          | 2014          | 2009          |
| Christlich Demokratische Union (CDU)          | 22    | 19    | 19     | 35,6 %        | 38,4 %        | 37,1 %        |
| Sozialdemokratische Partei Deutschlands (SPD) | 16    | 17    | 14     | 26,4 %        | 33,1 %        | 28,5 %        |
| Bündnis 90/Die Grünen                         | 10    | 04    | 04     | 15,3 %        | 07,7 %        | 08,9 %        |
| Freie Demokratische Partei (FDP)              | 04    | 02    | 06     | 05,8 %        | 04,9 %        | 11,5 %        |
| Die Linke                                     | 02    | 02    | 02     | 03,7 %        | 04,8 %        | 03,6 %        |
| Bürgergemeinschaft Lippstadt (BG)             | 04    | 03    | 05     | 05,7 %        | 05,8 %        |               |
| Christdemokraten Lippstadt (CDL)*             | 01    | 03    | 04     | 02,3 %        | 05,2 %        |               |
| Alternative für Deutschland (AfD)             | 03    |       |        | 05,3 %        |               |               |
| Gesamt                                        | 62    | 50    | 50     |               |               |               |

* Abspaltung von der CDU nach der Kommunalwahl 2009

### Bürgermeister
Seit November 2020 ist Arne Moritz (CDU) als Nachfolger von Christof Sommer Bürgermeister. Die Stadtteile Lippstadts haben eigene Ortsvorsteher, die als Ansprechpartner dienen.

### Wappen, Banner und Flagge

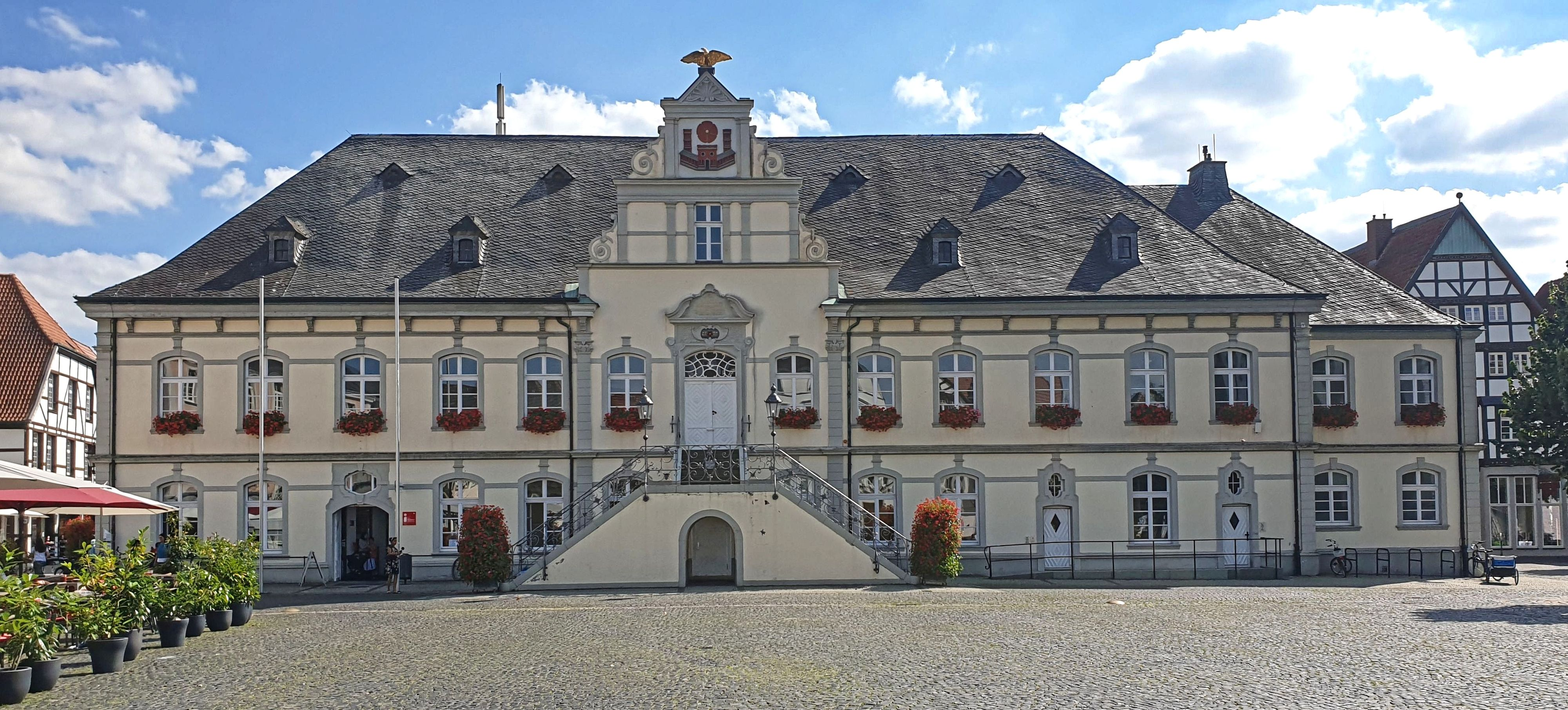
Rathaus

Wappen der Stadt
Banner laut Hauptsatzung
Banner laut Website der Stadt
Flagge laut Website der Stadt
Banner nach Veddeler
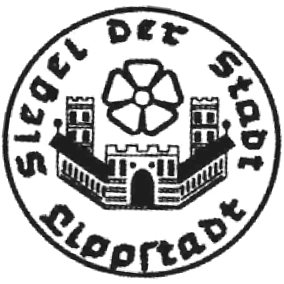
Siegel der Stadt

Lippische Rose

Der Stadt Lippstadt ist am 10. Juni 1938 das Recht zur Führung des dargestellten Stadtwappens verliehen worden.
Die amtliche Wappenbeschreibung lautet:
„Das Wappen zeigt in Silber einen rotgezinnten Mittelturm mit geöffnetem Tor, anschließend beiderseits einen bedachten Wehrgang mit zwei kleineren gezinnten Seitentürmen, dazwischen eine rote fünfblättrige Rose.“
Dieses Wappen wird seit der oben genannten Verleihung von der Stadt Lippstadt geführt. Die Rose ist als Lippische Rose bekannt und entstammt dem Familienwappen der „Edelherren zur Lippe“.
Laut Hauptsatzung der Stadt Lippstadt wird folgendes Banner geführt: „Die Flagge (Banner) hat die Farben rot-weiß und trägt in der oberen Hälfte das Wappenbild.“
Die Website der Stadt zeigt aber das Banner und die Flagge wie folgend beschrieben: „Das Banner ist weiß-rot im Verhältnis 1:2 gespalten; oberhalb der Mitte im roten Streifen das Wappen, auf dem weißen Streifen nach unten versetzt der vertikale Schriftzug ‚LIPPSTADT‘.“ „Die Flagge ist weiß-rot im Verhältnis 1:2 geteilt; auf dem weißen Streifen der Schriftzug ‚LIPPSTADT‘, in der Mitte des roten Streifens das Wappen.“
Nach Peter Veddeler führt die Stadt folgendes Banner: „Das Banner ist rot-weiß gespalten; im weißen Bannerhaupt das Wappen der Stadt darunter in Frakturschrift ‚Lippstadt‘.“
Laut Hauptsatzung führt die Stadt ein wie folgt beschriebenes Siegel: „Das Dienstsiegel enthält das in Abs. 2 beschriebene Wappen und die Umschrift ‚Siegel der Stadt Lippstadt‘.“ Tatsächlich wird aber nur der Inhalt des Wappens gezeigt.

### Städtepartnerschaften und Patenschaft
Seit dem 22. Oktober 1971 ist die niederländische Gemeinde Uden, seit dem Jahr 2022 zur Gemeinde Maashorst gehörend, die Partnerstadt von Lippstadt. Sie liegt in der Region Nord-Brabant zwischen Eindhoven, Nimwegen und ’s-Hertogenbosch. In der Ratssitzung am 12. Dezember 2022 hat die Stadt Lippstadt beschlossen, eine Solidaritätspartnerschaft mit der westukrainischen Stadt Kalusch einzugehen.
Seit 1955 hat Lippstadt eine Patenschaft über die Heimatgruppe Bielitz-Biala übernommen.

## Kultur und Sehenswürdigkeiten
Lippstadt hat rund 750 km Wasserläufe (den Fluss Lippe, Kanäle und Bäche), über die viele Brücken führen. Aus diesem Grund wird die Stadt auch das Venedig Westfalens genannt.

### Theater

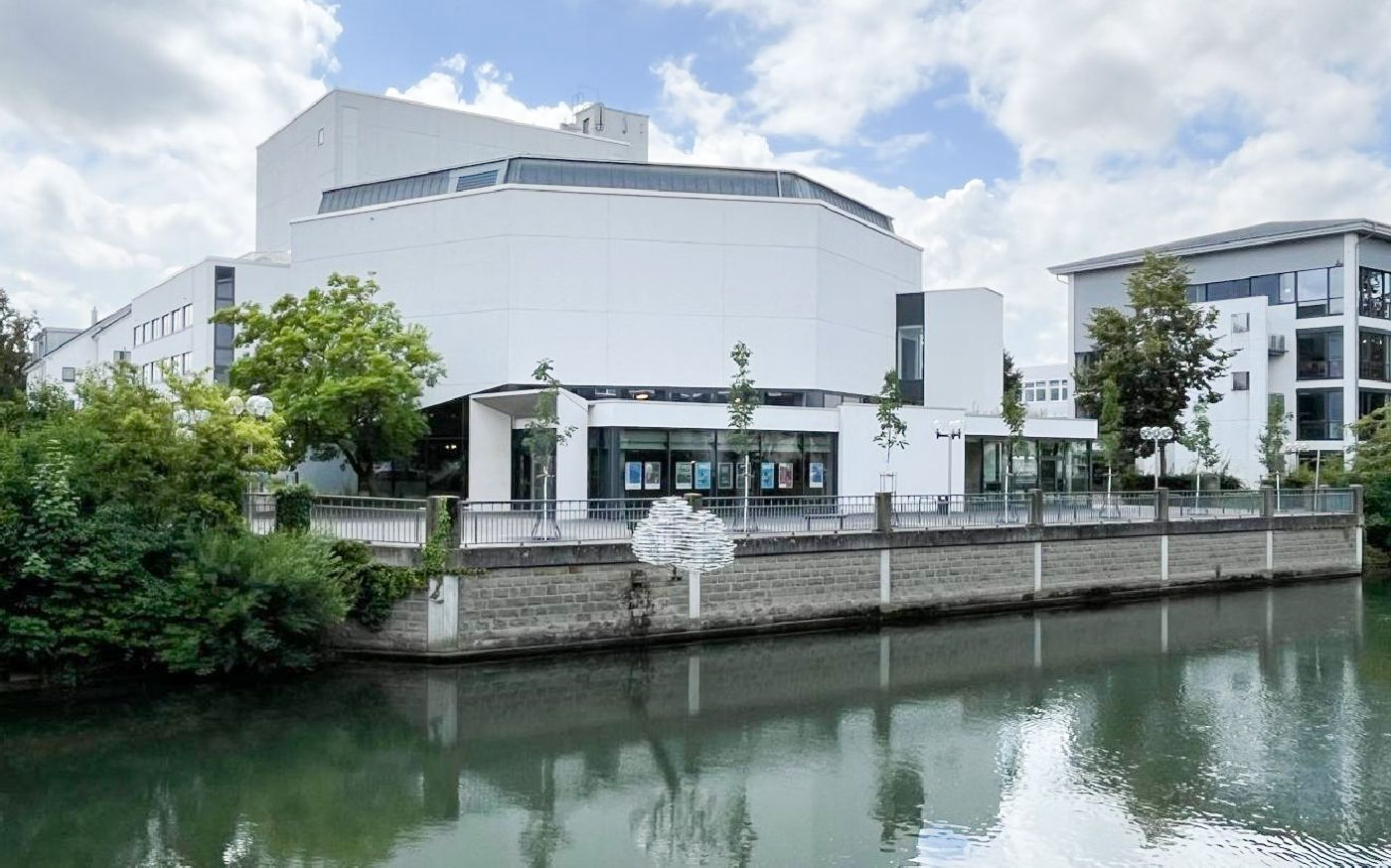
Stadttheater Lippstadt im Juni 2024

Die wichtigste kulturelle Einrichtung in Lippstadt ist das Stadttheater. Es wurde 1973 von Gerhard Graubner errichtet und hat 787 Sitzplätze. Die Studiobühne befindet sich rückseitig zur Hauptbühne und bietet zusätzliche 200 Sitzplätze. Das Angebot umfasst Opern, Operetten, Musicals, Sinfonie- und Kammerkonzerte, Sprech- und Tanztheater, Kleinkunst-, Comedy- und Kabarett-Abende sowie Kindertheater-Vorstellungen.
Das Stadttheater wurde von Mai 2018 bis zur Spielsaison 2020/21 wegen baulicher Maßnahmen geschlossen und die Aufführungen wurden auf andere Veranstaltungsorte verlegt. Am 27. Mai 2021 wurde die erste Veranstaltung im renovierten Stadttheater durchgeführt.
Seit 1994 hat sich die KWL Kultur und Werbung Lippstadt GmbH als Veranstalter szenischer Programme im Stadttheater entwickelt. Mit Unterstützung des Theaterprogrammbeirates werden die jährlichen Spielpläne und damit rund 60 Gastspiel-Veranstaltungen im Lippstädter Stadttheater geplant. Neben der KWL zählen u. a. der Städtische Musikverein e. V., die Conrad-Hansen-Musikschule, der Werner-Bohrer-Kreis sowie der Kulturring Lippstadt e. V. zu den Veranstaltern im Stadttheater.
Eine weitere Bühne befindet sich im Kurzentrum Bad Waldliesborn.

### Kino
In der Lippstädter Innenstadt gibt es zwei Kinokomplexe, das „Cinema+Studio“ an der Rathauspassage und das „Cineplex Lippstadt“ am Südertor. Das „Nordstern“ und das „Südtheater“ wurden gegen Ende der 1980er Jahre geschlossen. Das „New Apollo“ mit den Kinos „Camera“, „Apollo“ und „Gloria“ wurde Anfang 2005 geschlossen und danach zu einer Diskothek umgebaut.

### Musik
Eine Vielzahl musikalisch und künstlerisch tätiger Organisationen, darunter der städtische Musikverein, gestalten das kulturelle Leben.
Die städtische Conrad-Hansen-Musikschule ermöglicht gemäß dem Leitbild Musik ist Leben pur! seit 1967 die aktive Beschäftigung mit allen Formen der Musik. Der Unterricht findet in einem speziell hergerichteten denkmalgeschützten Gebäude im Wohnpark Süd statt. Durch Kooperationen mit Kindergärten, Schulen und freien Trägern ist die Einrichtung stark vernetzt. Konzerte und Musicalproduktionen gehören zum Kulturangebot der Stadt.
Die Lippstädter Musikszene war in den 1990er Jahren sehr ausgeprägt. Nahezu jede Musikrichtung war mit einer Band vertreten. Einige Gruppen und Künstler konnten sich überregional und teilweise deutschlandweit einen Namen machen. Seit 1955 ist der Jazzclub Lippstadt aktiv; regelmäßig finden an unterschiedlichen Orten Jazz-Konzerte statt. 
Der durch seine Kooperation mit dem Sänger Sasha berühmt gewordene Cosmo Klein machte seine ersten Schritte mit der Band „Unbelievable Scenes“. Die Band machte durch Alternative Rock auf sich aufmerksam und spielte 2001 als Vorband von Such a Surge. Die eher klassische Rockrichtung war durch die Band The Roots, die sich heute 30dayzMB. nennt, vertreten; sie feierte mit ihren Alben (First Harvest, Red Room, ThirtyDayzMoneyBack) und zahlreichen Liveauftritten große Erfolge. Katrin Wulff, die Background-Sängerin von „The Roots“, war abgesehen von eigenen Projekten auch in TV-Rollen zu sehen. Sie zählt zu den Künstlerinnen, die dem „Lippstadt-Lied“ ihre Stimme liehen. Komponist des Lippstadt-Liedes ist Reinhard Horn. Der durch seine Rolle bei „Gute Zeiten, schlechte Zeiten“ (GZSZ) bekannt gewordene Schauspieler Dominic Boer atmete in Lippstadt Bühnenluft. Seine Karriere begann ebenfalls in Lippstadt, mit einer Elvis-Presley-Coverband und einem selbst geschriebenen Elvis-Musical.
War es zu Beginn des neuen Jahrtausends um die Lippstädter Musikszene etwas ruhiger geworden, so gründeten sich in den letzten Jahren wieder viele neue Bands, was die Szene mit Veranstaltungen und Auftritten in lokalen Clubs wiederbelebte. Besonders engagiert ist der 1. Lippstädter Spassverein e. V., der mit seinen Veranstaltungen das subkulturelle Angebot der Stadt bereichert. In den Jahren 2009 und 2010 organisierte der Verein das Festival Rock am Güter, bei dem Künstler wie Cosmo Klein, Daniel Wirtz, Orange but Green oder Grossstadtgeflüster auftraten. Nachdem es im Jahr 2011 keine größere Veranstaltung gegeben hatte, fand im Juni 2012 das Hardbeat-Festival mit Auftritten von Bands wie Ill Niño oder Wohnraumhelden auf dem Freigelände am (ehemaligen) Freibad statt.

### Bauwerke
Lippstadt bietet eine Reihe von Sehenswürdigkeiten mit historischem Wert. Die folgende Liste zählt einige der wichtigsten auf:
- Große Marienkirche (erste Hälfte des 13. Jahrhunderts, spätgotischer Hallenchor, 1478–1506) am Marktplatz
- Ruine der frühgotischen Stiftskirche St. Marien (Stiftsruine)
- Katholische St.-Nicolai-Kirche
- Evangelische Sankt-Jakobi-Kirche
- Brüderkirche aus dem Jahr 1281
- Historisches Rathaus
- Stadtmuseum
- historischer Stadtkern
- In der Lippstädter Innenstadt blieben trotz zahlreicher Abbrüche eine Reihe älterer Wohnbauten erhalten. Früher dominierten giebelständige Fachwerk-Dielenhäuser, von denen die meisten nach dem Dreißigjährigen Krieg entstanden. Daneben finden sich nur wenige historische Massivbauten.
  - Fleischhauerstraße 16. Traufenbau, bezeichnet 1667, die Gefache sind mit verschwenderischen Ziegelmusterungen versehen.
  - Lange Straße 5. Verschiefertes Giebelhaus aus dem Jahre 1532, z. Zt. das älteste bekannte Haus der Stadt.
  - Lange Straße 12 (Gasthof Goldener Hahn). Zweigeschossiger Bau mit prächtigen Zierschnitzereien, bezeichnet 1566. Das Krüppelwalmdach stammt vmtl. aus dem 19. Jh.
  - Lange Straße 15 (Haus Epping). Massivbau mit Mansarddach und Freitreppe, 1790 von Clemens August von Vagedes errichtet.
  - Lange Straße 30 (ehem. Hotel Köppelmann). Langgestreckter Massivbau mit Mansarddach, der um 1721 als Sitz der Familie von Redberg erbaut wurde. Im Inneren finden sich reiche Wand- und Deckenstukkaturen. Das Erdgeschoss wurde im 20. Jahrhundert durch Ladeneinbauten verändert und mit Arkaden versehen. Die Arkaden wurden Anfang 2007 zurückgebaut.
  - Lange Straße 60. Das Giebelhaus mit Utlucht ist 1646 bezeichnet. Das Erdgeschoss wurde durch Schaufenstereinbauten erheblich verändert.
  - Marktstraße 24. Das Giebelhaus mit Deelentor (Dielentor, großes Eingangstor eines Dielenhauses) ist 1658 bezeichnet.
  - Poststraße 14. Dreigeschossiges Giebelhaus aus der 2. H. des 17. Jh.
  - Poststraße 16, bezeichnet 1659. Deelentor mit geschweiften Füllungen und Pilastern, um 1730.
  - Poststraße 22. 2. H. 17. Jh.
  - Poststraße 24. Der zweigeschossige Bau entstand 1574 als Metzgeramtshaus. Es ist das letzte der ehemals zehn vorhandenen Amtshäuser der Stadt. Im Saal weisen noch einige Fenster Wappenscheiben auf.
  - Rathausstraße 13 (Stadtmuseum). Verputzter Fachwerkbau des 17. Jahrhunderts, der im 18. Jh. umgebaut wurde. Im Obergeschoss blieben Rokokostuckdecken erhalten.
  - Rathausstraße 14. Giebelhaus mit reicher Schnitzerei an Schwellen und Füllhölzern, bez. 1658. Es wurde 1979 durchgreifend instand gesetzt; im hinteren Teil ein Saal mit ornamentierter und wappengeschmückter Balkendecke. Der Steinbau scheint nur eine geringe Bedeutung gespielt zu haben.
  - Lange Straße 69 (Haus Rose), einstmals Sitz des hessischen Stadtkommandanten. Das mehrfach veränderte Giebelhaus wurde 1633 errichtet.
  - Klusetor 1. Im Kern spätmittelalterlicher Bau, dessen Fachwerkobergeschoss 1535 dendrochronologisch datiert ist. Auf dem rückwärtigen Grundstück befindet sich ein quer zum Vorderhaus stehendes Steinwerk.
- Evangelische Stifts- und Filialkirche (12. Jh.) im Stadtteil Cappel
- Wasserschloss Overhagen und Wasserschloss Herringhausen (17./18. Jh.)
- Schloss Schwarzenraben in Bökenförde
- Ruine der Burg von Bernhard II. im Ortsteil Lipperode, in den Lippeauen
- Ehemalige Synagoge von 1852 in der David-Gans-Straße (1938 in Brand gesetzt und teilweise zerstört, heute anderweitige Nutzung)
- Jüdische Friedhöfe in Lippstadt

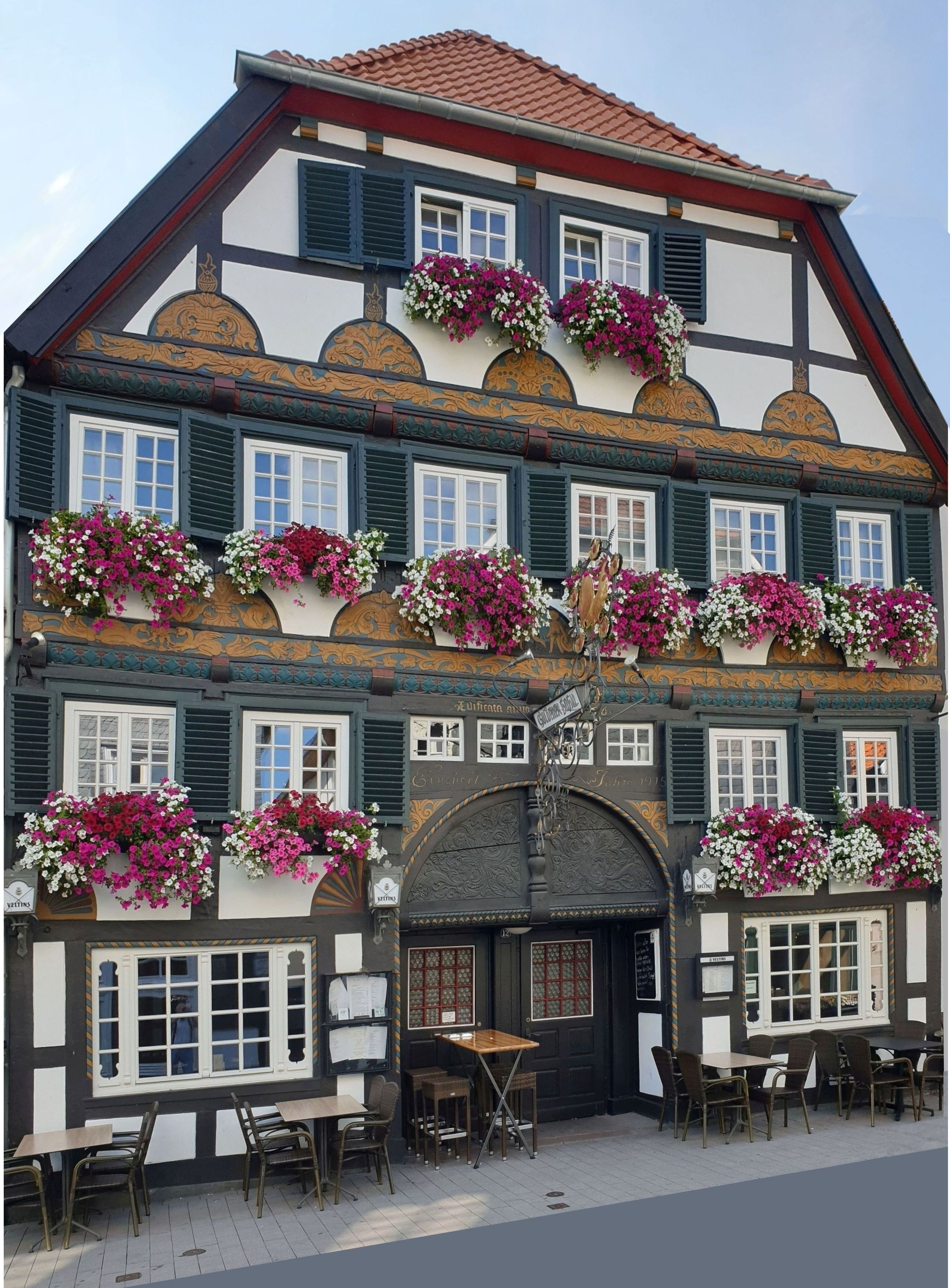
Goldener Hahn, eines der ältesten Häuser Lippstadts
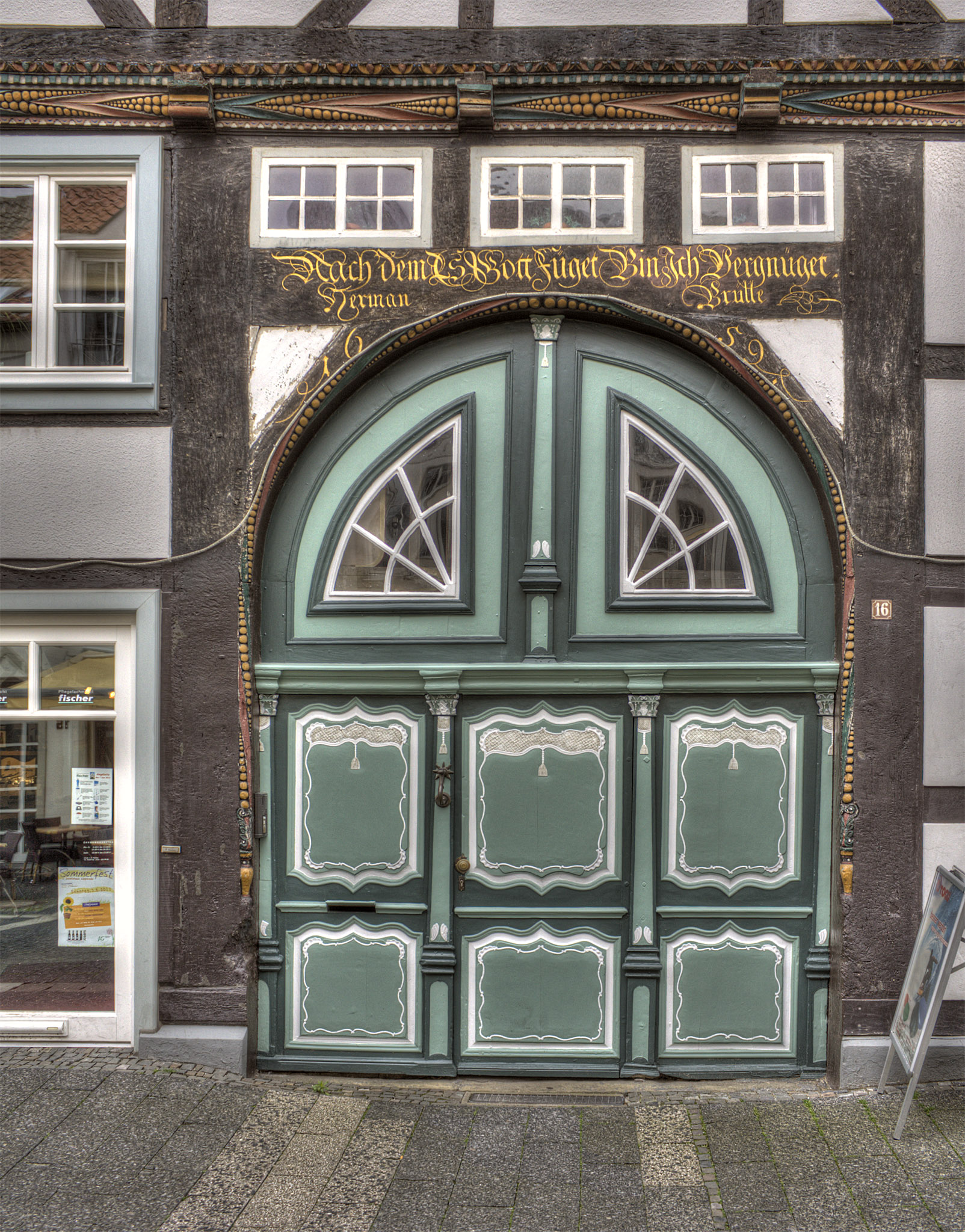
Poststraße 16
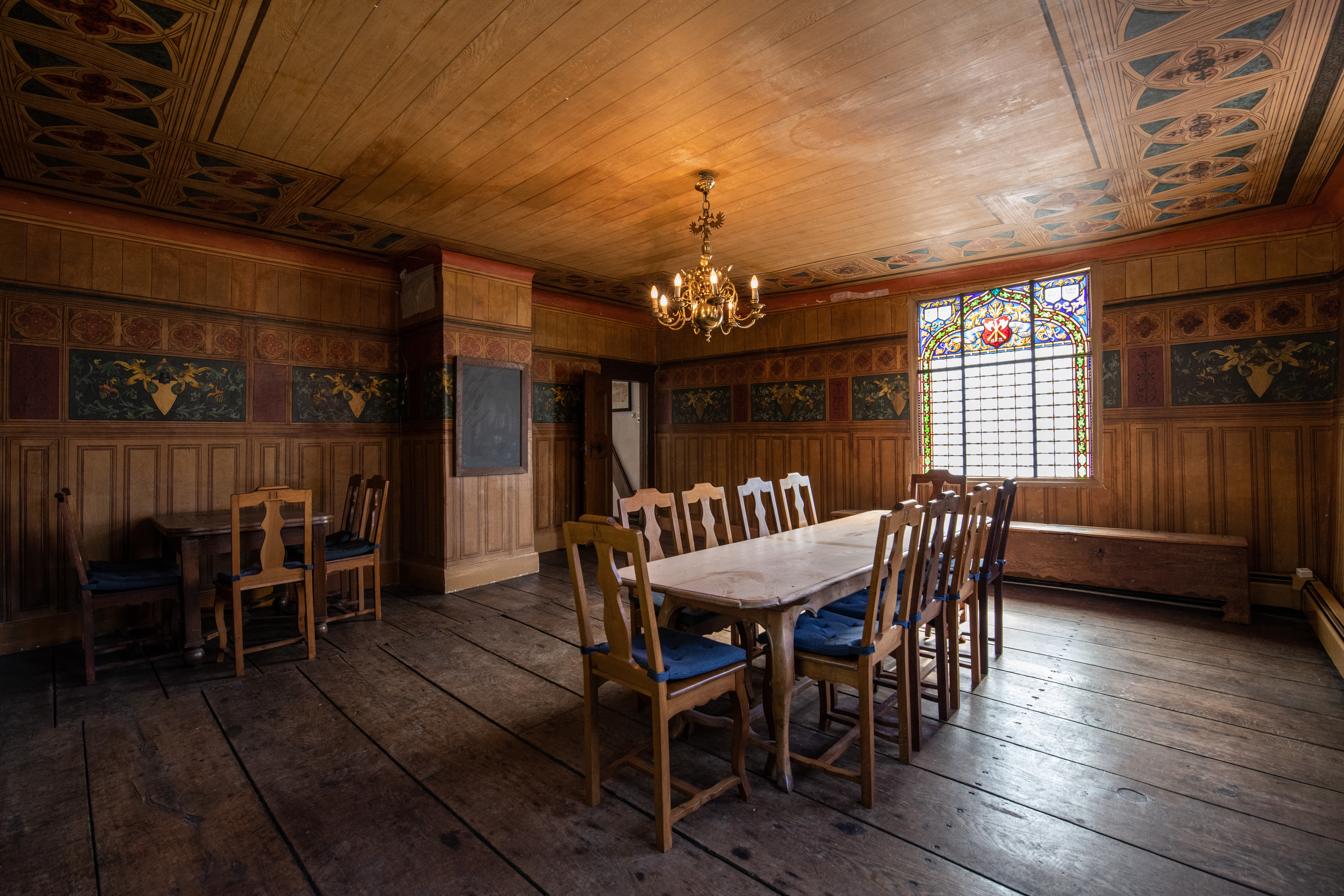
Amtsstube Metzgeramtshaus
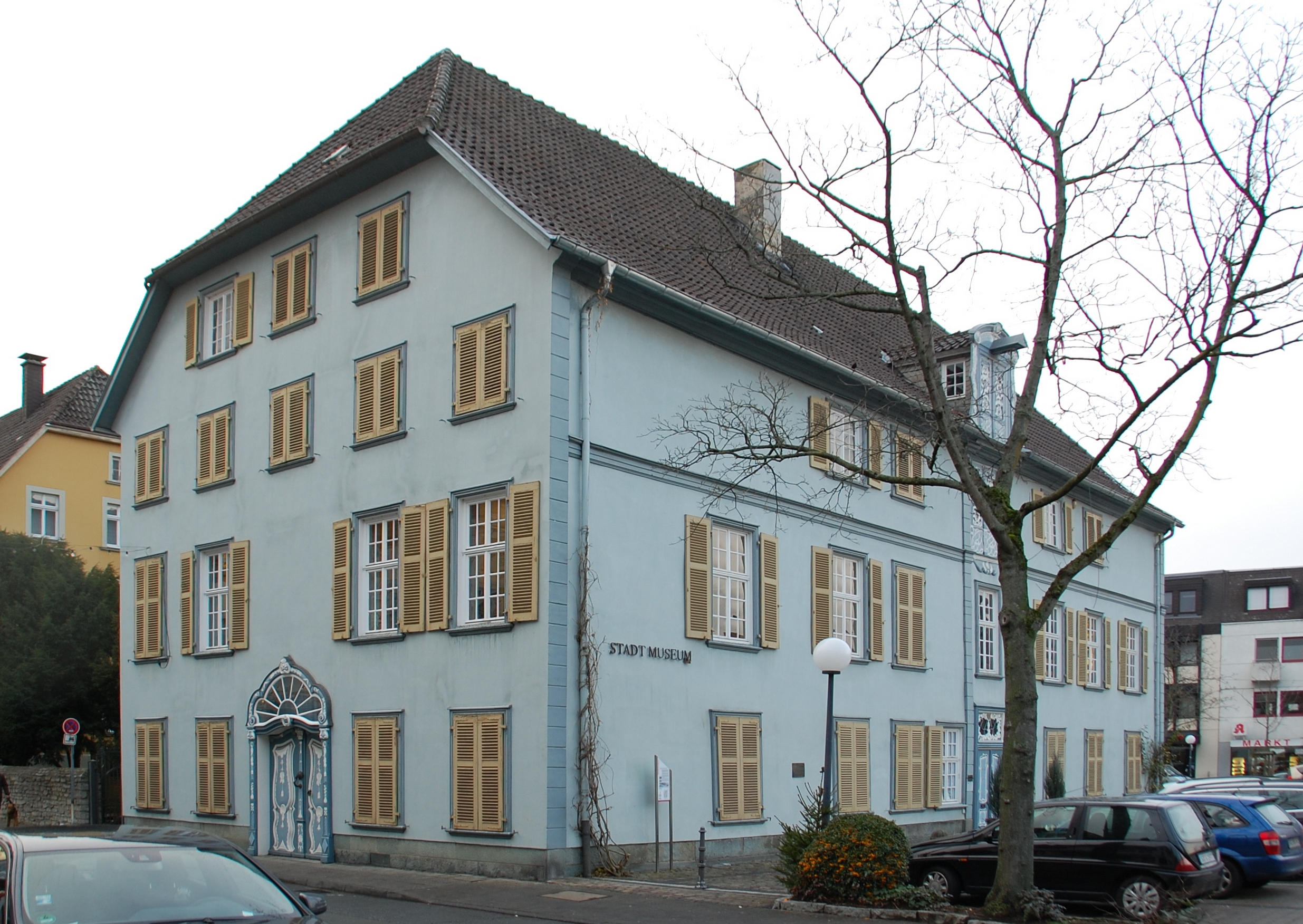
Stadtmuseum
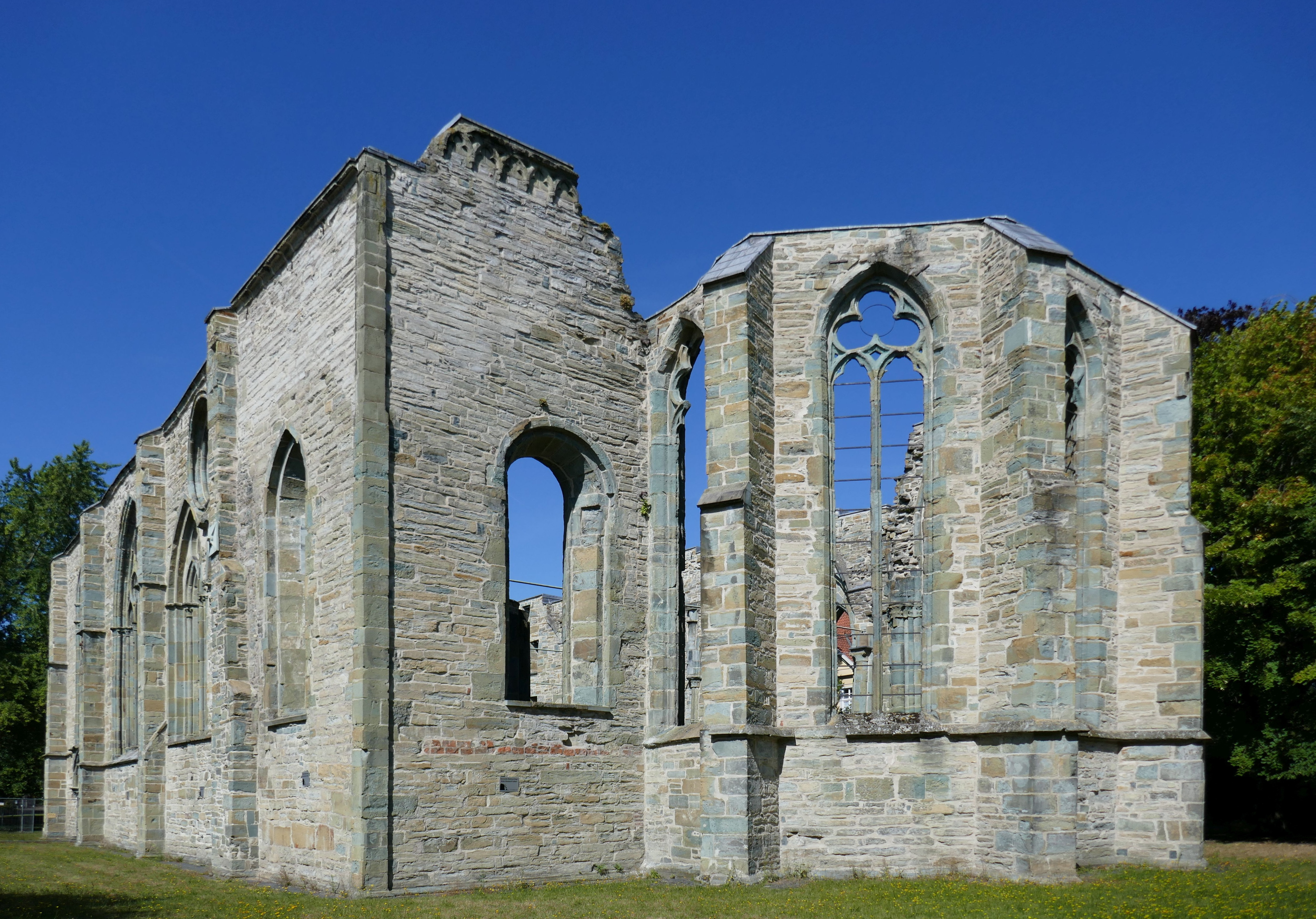
Kleine Marienkirche, Ruine der frühgotischen Stiftskirche
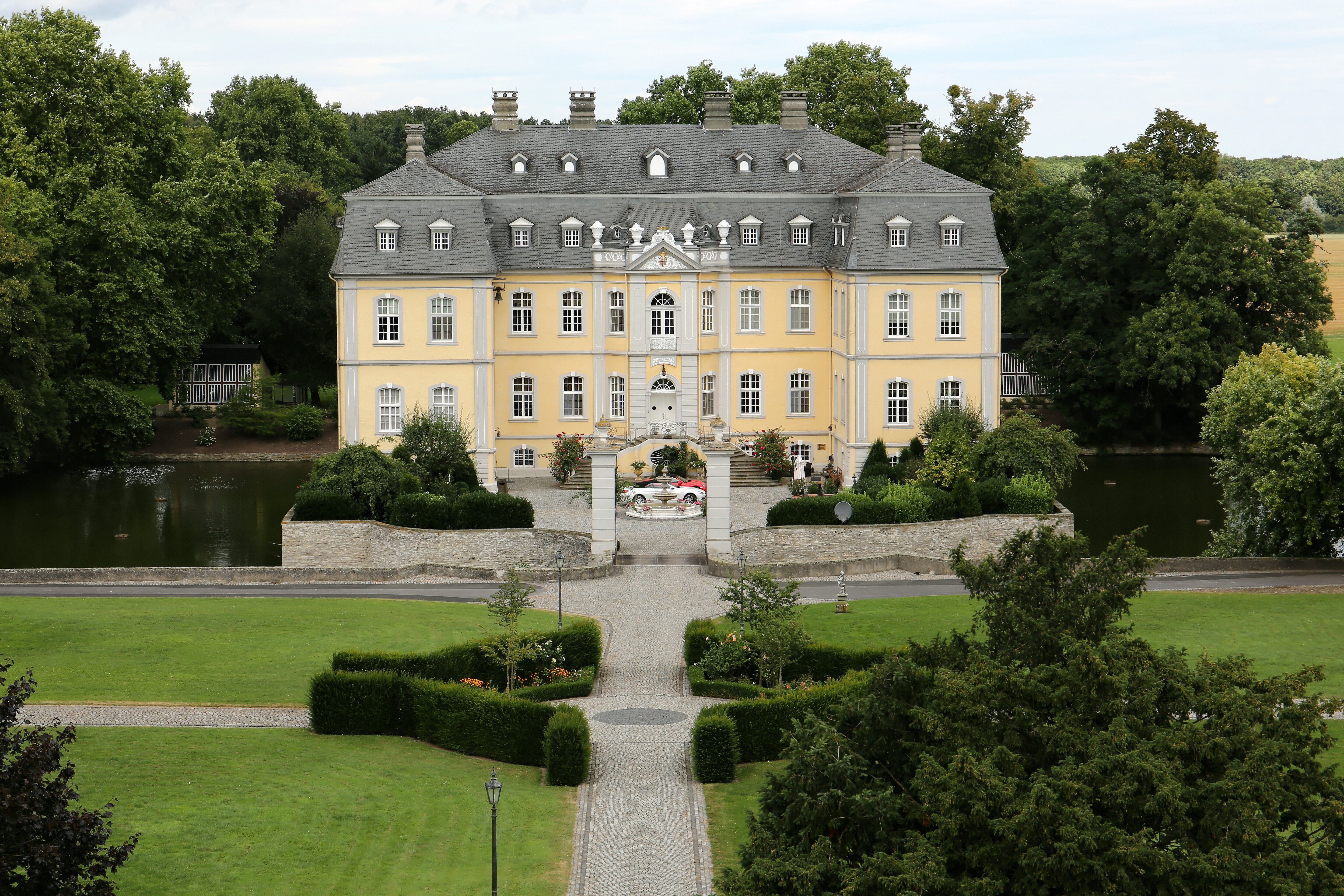
Schloss Schwarzenraben, 2015

### Freizeit und Erholung
Wichtige Grünanlagen sind der „Grüne Winkel“ an den Seitenarmen der Lippe im Osten und der Stadtwald im Norden der Innenstadt. Ebenfalls im Norden der Stadt liegt die Sportanlage „Jahnplatz“. Das benachbarte Freibad wurde 2011 vorübergehend geschlossen und umgebaut. Das bis dahin bestehende Hallenbad Jakob-Koenen-Bad war vor allem aus energetischen Gründen geschlossen worden; ein Neubau wurde auf dem Geländes des Freibades errichtet und neu konzipiert als Kombibad CabrioLi am 13. Mai 2013 wiedereröffnet. Das Strandbad Alberssee im Stadtteil Lipperode ist kostenlos nutzbar. An verschiedenen Abschnitten der Lippe sind im Zuge der Lippe-Renaturierung Strandabschnitte entstanden, so beispielsweise zwischen Esbeck und Hörste oder in der Nähe des Jahnplatzes.
In Bad Waldliesborn befand sich bis 2023 ein Thermalsolebad. Es wurde wegen gravierender Baumängel am 30. September 2023 geschlossen.
Von 1957 bis Ende 2002 bestand der Lippstädter Tiergarten, ein Zoo, in dem 1988 über 500 Tiere gehalten wurden.

### Regelmäßige Veranstaltungen
Lippstadts bekanntestes Fest ist die jährlich im Herbst stattfindende Kirmes Herbstwoche, die an verschiedenen Plätzen in der Innenstadt stattfindet. 2020 fand diese aufgrund der COVID-19-Pandemie erstmals seit langem nicht statt, stattdessen gab es als Ersatz das kleiner ausfallende Lippstädter Herbstvergnügen. Das Altstadtfest im Frühjahr bietet Kulinarisches sowie Live-Musik auf dem Rathausplatz, einen großen Kindertrödelmarkt, den traditionellen Lippstädter Altstadtlauf und eine Oldtimerausfahrt. Außerdem gibt es jedes Jahr einen Weihnachtsmarkt und eine Osterkirmes.
Live-Musik, meist mit Cover-Bands, bietet das Rathausplatz Festival im Sommer. Zweimal jährlich findet das Lippstädter Kneipenfestival statt, nach einer längeren Corona-bedingten Pause wieder ab Frühjahr 2025 in 16 verschiedenen Spielstätten (Kneipen, Restaurants, Hotels).
Im Rahmen des alle zwei Jahre stattfindenden Wortfestival in Lippstadt werden alternierend der Thomas-Valentin-Literaturpreis und der Synchronsprecherpreis der Stadt Lippstadt verliehen.

### Einkaufen
Die wichtigste Einkaufsstraße in Lippstadt ist die Lange Straße. Der Abschnitt vom Rathausplatz bis zum Bernhardbrunnen ist seit 1974 eine Fußgängerzone. 
Während dort insbesondere die klassischen Einzelhändler und Kettenfilialen (Textilien, Schuhe, Juweliere, Lederwaren und Telekommunikation) zu finden sind, haben sich in den Seitenstraßen Geschäfte mit speziellen Angeboten angesiedelt. An der Langen Straße liegt auch die Einkaufspassage Lippe-Galerie. 
Im Jahr 2000 beschloss der Stadtrat den Bau des Südertors West und des Konrad-Adenauer-Ringes, als Verkehrsquerspange in Ost-West-Richtung südlich der Bahnstrecke. Zur Stadt hin liegt ein Kino mit angelagerten Geschäften und Büroräumen entlang des Ringes. Am 25. Oktober 2012 eröffnete das Einkaufszentrum Südertor-Ost, das von einem Unterhaltungselektronik-Anbieter dominiert wird. Der Anschluss an die Innenstadt wurde durch eine in Verlängerung der Erwitter Straße, zwischen Südertor Ost und West erbaute Bahnunterführung für Linienbusse, Fußgänger und Radfahrer ermöglicht, die den bis dahin bestehenden ebenerdigen Bahnübergang abgelöst hat.
Jeden Mittwoch und Samstag bietet der Lippstädter Wochenmarkt, auch grüner Markt genannt, Lebensmittel aller Art. Auf dem monatlichen „Krammarkt“ wird mit diversen Non-Food-Waren gehandelt.

### Sport
Der höchstklassige Fußballverein sowie das sportliche Aushängeschild der Stadt ist der SV Lippstadt 08, der mit seiner 1. Herren-Mannschaft seit der Saison 2024/25 in der fünftklassigen Oberliga Westfalen spielt und zuvor in der viertklassigen Regionalliga West antrat. Als Spielstätte dient das Stadion Am Bruchbaum. Als bekannteste Spieler gingen aus diesem Verein Karl-Heinz Rummenigge und dessen Bruder Michael hervor. Weitere frühere Bundesligaspieler, die auch für den SV Lippstadt 08 antraten, sind Dieter Hecking, Dirk Langerbein, Jens Langeneke und Michael Henke sowie Roberto Massimo.
Des Weiteren existiert mit den Lippstadt Eagles seit 2016 ein American-Football-Team in der Stadt. Die Eagles gewannen in ihrer ersten Saison die Meisterschaft in der NRW-Liga und spielten daraufhin in der sechstklassigen Landesliga. Dort wurde das Team ebenfalls auf Anhieb Meister und wurde in der Saison 2019 fünftklassig. Seit dem Umzug ins Stadion am Waldschlösschen liegt der Zuschauerschnitt der Eagles bei über tausend Besuchern pro Heimspiel, womit sie vor vielen höherklassigen Teams liegen.
Die 74 Sportvereine mit ihren etwa 23.000 Mitgliedern sind im Stadtsportverband Lippstadt e. V. organisiert, der ihre Interessen gegenüber Verwaltung und Politik vertritt. In diesen Vereinen können insgesamt 35 Sportarten ausgeübt werden.
Der Stadtsportverband veranstaltet auch die Fußball-Hallenstadtmeisterschaft und mit der Stadt den „Abend des Sports“, die Ehrung der Spitzensportler in Lippstadt.
Bei den Fußball-Frauen ist der höchstklassige Verein der TuS Lipperode 1919 e. V. 
Bekannt ist der Wasser- und Wintersportclub WSC Lippstadt e. V., der auch die ehemalige Kanuslalom-Weltmeisterin Ulrike Deppe hervorgebracht hat.
Ferner gibt es den Aero Club Lippstadt e. V., der auf dem Segelfluggelände Büren/Am Schwalenberg seit 1976 Segelflug und Motorseglerflug betreibt. Der Verein wurde bereits im August 1950 gegründet und flog lange Zeit in Oerlinghausen.
Die seit 2001 bestehende Eisstockschützengilde Lippe hat auf Gut Mentzelsfelde eine Asphaltbahn, auf der ganzjährig gespielt werden kann.
Der Schachverein LSV/Turm Lippstadt (1996 durch Fusion des Lippstädter SV und des SK Turm Lippstadt entstanden) spielt mit seiner 1. Mannschaft in der dritthöchsten deutschen Schach-Liga, der NRW-Oberliga. Jährlich richtet er ein internationales Schachturnier aus. Bei diesen Turm-Open beteiligen sich regelmäßig über 100 Spieler, darunter mehrere Großmeister.
Der TV Lipperode spielt mit seiner ersten Mannschaft seit 2002 in der 1. Federfußball-Bundesliga.
2008 wurde der Jugger-Lippstadt e. V. gegründet. Seitdem tritt das Team regelmäßig bei bundesweiten Wettbewerben an. 2011 richtete es bereits zum vierten Mal die westfälischen Jugger-Meisterschaften aus, welche auch als Liga-Turnier eingestuft sind. Darüber hinaus belegte das J-Team (1. Mannschaft des Vereins) im Jahr 2011 den 2. Platz der German Jugger-League, in der derzeit 17 Teams gemeldet sind.
Seit 2009 gibt es eine regelmäßige Skatenight in Lippstadt. Sie wird von der Skiabteilung des LTV (Lippstädter Turn Verein) veranstaltet. Sie findet bei trockenem Wetter jeweils am Abend des zweiten Freitags der Monate Mai bis September statt.

### Studentenleben
Nach Eröffnung der Hochschule wurde im Sommer 2016 eine erste Studentenverbindung in Lippstadt gegründet, die K.D.St.V. Seraphina zu Lippstadt im CV.

## Medien und Bildung

### Medien
In Lippstadt erscheint die regionale Tageszeitung Der Patriot. Daneben erscheinen die zwei kostenlosen Wochenzeitungen „Lippstadt am Sonntag“ und „Wochentip“. Die drei monatlich aufgelegten Magazine „59…Lippstädter Stadtmagazin“, „Leitplanke“ und „Blicker“ informieren über Ereignisse und Veranstaltungen in der Region Lippstadt. Lokale und regionale Rundfunkinformationen bietet das Programm von Hellweg Radio.

### Bildung
Lippstadt verfügt unter anderem über 14 Grundschulen, eine Hauptschule, drei Realschulen, vier Gymnasien, eine Gesamtschule, drei Förderschulen, vier Berufskollegs, ein Weiterbildungskolleg, eine Fachhochschule, eine Volkshochschule, eine Musikschule und eine Stadtbücherei.
Grundschulen
13 Grundschulen befinden sich in städtischer Trägerschaft:
- Grundschule Am Weinberg (Gemeinschaftsgrundschule, seit Ende Schuljahr 2010 Teilstandort der Friedrichschule)
- Friedrichschule (Gemeinschaftsgrundschule)
- Otto-Lilienthal-Schule (Gemeinschaftsgrundschule, Teilstandort der Grundschule Lipperode), Lipperbruch
- Nikolaischule (Gemeinschaftsgrundschule)
- Josefschule (Gemeinschaftsgrundschule)
- Grundschule An der Pappelallee (Gemeinschaftsgrundschule)
- Hans-Christian-Andersen-Schule (Gemeinschaftsgrundschule)
- Martinschule Cappel (Gemeinschaftsgrundschule), Cappel
- Grundschule Lipperode (Gemeinschaftsgrundschule), Lipperode
- Grundschule Benninghausen (Gemeinschaftsgrundschule), Benninghausen
- Grundschule Im Kleefeld (Gemeinschaftsgrundschule), Dedinghausen
- Niels-Stensen-Schule (Kath. Bekenntnisschule), Bad Waldliesborn
- Grundschule Hörste (Kath. Bekenntnisschule), Hörste

In Bad Waldliesborn besteht die aus einer Elterninitiative heraus gegründete Grundschule „Kinder der Zukunft“ mit dem Schwerpunkt auf der Montessoripädagogik.
Hauptschulen
Bis zum 31. Juli 2008 gab es in Lippstadt drei Hauptschulen.
Zum 1. August 2008 wurde die Stadtwaldschule zum Teilstandort der Kopernikusschule. Diese wurde am 31. Juli 2011 zu Gunsten der neugegründeten Gesamtschule endgültig aufgelöst.
Zum 1. August 2010 wurde schließlich auch die Wilhelmschule zum Teilstandort der Kopernikusschule, im Sommer 2015 wurde der Standort Wilhelmschule zu Gunsten der Förderschule „Im Grünen Winkel“ aufgegeben.
- Kopernikusschule (Ganztagshauptschule)

Realschulen
- Drost-Rose-Realschule (Ganztagsrealschule)
- Edith-Stein-Realschule (Ganztagsrealschule)
- Graf-Bernhard-Realschule (Halbtagsrealschule), Lipperode

Gymnasien
In Lippstadt gibt es vier Gymnasien, die in unterschiedlichen Stadtteilen gelegen sind.
- Ostendorf-Gymnasium (Träger: Stadt Lippstadt)
- Evangelisches Gymnasium (Träger: Ev. Landeskirche von Westfalen)
- Marienschule (kirchlich; Träger: Marienschule Lippstadt e. V.), Lipperbruch
- Gymnasium Schloss Overhagen (Träger: Schulverein Schloss Overhagen e. V.), Overhagen

Gesamtschule
- Gesamtschule Lippstadt (Träger: Stadt Lippstadt)

Förderschulen
- Schule Im Grünen Winkel (bis 2015: Pestalozzischule), Förderschwerpunkt Lernen (Träger: Stadt Lippstadt)
- Hedwig-Schule, Förderschwerpunkt emotionale und soziale Entwicklung (Träger: Stadt Lippstadt)
- Don-Bosco-Schule, Förderschwerpunkt geistige Entwicklung (Träger: Kreis Soest)

Berufskollegs
- Lippe-Berufskolleg (Träger: Kreis Soest)
- Marienschule Berufskolleg (Träger: Marienschule Lippstadt e. V.), Lipperbruch
- Berufskolleg Stift Cappel (Träger: Evangelische Kirchengemeinde Lippstadt), Cappel
- INI-Berufskolleg (Träger: INI – Initiative für Jugendhilfe, Bildung und Arbeit e. V.)

Das Hanse-Kolleg ist das Weiterbildungskolleg der Stadt Lippstadt mit Abendgymnasium, Kolleg und Abendrealschule. Weitere Bildungseinrichtungen sind die Volkshochschule (VHS Lippstadt) und die Conrad-Hansen-Musikschule, die sich in städtischer Trägerschaft befinden. Außerdem gibt es in Lippstadt eine Einrichtung der Akademie für die Deutsche Wirtschaft und eine private Berufsfachschule der Ludwig Fresenius Schulen.

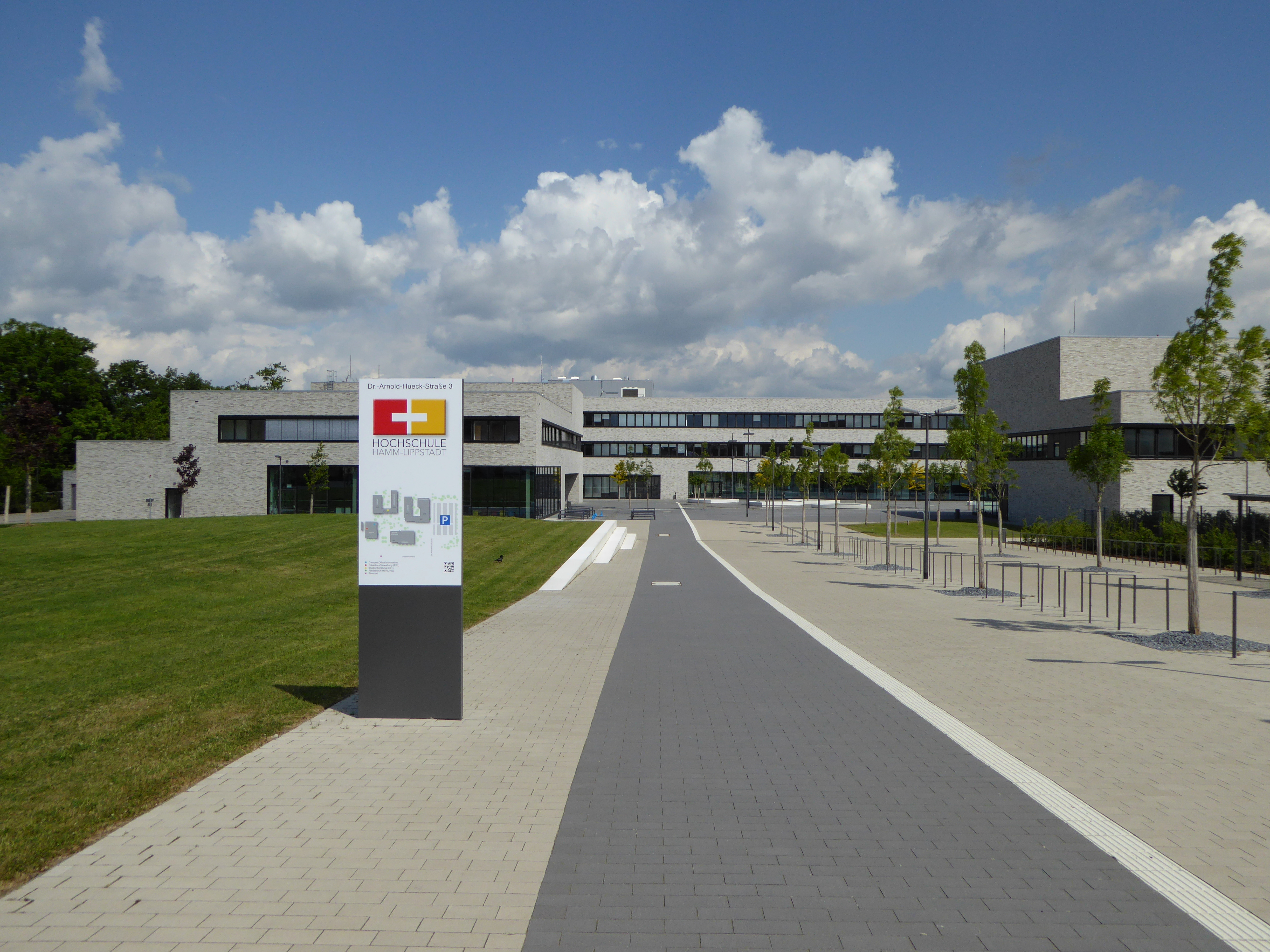
Campus der Hochschule Hamm-Lippstadt

Die Hochschule Hamm-Lippstadt ist eine Fachhochschule des Landes Nordrhein-Westfalen. Sie wurde im Jahr 2009 gegründet und nach ihren beiden Standorten Hamm und Lippstadt benannt. Im Wintersemester 2019/2020 studierten an der Hochschule rund 6.200 Studierende in 14 Bachelor- und 5 Masterstudiengängen. Am Standort Lippstadt werden folgende Studiengänge angeboten: Mechatronik, Wirtschaftsingenieurwesen, Computervisualistik und Design, Interaktionstechnik und Design, Betriebswirtschaftslehre, Materialdesign – Bionik und Photonik, Angewandte Informatik und Soziale Medien, Business and Systems Engineering, Technical Entrepreneurship and Innovation.

### Bibliothek und Archiv
Die Thomas-Valentin-Stadtbücherei ist eine Bibliothek in städtischer Trägerschaft. Sie befindet sich in einem zentral gelegenen historischen Gebäude aus dem Jahr 1897, welches ursprünglich das katholische Lyzeum beherbergte. Zudem gibt es die Bibliothek der Hochschule Hamm-Lippstadt.
Das Stadtarchiv Lippstadt dokumentiert die Geschichte der Stadt und ihrer Ortsteile. Sitz des Stadtarchivs ist das „Alte Steinwerk“ in der Soeststraße.

## Verkehr

### Straßenverkehr

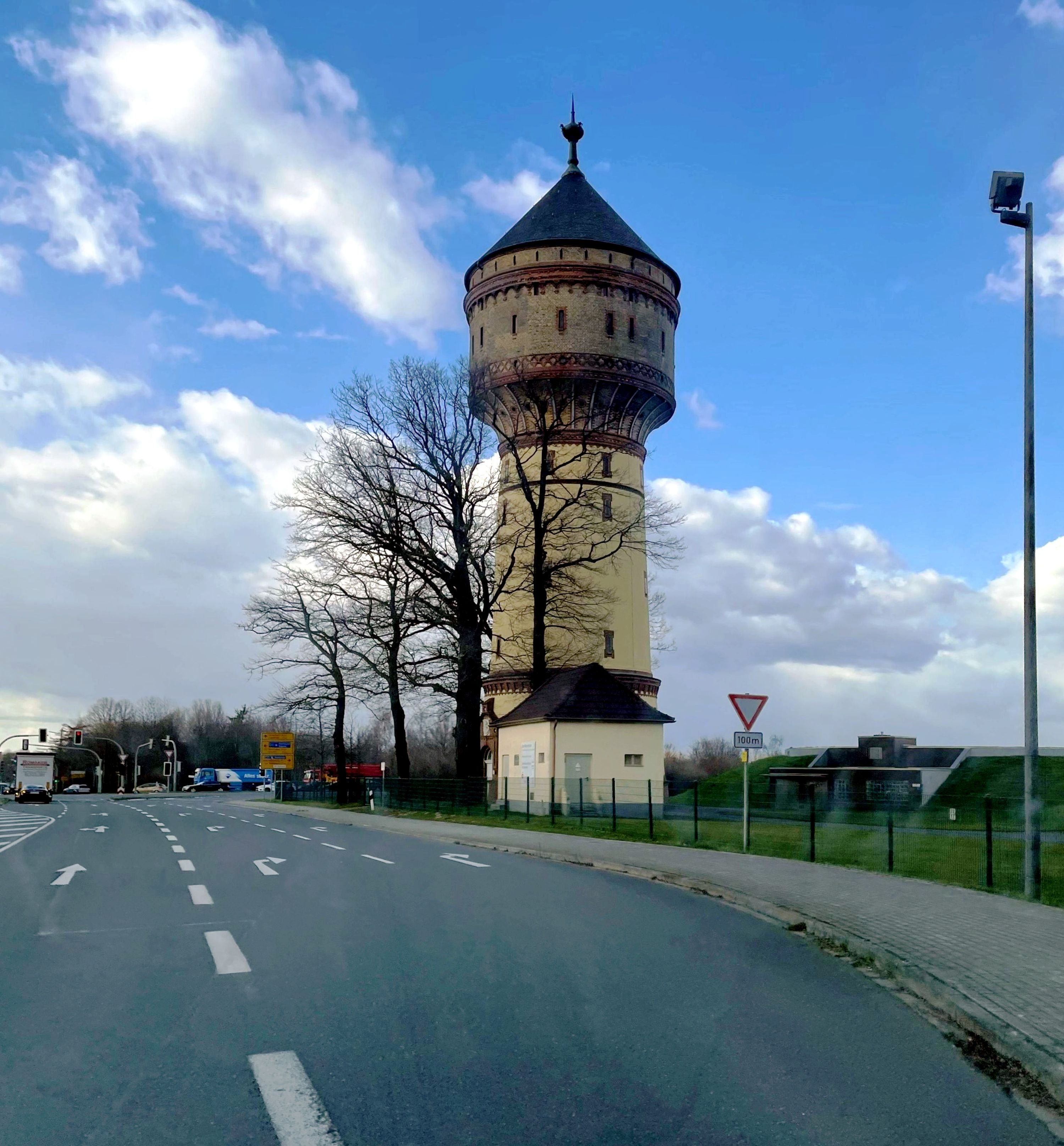
Bökenförder Straße mit altem Wasserturm

Die wichtigste Verkehrsanbindung erhält Lippstadt durch die Bundesstraße 55, die die Stadt in nord-südlicher Richtung durchzieht. Sie verbindet Lippstadt im Norden mit Rheda-Wiedenbrück und der Autobahn 2 (Dortmund–Hannover) und im Süden bei Erwitte mit der Bundesstraße 1 und der Autobahn 44 (Dortmund–Kassel). Im Lippstädter Stadtgebiet ist die Straße vierspurig und teilweise kreuzungsfrei ausgebaut. Mehrere Landesstraßen durchziehen die Stadt. Nördlich Lippstadts beginnt die Bundesstraße 58, südlich der Stadt verläuft die Bundesstraße 1.

### Schienenverkehr

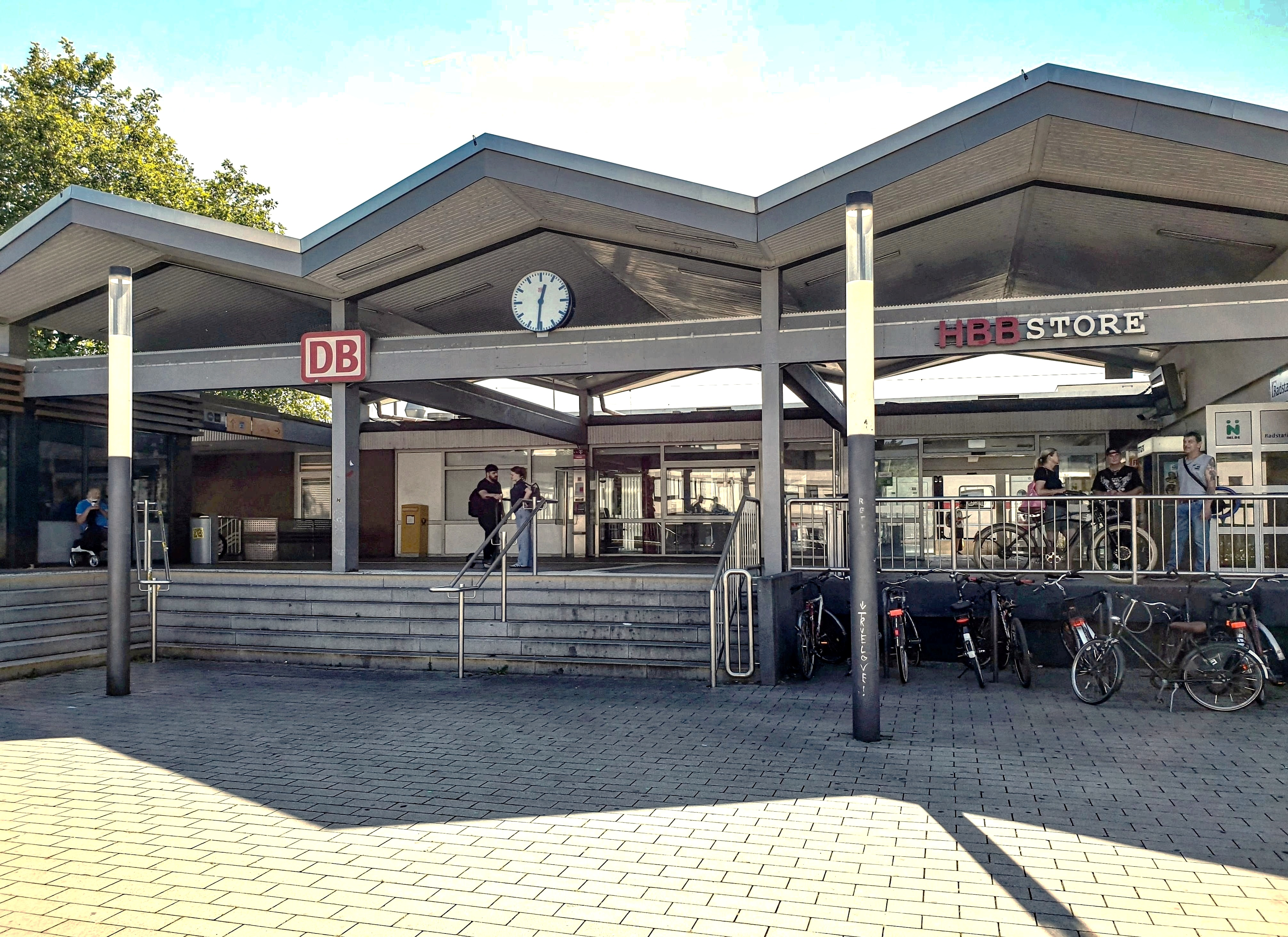
Bahnhof Lippstadt

Der Bahnhof Lippstadt liegt an der Bahnstrecke Hamm–Warburg. Im Fernverkehr ist Lippstadt durch durchschnittlich sechs ICE-/IC-Verbindungen pro Tag umsteigefrei u. a. mit Kassel, Gera und München verbunden.
Im Regionalverkehr verkehren
- der RE 11 „Rhein-Hellweg-Express“ im (annähernden) Stunden-Takt von Kassel-Wilhelmshöhe nach Düsseldorf und
- die RB 89 „Ems-Börde-Bahn“ im 30-Minuten-Takt nach Hamm und Münster sowie Paderborn

Im Stadtteil Dedinghausen befindet sich ein weiterer Haltepunkt des Regionalverkehrs. Dieser wird von der Ems-Börde-Bahn (RB 89) bedient.
Auf der in Nord-Süd-Richtung verlaufenden Bahnstrecke Münster–Warstein der Westfälischen Landes-Eisenbahn wurde der Personenverkehr 1975 eingestellt. Sie wird heute nur als Güterverkehrsstrecke genutzt. Die Wiederaufnahme des Personenverkehrs im Abschnitt zwischen Münster und Sendenhorst ist für August 2026 geplant. Zur Reaktivierung des restlichen Teils von Sendenhorst über Beckum und Lippstadt bis Warstein wurde eine Machbarkeitsstudie durchgeführt, die einen deutlichen volkswirtschaftlichen Nutzen der Reaktivierung prognostiziert.
Der Bahnhof Lippstadt Nord an der Bahnstrecke Münster–Warstein wurde 1987 komplett (Empfangsgebäude, Güterschuppen, Laderampe, Gleisanlagen) abgerissen; lediglich das 1910 gebaute und jetzt funktionslose Stellwerk und das Streckengleis selbst blieben erhalten. In der Nähe des ehemaligen Nordbahnhofes befindet sich auch die Zentrale der Westfälischen Landes-Eisenbahn, mit dem dortigen Güterbahnhof und der Zentralwerkstatt.
Auf der Strecke Rheda-Wiedenbrück–Lippstadt, der sogenannten Rhedaer Bahn, wurde 1979 der Personenverkehr eingestellt. Mittlerweile ist die Strecke stillgelegt und auf Lippstädter Stadtgebiet abgebaut.

### Busverkehr
Die Stadt verfügt über ein Stadtbusnetz mit sieben Linien (C1 – C7), die vom Bustreff am Bahnhof werktäglich tagsüber im 30-Minuten-Takt verkehren, einige Stadtteile sind jedoch nicht an das Stadtbusnetz angeschlossen. Daneben gibt es eine Reihe von Regiobussen mit sehr unterschiedlichen Taktfolgen und Verkehrstagen, die umliegende Orte (teilweise auch außerhalb des Kreisgebietes) mit Lippstadt verbinden, beispielsweise Beckum, Rheda-Wiedenbrück und Rietberg. Außerdem verkehrt stündlich ein Schnellbus über Erwitte nach Warstein. Abends und am Wochenende fahren einige Nachtbusse und Anrufsammeltaxis. Lippstadt gehört dem Westfalentarif an.

### Luftverkehr
Bei Büren-Ahden befindet sich der Flughafen Paderborn/Lippstadt. Aktuell (Stand Mai 2025) fliegen insgesamt acht Airlines teilweise saisonal Ziele in Spanien, der Türkei, Griechenland und Bulgarien an.

## Persönlichkeiten

### Geboren bis 1900

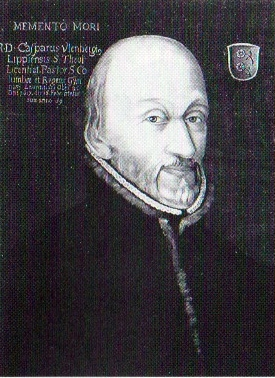
Kaspar Ulenberg

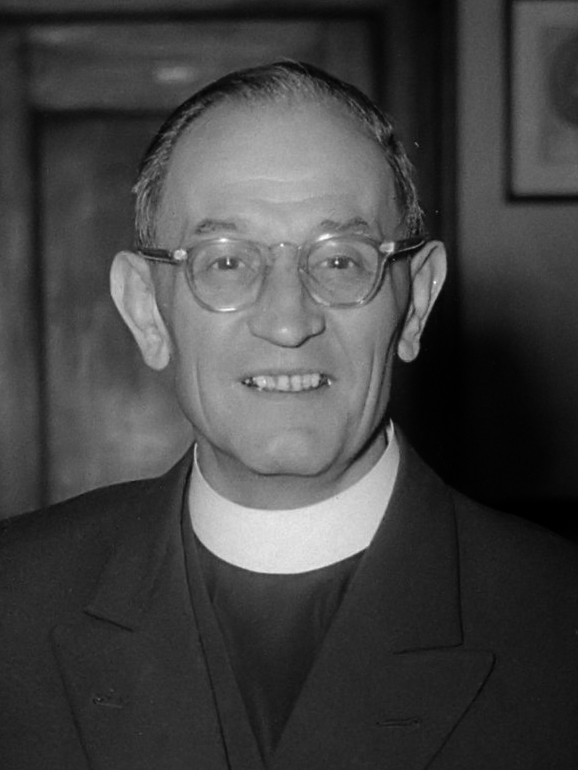
Martin Niemöller
(1892–1984)

- Johannes Meler († frühestens 1530), Weihbischof in Münster und Osnabrück
- Mento Gogreve (* um 1541; † nach 1588), Theologe und Pädagoge
- David Gans (* 1541; † 1613 in Prag), Historiker, Astronom, Geograph
- Kaspar Ulenberg (* 24. Dezember 1548; † 16. Februar 1617 in Köln), kirchlicher Dichter und Komponist
- Anton Praetorius (* 1560; † 6. Dezember 1613 in Laudenbach an der Bergstraße), Pfarrer und Kämpfer gegen Hexenprozesse
- Arnold Meshov (* 1591; † 20. April 1667 in Köln), römisch-katholischer Geistlicher, Theologe und Gymnasiallehrer
- Stephan Klotz (* 13. September 1606; † 13. Mai 1668 in Flensburg), evangelisch-lutherischer Professor für Theologie und Generalsuperintendent
- Wolrad Huxholtz (* 11. Juli 1618; † 5. April 1671 in Kassel), Arzt, Chirurg, fürstlich hessischer Leibarzt, Verfasser eines Buches zur Geburtsheilkunde
- Gerhard Bode (* 24. September 1620; † 24. September 1697 in Rinteln), evangelischer Theologe
- Nikolaus Wurmstich († im 18. Jahrhundert), Baumeister des Barock
- Johann Kayser (* 1654; † 9. März 1721 in Kleve), Dichter, Prediger und Pädagoge
- Dietrich Reichard von Meyerinck (* 17. Februar 1701; † 14. Mai 1775 auf Gut Leuenberg), preußischer Generalleutnant, Kommandant von Berlin
- Johann Arnold Anton Zwicke (* 27. Dezember 1722; † 8. September 1778 in Königslutter), evangelisch-lutherischer Theologe und Reformpädagoge
- Johannes Stephanus Strümphler (* 19. Oktober 1736; † 3. August 1807 in Amsterdam), niederländischer Orgelbauer deutscher Herkunft
- Abraham Nottebohm (* 25. August 1748; † 7. August 1814 in Brackwede), Großkaufmann und Kupferindustrieller
- Anton Wilhelm Möller (* 25. August 1762; † 10. Mai 1846 in Münster), Oberkonsistorialrat in Münster
- Dietrich Nikolaus Winkel (* 1777; † 28. September 1826 in Amsterdam), Erfinder des Metronoms und des Componiums
- Friedrich Wilhelm Maul (* 26. März 1780; † 30. November 1852 in Lippstadt), Porträtmaler
- Christian Theodor von Meien (* 8. Januar 1781 in Hellinghausen; † 30. November 1857 auf Gut Exten), Gutsbesitzer, Jurist und Politiker
- Johann Heinrich Christian Nonne (* 26. August 1785; † 29. April 1853 in Schwelm), evangelischer Theologe und Dichter
- Dietrich Wilhelm Schwemann, Mitglied der Familie Schwemann, verließ um 1800 Lippstadt und begründete 1807 in Hildesheim die bis ins 21. Jahrhundert reichende Geschichte etwa des Unternehmens EFG Schwemann,[49] von wo aus auch der spätere Eisengroßhandel Schwemann & Stücke in Hannover seinen Anfang nahm.[50]
- Georg Zurhelle (* 25. Juli 1790; † 24. Januar 1875 in Lippstadt), Kaufmann und Politiker
- Friedrich von Schorlemer (* 27. Februar 1815; † 21. Oktober 1885 in Overhagen), Mitglied des Provinziallandtages von Westfalen
- Wilhelm von Schorlemer (* 13. Oktober 1821; † 19. April 1884), Politiker (Zentrum)
- Adolf von Brozowski (* 10. Dezember 1823; † 15. Mai 1905 in Beuchlitz), preußischer General
- Burghard von Schorlemer-Alst (* 21. Oktober 1825 auf Schloss Herringhausen; † 17. März 1895), Politiker (Zentrum)
- Anthony Eickhoff (* 1827 in Lippstadt-Benninghausen; † 1901 in New York City), deutsch-amerikanischer Autor und Politiker
- Louis Heinrich Buddeberg (* 12. Dezember 1836; † 8. März 1925 in Zittau), Kaufmann und Mitglied des Deutschen Reichstags
- Friedrich Rose (* 13. Mai 1839; † 28. Februar 1925), Chemiker und Hochschullehrer
- Friedrich von Schorlemer (1842–1921), Politiker
- Karl Böddeker (* 13. August 1846; † 9. Oktober 1924), Anglist, Romanist und Schuldirektor in Stettin
- Heinrich Modersohn (* 26. Dezember 1855; † 31. August 1903 in Honnef), Maler der Düsseldorfer Schule
- Hermann Müller-Sagan (* 7. März 1857; † 10. Oktober 1912 in Lichterfelde), Verleger und Politiker, Mitglied des Reichstags
- Carl Canzler (* 28. August 1858; † 19. Januar 1919 in Düren), Unternehmensgründer und Apparatebauindustrieller
- Wilhelm Modersohn (* 29. März 1859; † 12. März 1935), Jurist und Hochschullehrer
- Wilhelm Wetekamp (* 4. September 1859; † 1945 in Berlin), Naturschutzpionier und Reformpädagoge
- Gisberth Jasper (* 28. August 1865; † 9. März 1953), Vizeadmiral der Kaiserlichen Marine
- Eduard Arens (* 12. Januar 1866; † 28. September 1935), Gymnasialprofessor und Literaturhistoriker
- Julius Petri (* 11. September 1868; † 16. November 1894 in Berlin), Schriftsteller
- Bertha Schütz (* 1868; † nach 1933), Malerin, Schülerin des impressionistischen Malers und Begründers der Künstlerkolonie Nidden in Ostpreußen, Ernst Bischoff-Culm
- Ferdinand von Schorlemer (* 3. Dezember 1870; † 21. Juli 1935), Landrat
- Friedrich Ostendorf (* 17. Oktober 1871; † 17. März 1915 bei Arras gefallen), Architekt, Architekturtheoretiker und Hochschullehrer.
- Albert Pehle (* 1874; † 1948 in Düsseldorf), Bildhauer
- Hermann Epping (* 20. Mai 1875; † nach 1945), Jurist, Reichsgerichtsrat
- Hermann Rothert (* 20. Juni 1875; † 31. Januar 1962 in Münster (Westfalen)), Jurist, Historiker und Autor
- Walter Bürger (* 24. September 1877; † 19. September 1967), Jurist und Reichsbahndirektor
- Ernst Miesler (* 30. September 1879; † 8. Mai 1948 in Hösel), Landschafts-, Marine- und Stilllebenmaler
- Wilhelm Mattenklodt (* 20. Mai 1887; † 4. Juni 1931 in Swakopmund), Farmer und Kolonialautor in Südwestafrika
- Arno Glockauer (* 31. Juli 1888; † 11. Januar 1966 in Bremen), Turner
- Otto Steinbrinck (* 19. Dezember 1888; † 16. August 1949 in Landsberg am Lech), Marineoffizier, Industrieller und verurteilter Angeklagter im Nürnberger Flick-Prozess
- Fritz Eichholtz (* 15. August 1889; † 29. Dezember 1967 in Heidelberg), Pharmakologe und Hochschullehrer in Königsberg und Heidelberg
- Wilhelm Brülle (* 17. Februar 1891; † 5. August 1917 in Westende, Belgien), Turner
- Carl Sattler (* 6. Oktober 1891; † 20. April 1958 in Lippstadt), Politiker (NSDAP), SS-Führer
- Martin Niemöller (* 14. Januar 1892; † 6. März 1984 in Wiesbaden), evangelischer Theologe
- Kurt Rosenbaum (* 30. März 1896; † 21. Juli 1949), Politiker (KPD)
- Wilhelm Niemöller (* 7. April 1898; † 13. Oktober 1983 in Bielefeld), evangelischer Theologe

### Geboren von 1901 bis 2000

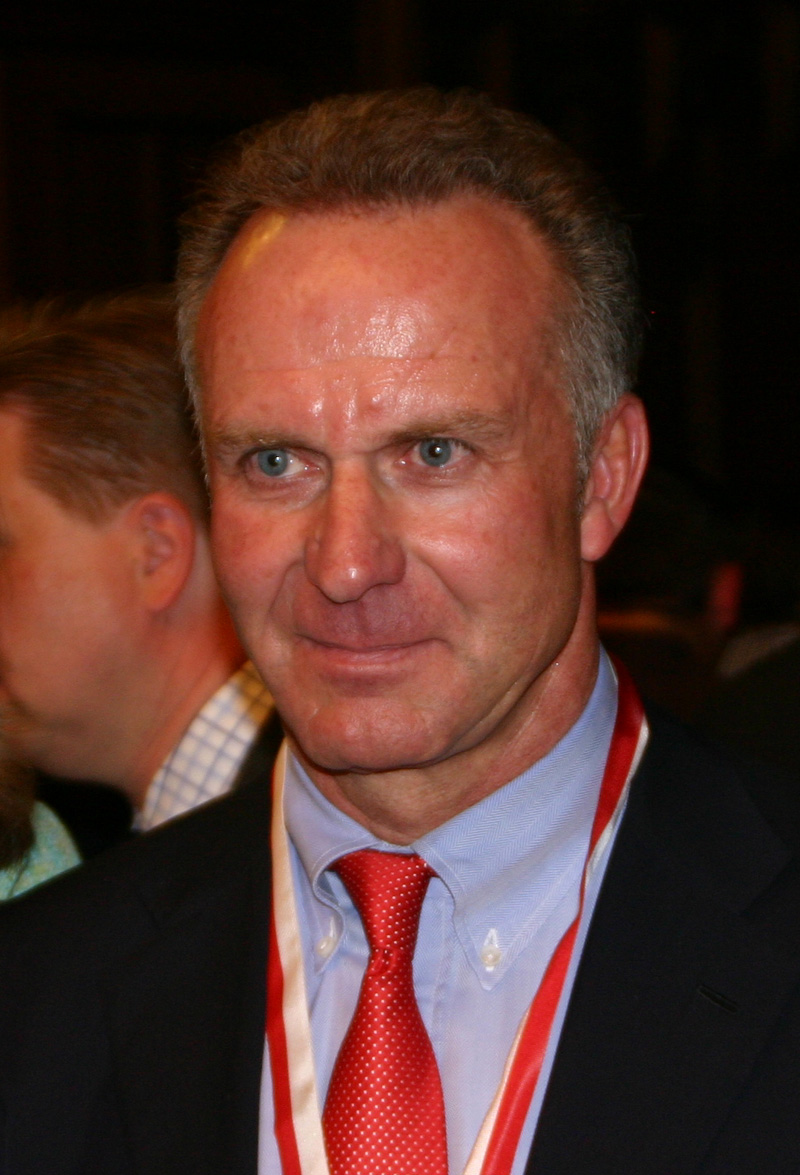
Karl-Heinz Rummenigge (* 1955)

- Heinrich Oestreich (* 24. April 1904; † 8. Januar 1970), Schlosser, Bundesinnungsmeister und Politiker
- Conrad Hansen (* 24. November 1906; † 22. Juni 2002), Pianist und Musikpädagoge
- Hans Schmitz-Wiedenbrück (* 3. Januar 1907; † 7. Dezember 1944), Maler
- Jakob Koenen (* 5. Juni 1907; † 16. Januar 1974), Kommunal- und Bundespolitiker
- Fritz Kaßmann (* 26. Juni 1908; † 22. Juli 1991), Politiker, Landesminister
- Walter Haehn (* 18. März 1918; † 1. November 2015), Maler, Illustrator und Unternehmer
- Josefa Kröger (* 16. Juni 1918; † 17. April 2011), Kanutin
- Walter Nies (* 9. November 1918; † 15. Januar 2008), Fotograf, Dokumentar, Reporter und freiberuflicher Mitarbeiter der Stadt Lippstadt (baute die Film- und Bildstelle der Stadt Lippstadt auf)
- Margret Dietrich (* 19. Februar 1920; † 17. Januar 2004), Theaterwissenschaftlerin
- Friedrich Wilhelm Jerrentrup (* 15. März 1920; † 21. Juni 2009), Rechtsanwalt und Notar sowie Heimatforscher
- Wolfgang Heibges (* 1. Juli 1922; † 2005), Fregattenkapitän a. D. und Kommandant des U-Bootes U 999 (1944)
- Ewald Mergemeier („Flöten-Ewald“) (* 1929; † 11. Januar 1992), selbstständiger Dienstmann am Bahnhof von Lippstadt, Kunstpfeifer und stadtbekanntes Original
- Andreas Sievers (* 21. Juni 1931; † 20. Dezember 2009), Botaniker und Hochschullehrer
- Klaus Petri (* 1933; † 2011), Anwalt, Politiker und Zentrum der Petri-Affäre
- Karl-Josef von Ketteler (* 19. März 1934; † 31. Mai 2006), Heimatforscher und Genealoge
- Nikolaus B. Enkelmann (* 13. Januar 1936; † 1. Juni 2017), Erfolgs- und Persönlichkeitstrainer
- Friedrich Roderfeld (* 31. Juli 1943), Leichtathlet und Olympiateilnehmer
- Godehard Link (* 7. Juli 1944), Philosoph und Hochschullehrer
- Winfried Bergkemper (* 12. August 1949), Jurist, Richter am Bundesfinanzhof
- Uschi Flacke (* 1949), Autorin und Kabarettistin
- Ulrich Grober (* 1949), Journalist und Autor
- Gerd Weiß (* 6. August 1949), Kunsthistoriker, Denkmalpfleger, Präsident des Landesamtes für Denkmalpflege Hessen
- Udo Mantau (* 17. Oktober 1950), Professor für Ökonomie der Forst- und Holzwirtschaft
- Friedrich Sauvigny (* 15. Februar 1953), Mathematiker
- Ulrike Deppe (* 9. Dezember 1953), Kanutin
- Stefan Reck (* 28. November 1954), Schauspieler
- Karl-Heinz Rummenigge (* 25. September 1955), Fußballspieler und Fußballfunktionär
- Friedrich Meschede (* 5. Oktober 1955), Kunsthistoriker
- Reinhard Horn (* 6. Dezember 1955), Kirchenmusiker und Kinderliedermacher
- Michael Göring (* 30. Juli 1956), Literaturwissenschaftler und Vorstandsvorsitzender der ZEIT-Stiftung Ebelin und Gerd Bucerius
- Hans-Peter Königs (* 1958), Lehrer in Overhagen und Kabarettist (die daktiker)
- Hubert Burghardt (* 1. Oktober 1958), Kabarettist
- Udo Ulfkotte (* 20. Januar 1960; † 13. Januar 2017), Journalist und Publizist
- Dirk Raulf (* 14. Oktober 1960), Musiker
- Charlotte Tacke (* 17. Februar 1961), Historikerin
- Hubertus Lutterbach (* 7. Dezember 1961), römisch-katholischer Theologe
- Martin Horn (* 1962), Schauspieler
- Michael Rummenigge (* 3. Februar 1964), Fußballspieler
- Volker Gollnick (* 25. April 1964), Luftfahrtingenieur und Universitätsprofessor
- Martin Lindow (* 1965), Schauspieler
- Jürgen Overhoff (* 1967), Historiker
- Jürgen Stamm (* 1968), Jurist und Hochschullehrer
- Franz-Josef Dickhut (* 24. Januar 1969), Go-Spieler
- Claudia Polzin-Haumann (* 25. Juni 1970), Sprachwissenschaftlerin und Hochschullehrerin
- Volker Sander (* 1971), Richter am Bundesgerichtshof
- Claus Richter (* 1971), Künstler
- Jörg Blöming (* 1972), Politiker
- Markus Reuter (* 1972), Gitarrist, Komponist und Musikproduzent
- Giovanni Falzone (* 22. Mai 1974), Jazzmusiker
- Matthias Knop (* 11. November 1974), Komiker
- Jens Langeneke (* 29. März 1977), Fußballspieler
- Marcus Klein, bekannt als Cosmo Klein (* 1. November 1978), Sänger und Songwriter
- Jan Marcus (* 1983), Ökonom
- Matthias Roßbach (* 1984), Ministerialbeamter
- Simon Horn, Künstlername herrH (* 4. Mai 1984), Kinderliedermacher und Musiker
- Jasmin Schornberg (* 7. April 1986), Kanutin
- Lena Schulte (* 25. Februar 1994), Fußballspielerin
- Nick Weber (* 4. Mai 1995), Fußballspieler
- Fabian Griewel (* 2. Februar 1997), Politiker (FDP), MdB
- Henning Matriciani (* 14. März 2000), Fußballspieler

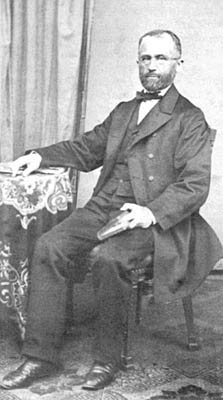
Julius Ostendorf (1823–1877)

### Geboren ab 2001
- Miriam Hils (* 11. März 2004), Fußballspielerin

### Persönlichkeiten, die in Lippstadt gewirkt haben
- Justinus Lippiensis (circa 1220–1280), Verfasser eines Preisgedichts, Leiter der Lateinschule in Lippstadt
- Johann Westermann (um 1490 – 1542), Reformator, Kirchenliedautor, Prior im Lippstädter Konvent
- Julius Ostendorf (1823–1877), Schuldirektor in Lippstadt, Schulpolitiker
- Hermann Müller (1829–1883), Botaniker, Lehrer an der Ostendorf-Realschule
- Karl Dietrich Buddeberg (1840–1909), Botaniker und Zoologe, Leiter und Schulinspektor der 1872 gegründeten Realschule in Nassau (Lahn), Lehrer an der Ostendorf-Realschule
- Ferdinand Fabra (1906–2007), Fußballtrainer, von 1954 bis 1978 Lehrer am Ostendorf-Gymnasium
- Heinz von Schumann (1911–1993), 1955–1969 städtischer Musikdirektor
- Thomas Valentin (1922–1980), Schriftsteller, Lehrer in Lippstadt
- Claus Peter Clausen (1933–2012), Journalist, Gründer des Vereins „Hilferufe von drüben“
- Albert Eickhoff (1935–2022), begann seinen Werdegang als Modehändler in Lippstadt
- Rüdiger Weigang (1942–2022), Schauspieler, lebte von 1982 bis 2010 mit seiner Familie in Lippstadt
- Eike Hovermann (* 1946), Lehrer in Lippstadt-Overhagen, Bundestagsabgeordneter
- Roberto Massimo (* 2000), deutsch-italienischer Fußballspieler

## Galerie

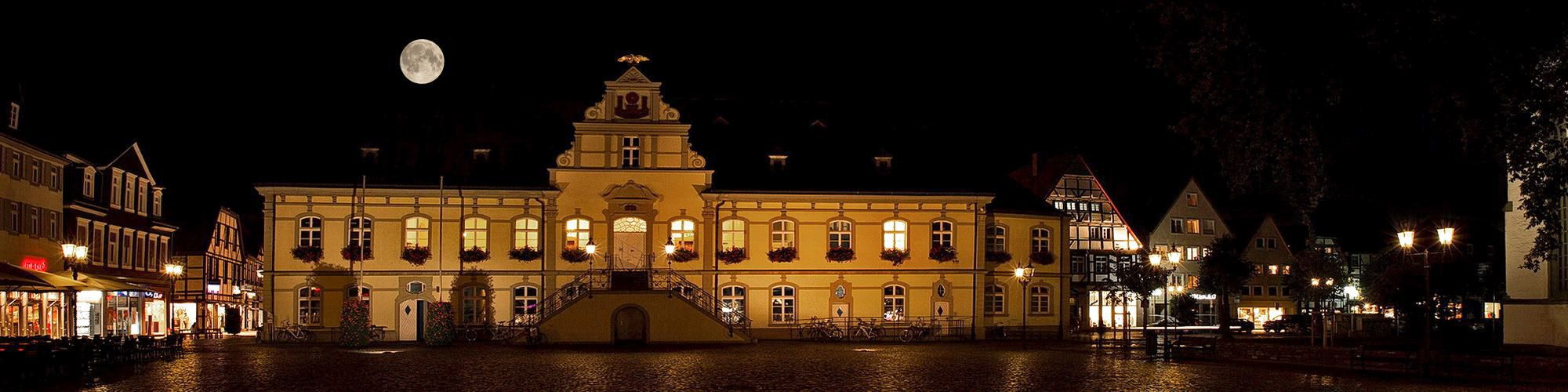
Rathausplatz bei Nacht, links Lange Straße, rechts Rathausstraße
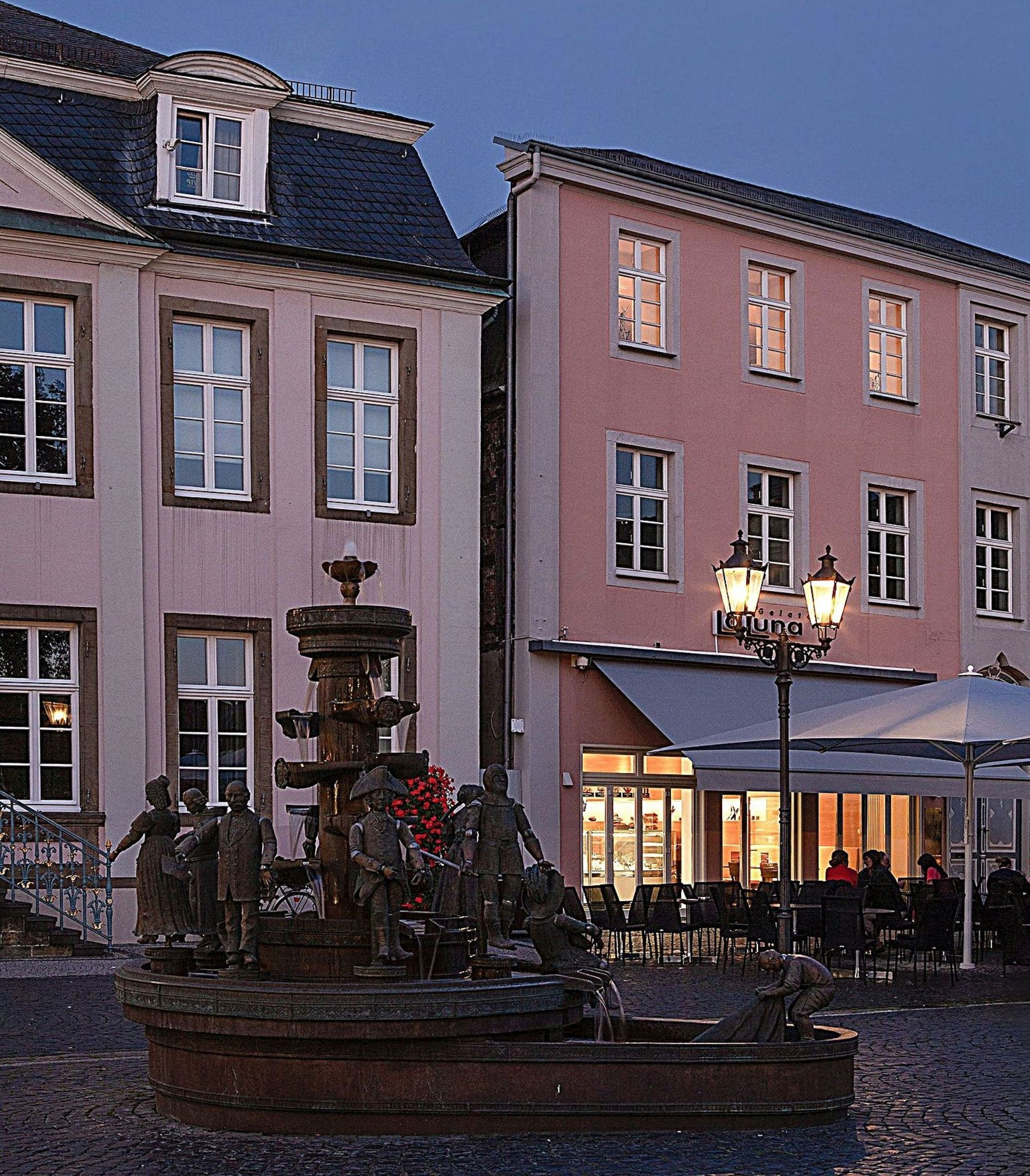
Bürgerbrunnen
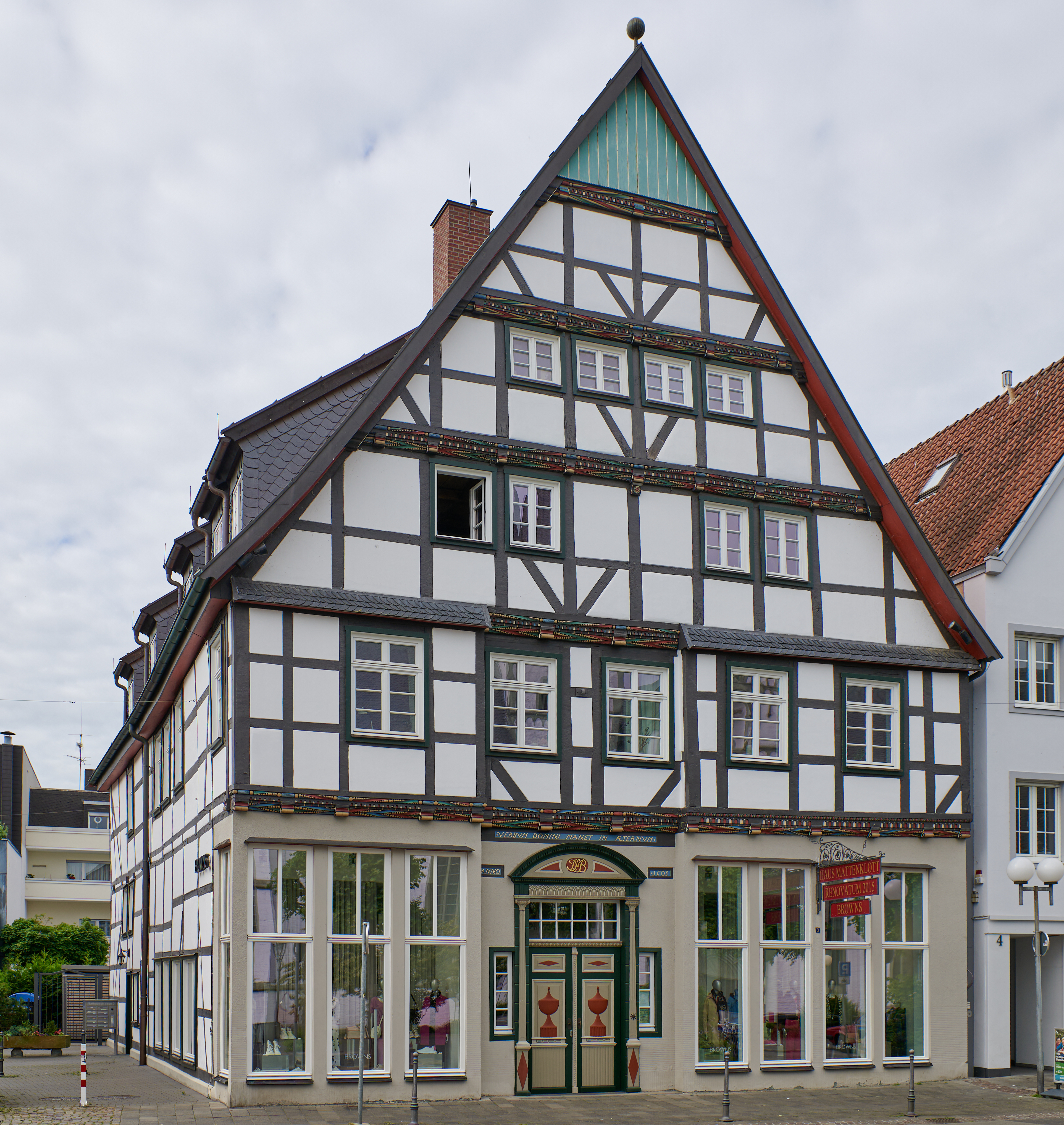
Rathausstraße 3
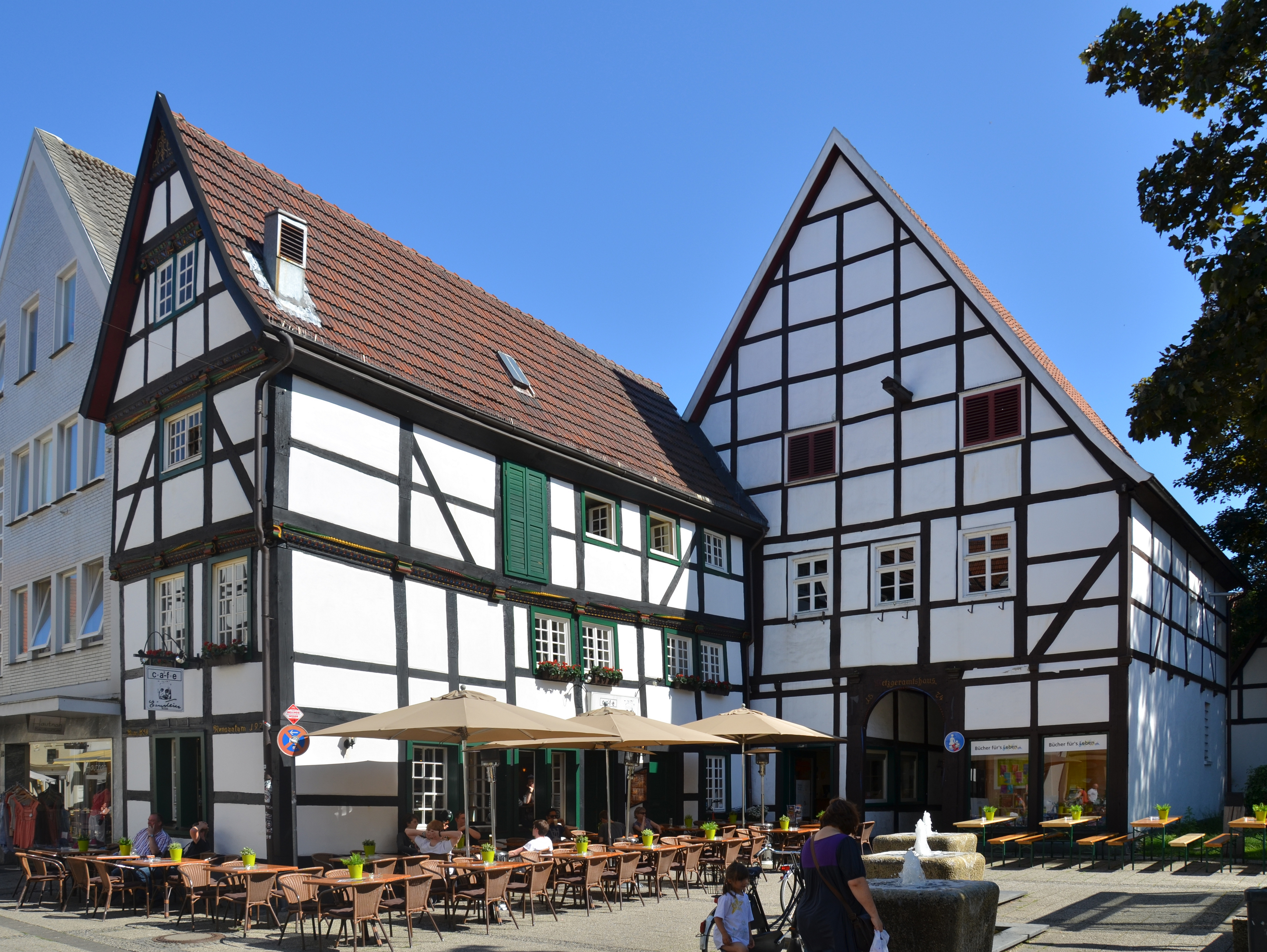
Poststraße / Dunkle Halle, Café Einstein
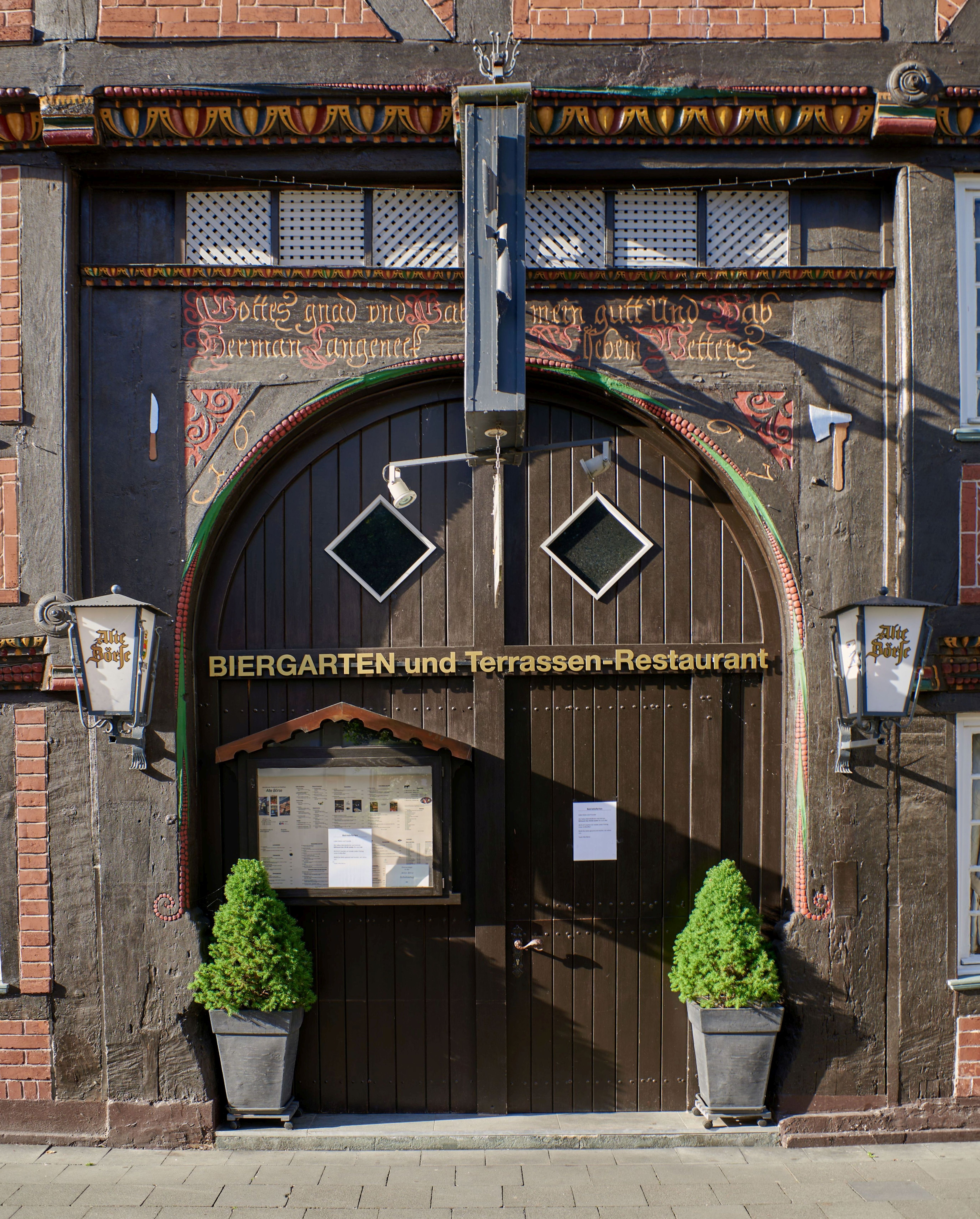
Fleischhauerstraße 16
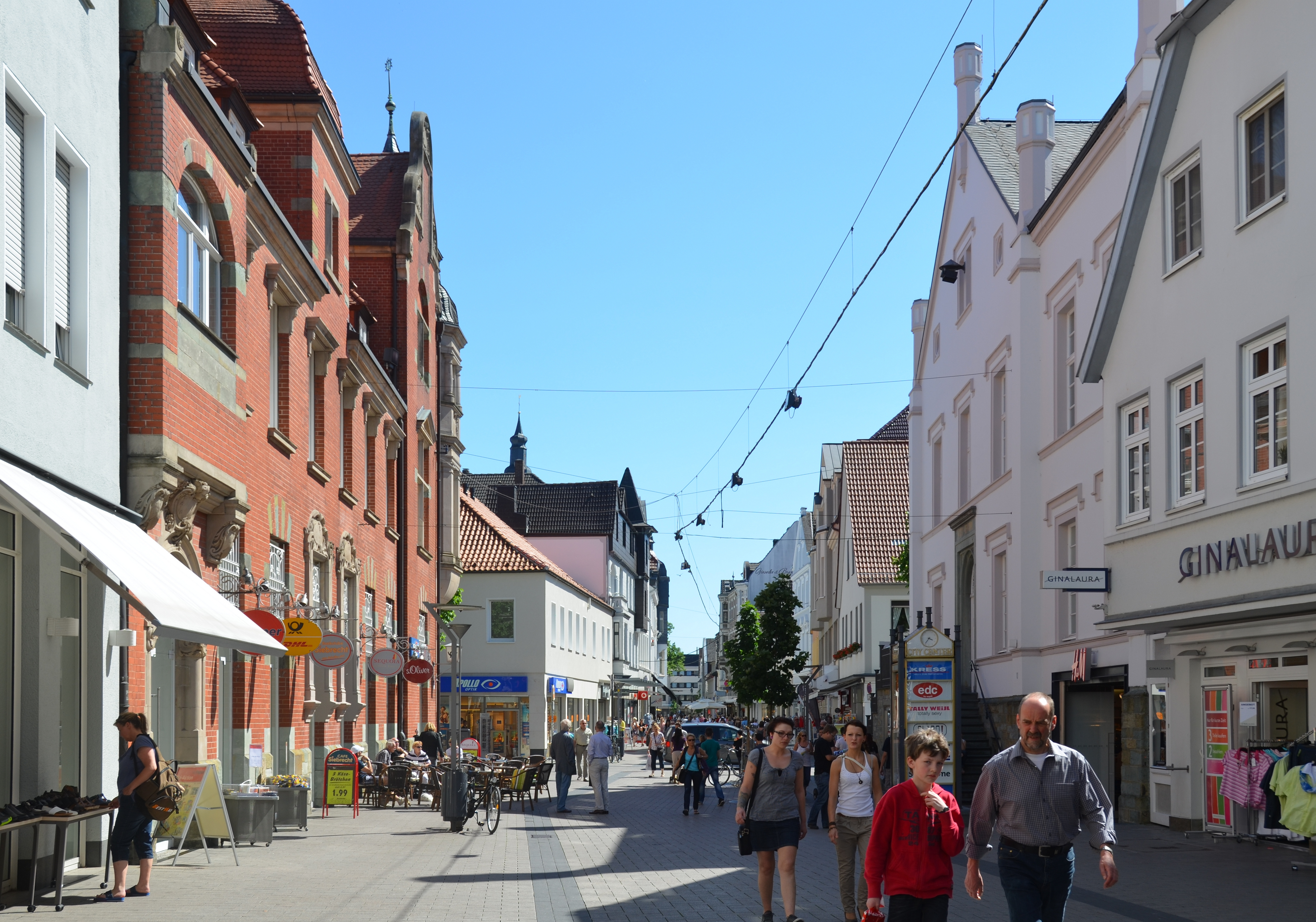
Lange Straße mit altem Postamt
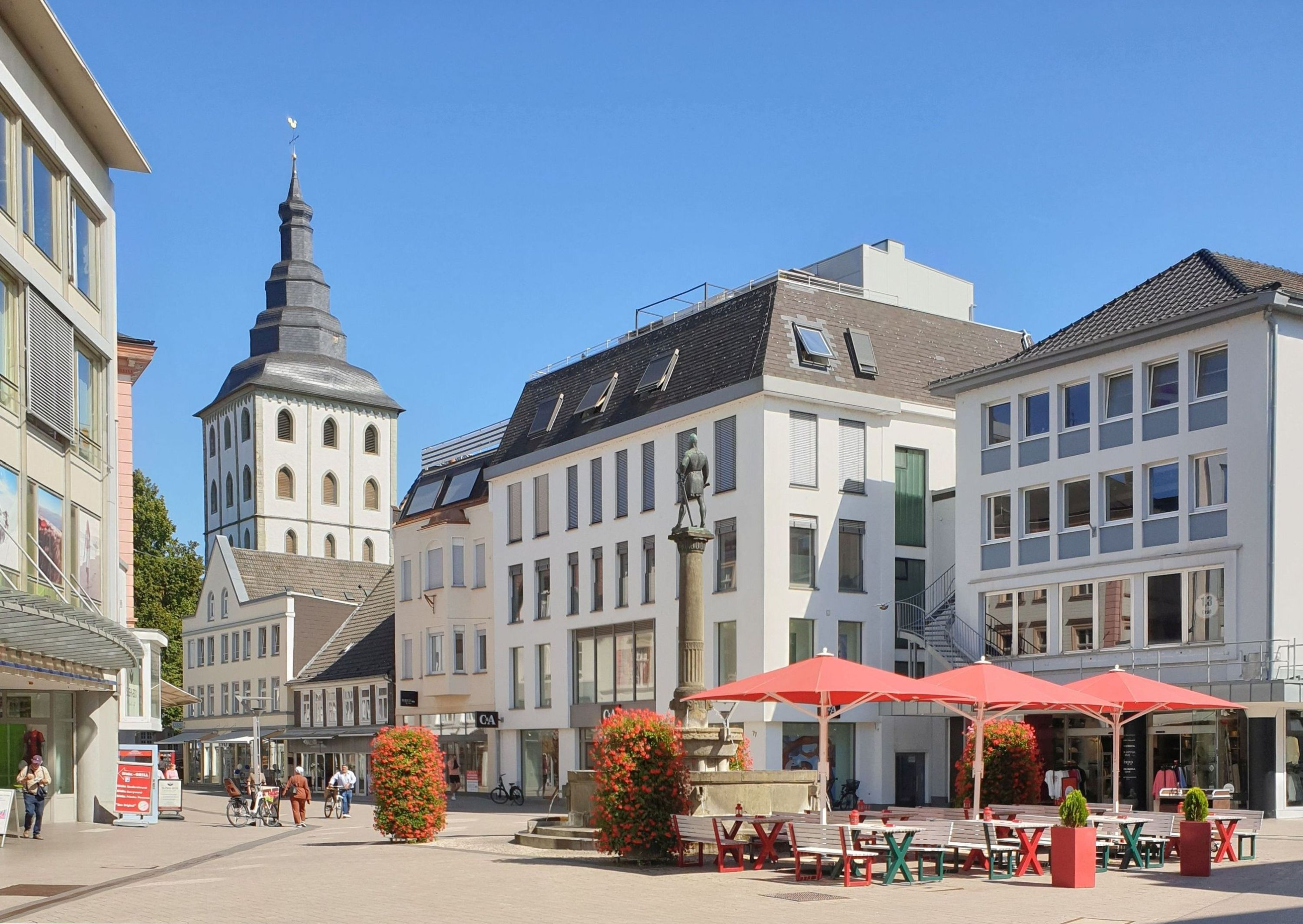
Bernhardbrunnen, Lange Straße, Jakobikirche
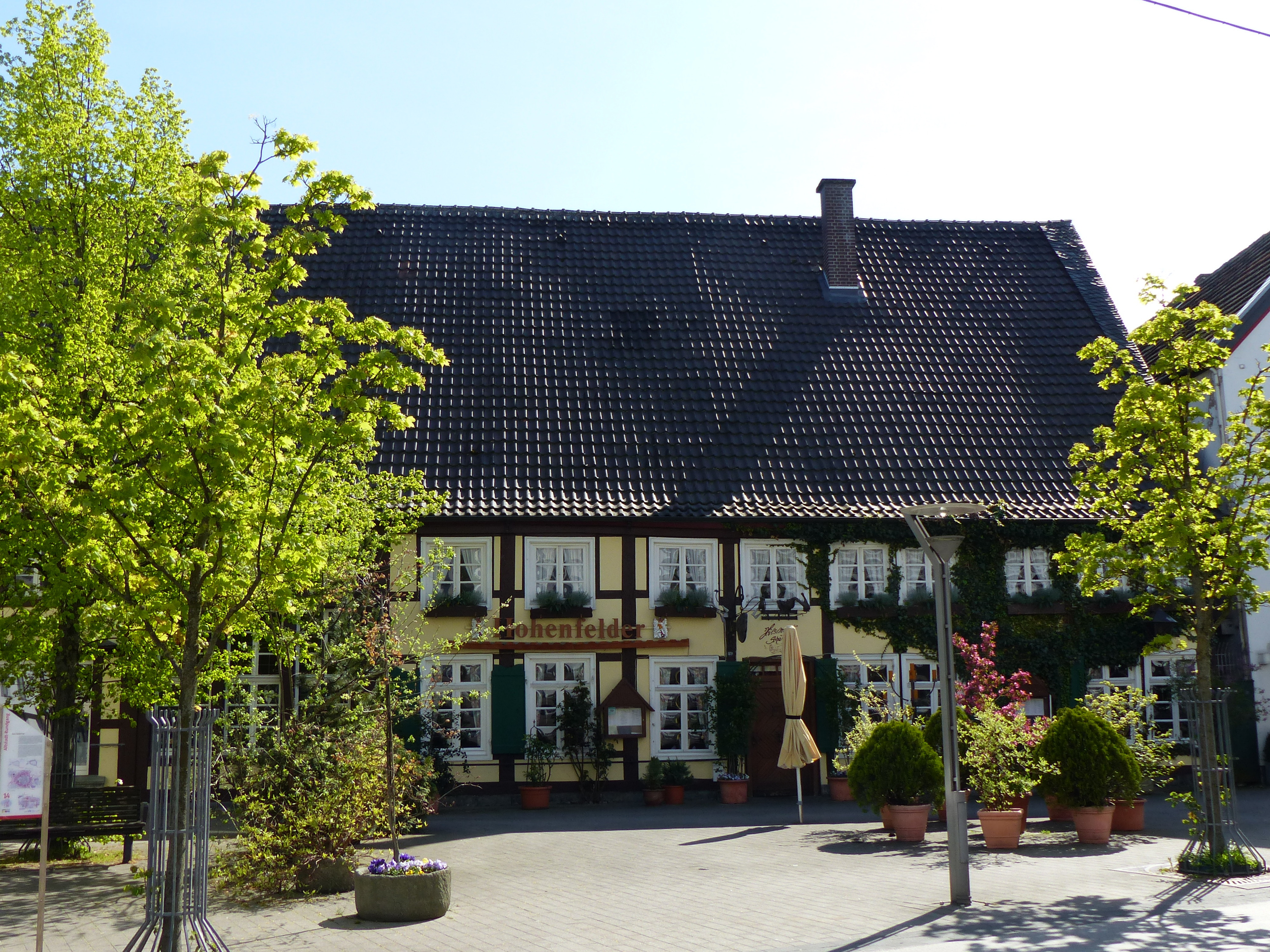
Restaurant Hülsemanns Schänke am Berhardbrunnen
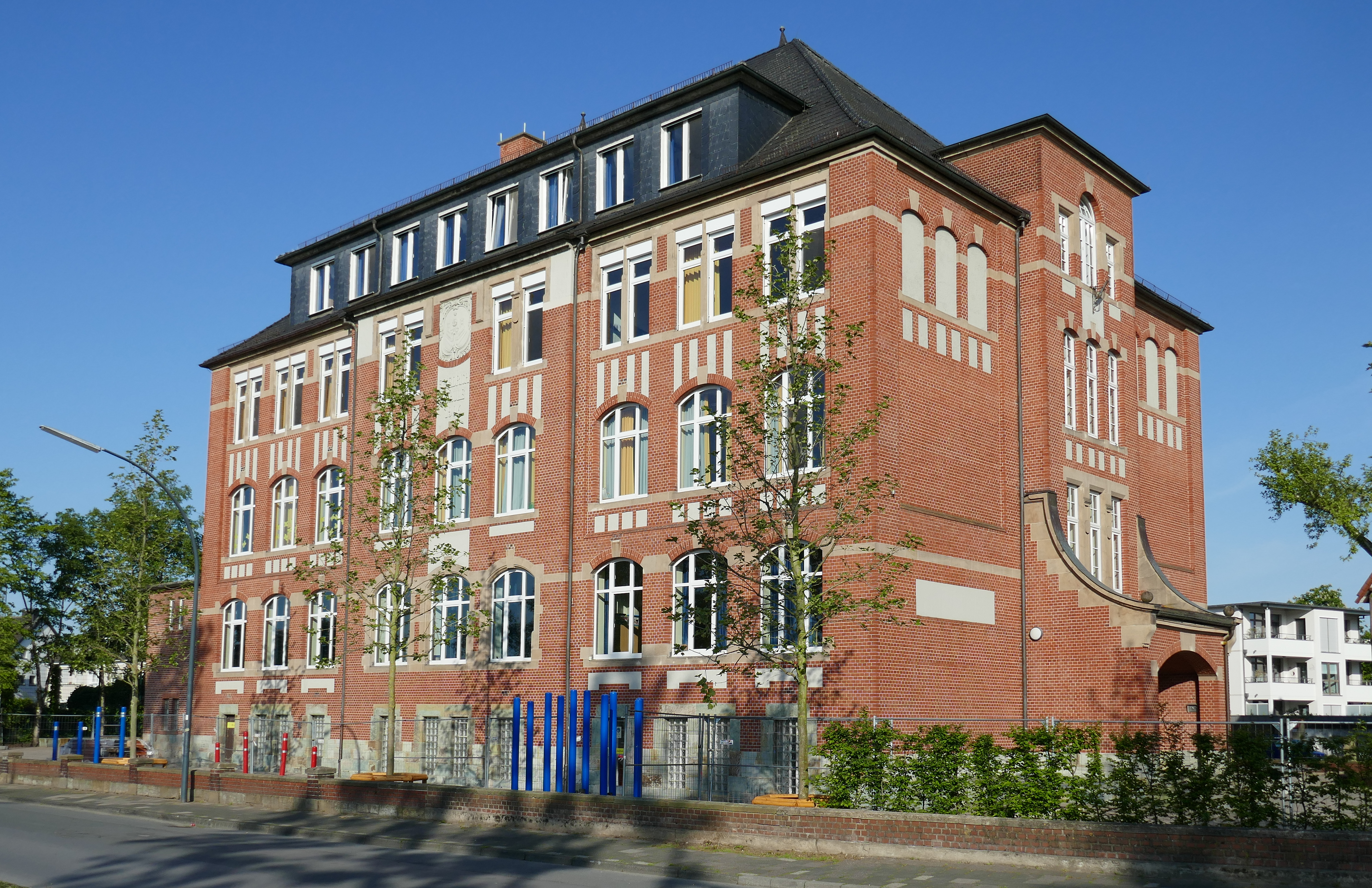
Friedrichschule
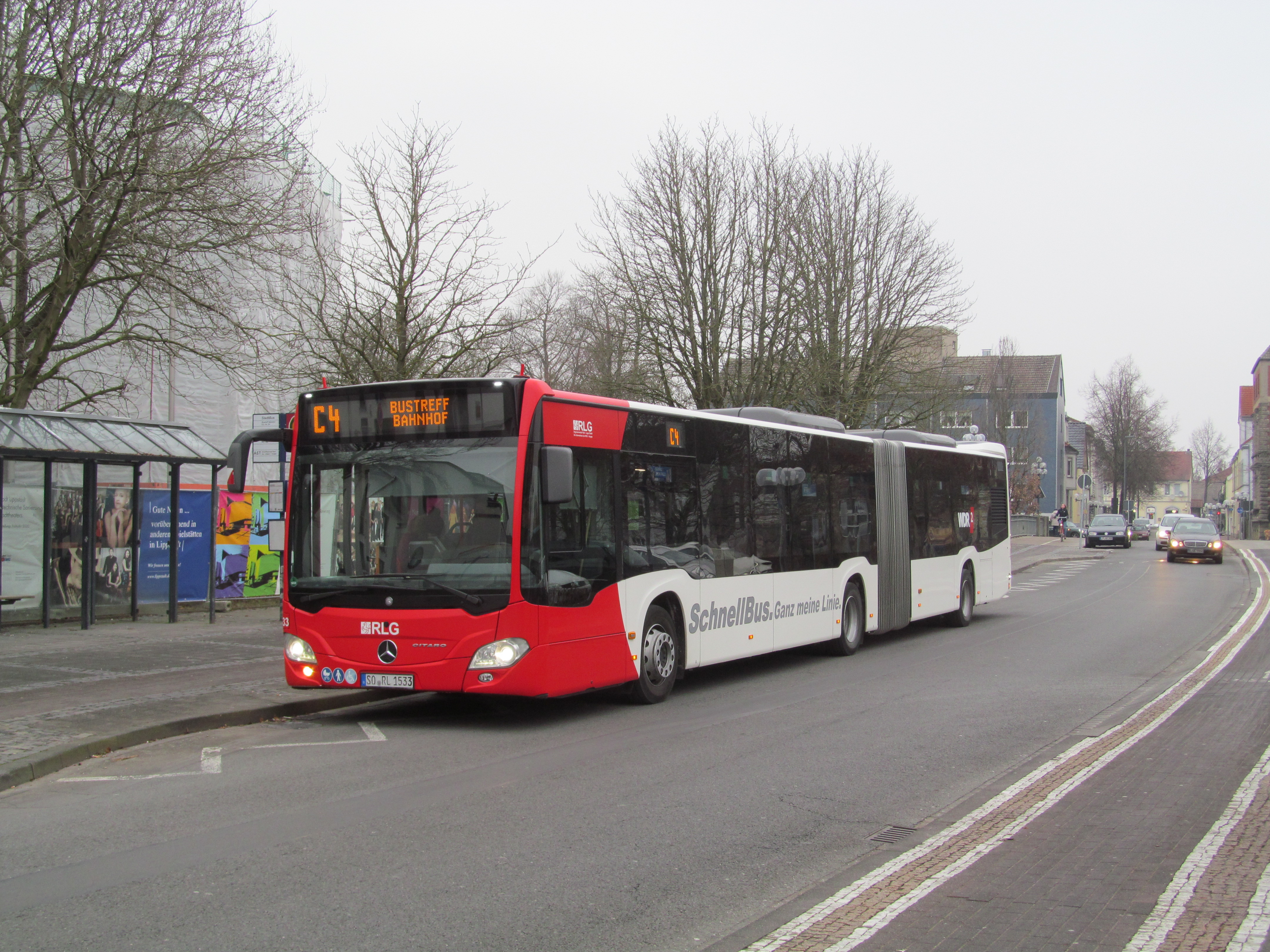
Bushaltestelle Stadttheater
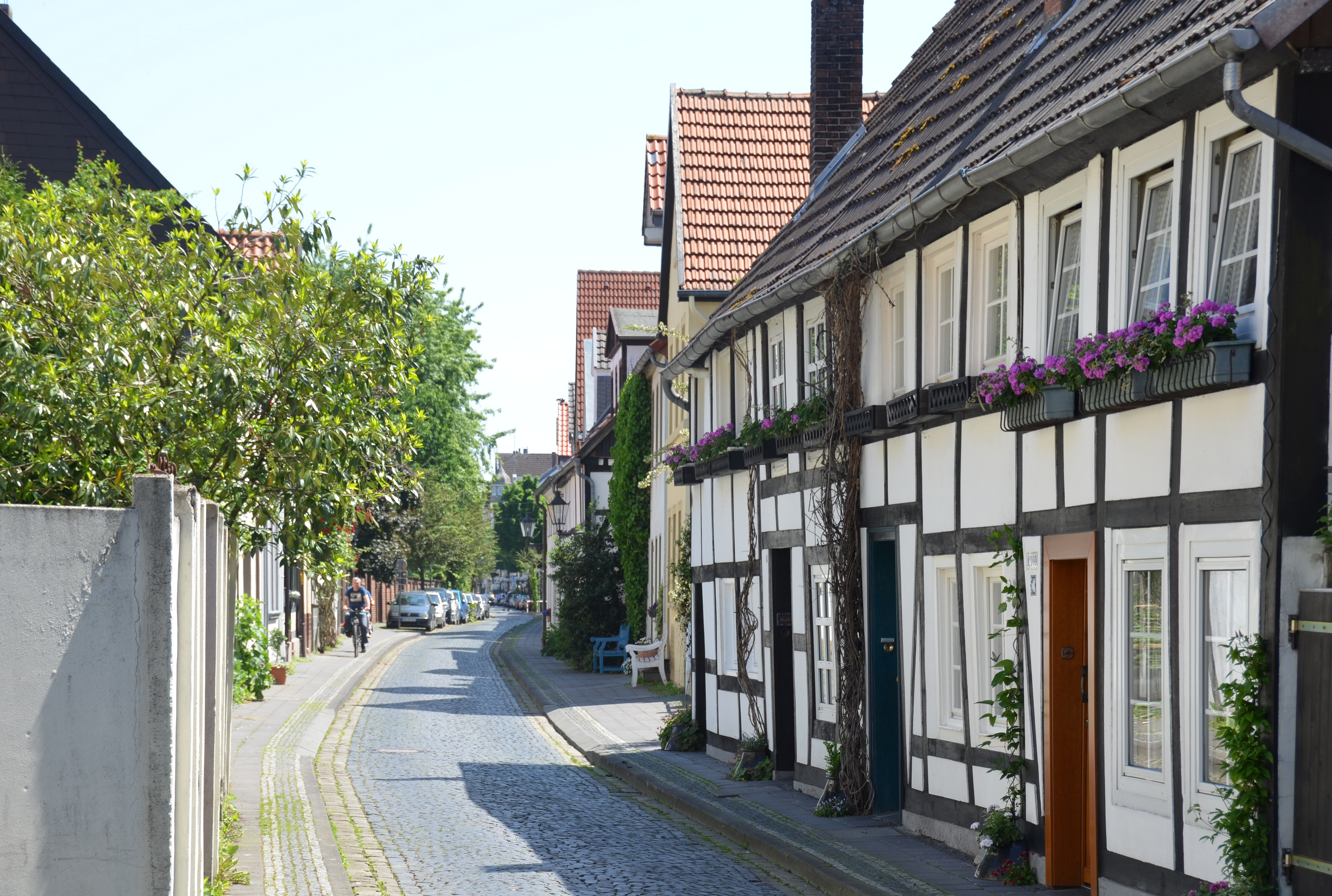
Nicolaiweg
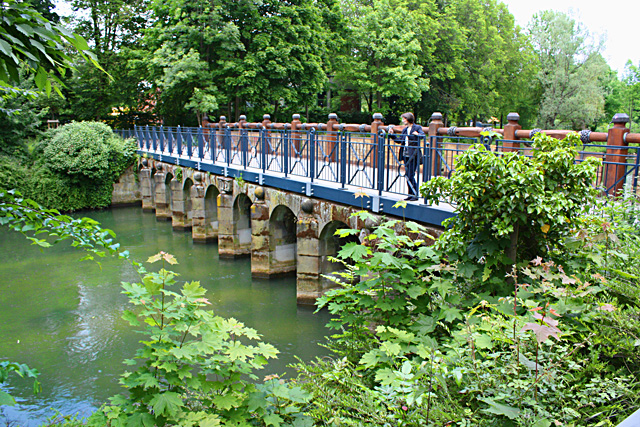
Altes Steinwehr am Grünen Winkel
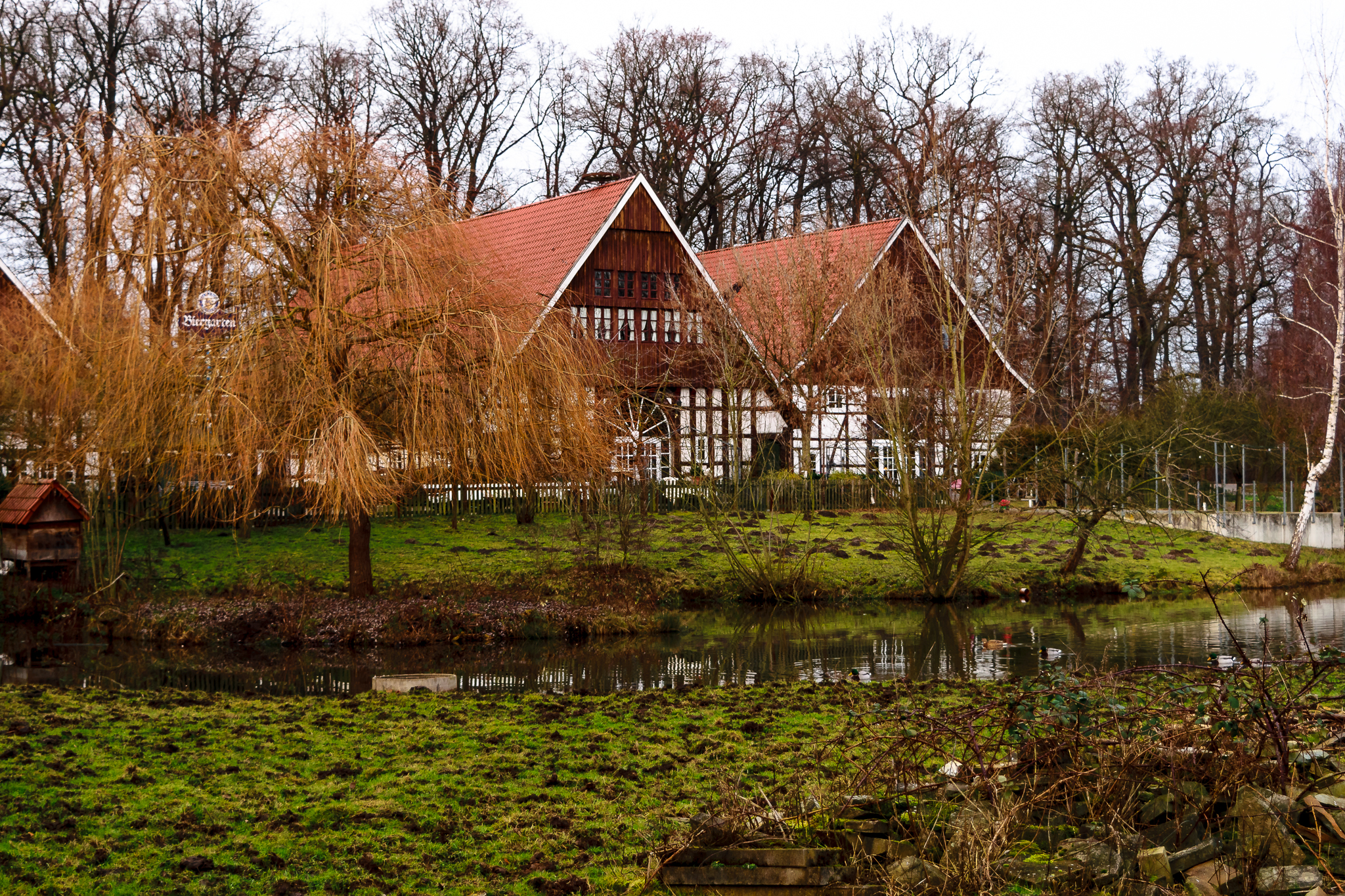
Restaurant Hülshoff am Hauptfriedhof
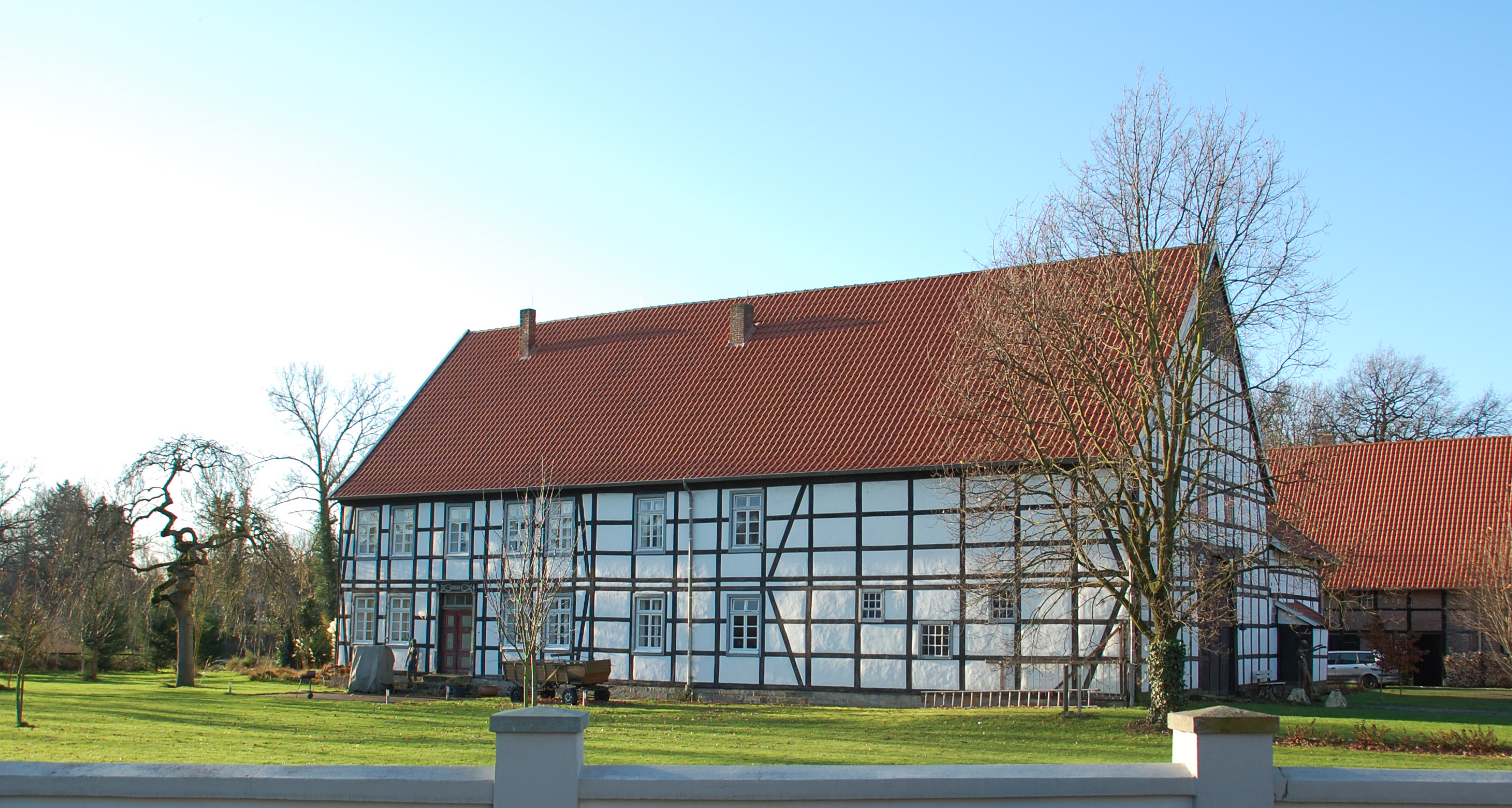
Bauernhaus in Hörste
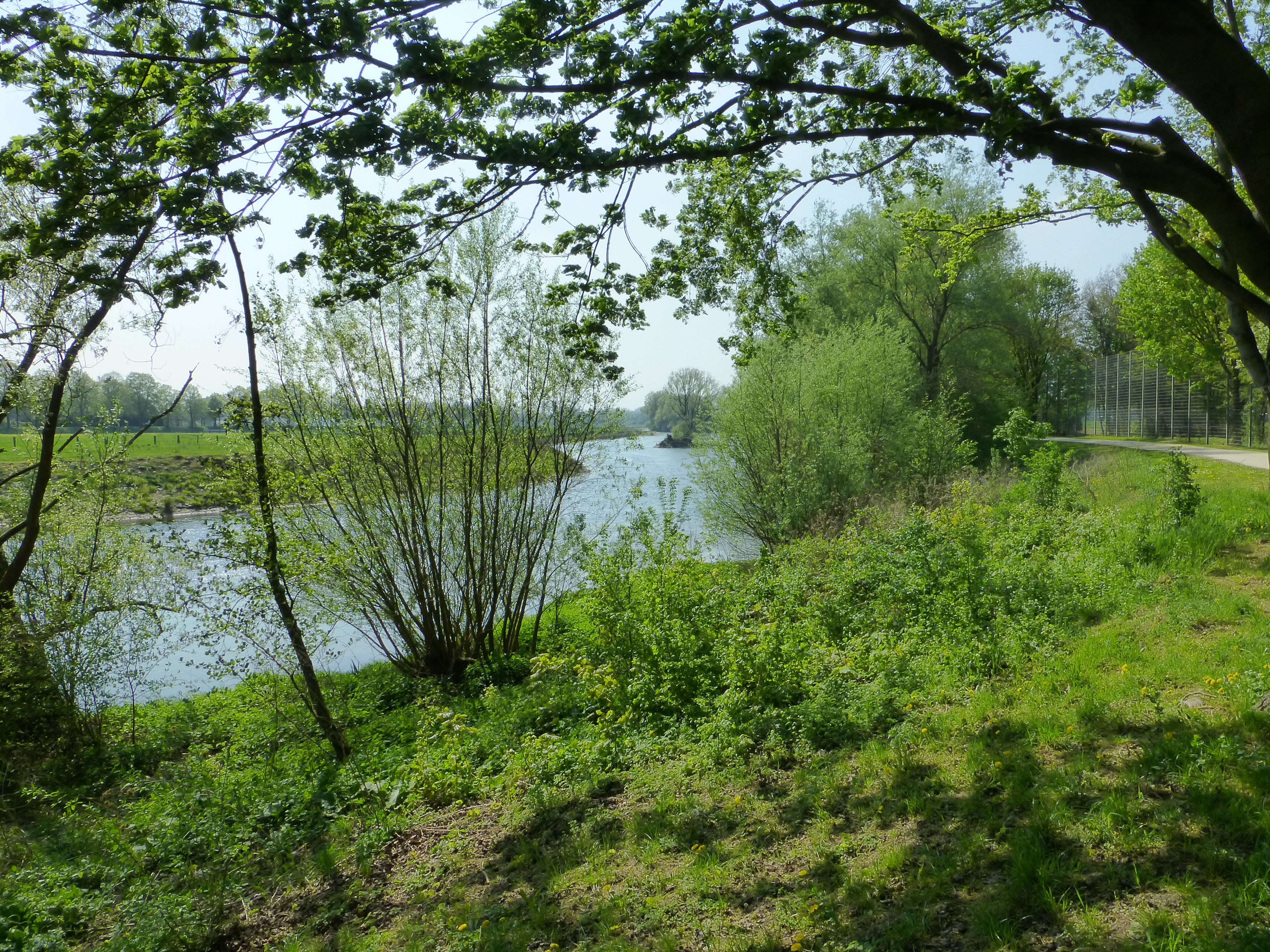
Natur, Lippe
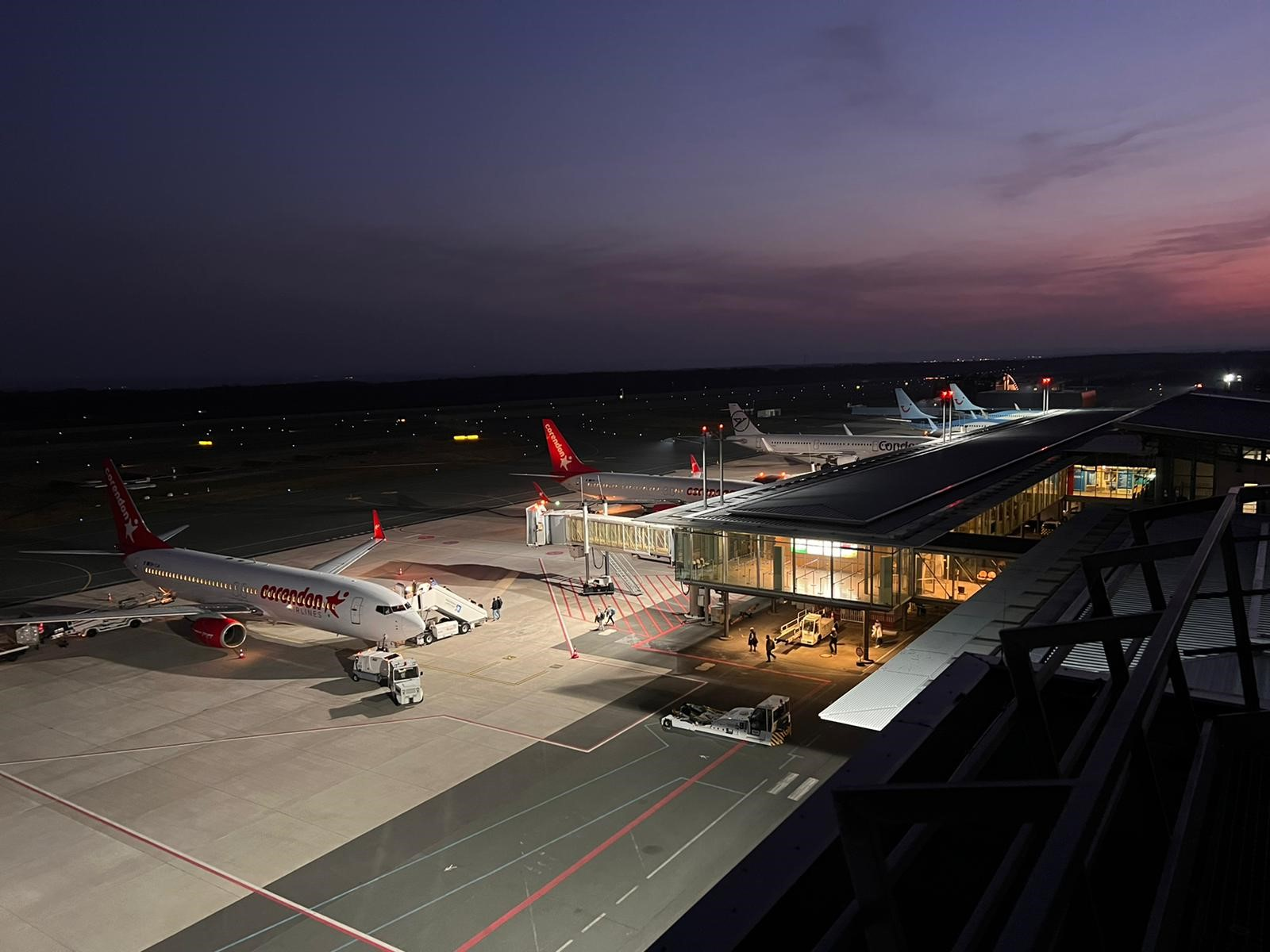
Flughafen Paderborn-Lippstadt